# MFゴースト
『MFゴースト』（エムエフゴースト / 英語表記: MF GHOST） は、「公道レース」をテーマにした、しげの秀一による日本の漫画作品。
しげのが過去に連載していた『頭文字D』の近未来の世界観という設定で、実在する公道でのレースを題材とした自動車漫画。2024年6月時点で累計部数は500万部を突破している。
「ガソリンエンジンなどの内燃機関自動車が製造中止となり、電気自動車や燃料電池自動車が主流となった」という想定の202X年を舞台とし、『頭文字D』の「公道最速伝説」にちなんだ「新公道最速伝説」をキャッチコピーにしている。
単行本最終巻において、本作の直接の続編となる次作「昴と彗星」の連載予告が発表された。

## 作風
「主人公が馬力の低い車でライバル車たちと渡り合う」という『頭文字D』のコンセプトを引き継いでおり、『頭文字D』の主人公「藤原拓海」の愛車「トヨタ・AE86（スプリンタートレノ）」のコンセプトを受け継ぐ「トヨタ・86」を主人公の愛車に設定している。
拓海をはじめとする『頭文字D』の登場人物たちは、年齢を重ねた姿で登場、あるいは名前や経歴が作中で言及される。作中では明確にはされていないが、作中の登場人物の年齢から、前作の最終回からおおよそ15～20年ほど経過した未来の出来事と推定される。
しげのは「頭文字Dでできなかったこと、やり残したことを全部やりたい」と語っている。なお、しげのの連載作品は本作より作画がフルデジタル化されている。
現実には違法となる夜間の公道レースを描いていた『頭文字D』とは違い、災害によるゴーストタウンを一般人立ち入り禁止のクローズドコースとしたうえで日中に開催される合法レースとなっており、ドローンで撮影した参加車両の映像を全世界に有料配信している。また、『頭文字D』にはほとんど登場しないフェラーリ、ランボルギーニ、ポルシェなどといった日本国外メーカーのスーパーカーが多数登場する点も特徴。

## あらすじ
202X年、化石燃料を動力源とする自動車は世界中で生産中止となり、それに代わって自動運転システムを搭載した電気自動車や燃料電池自動車が普及していた。そんななか、今や絶滅危惧種ともいえる内燃機関を搭載したスポーツカーを用い、公道をクローズドコースとして行われるカーレース「MFG」が日本で開催され、世界の多くの人々を熱狂させていた。
そのMFGに参戦するため、英国の名門レーシングスクール「RDRS」を歴代トップの成績で卒業した19歳の天才ドライバー、カナタ・リヴィントンが来日してくる。2年前にイギリス人の母を亡くしたばかりのカナタには、行方不明になっている日本人の実父・片桐健を探すという目的があった。そのためにカナタは、父の姓である「片桐夏向」の名前で選手登録をして、自身の存在を父にアピールしようしていたのだ。
カナタは両親の旧友の西園寺夫妻に快く迎え入れられ、二人が懇意にしている自動車整備士・緒方を紹介される。さらに、日産・GT-R使いとして名を馳せるベテランドライバー・相葉瞬とも知己を得て、持ち前の素直さを気に入られ、後輩として目をかけられるようになる。
一方、西園寺家のひとり娘で、17歳の女子高生 西園寺恋は「外見だけでは人を好きにはならない」と豪語していたが、カナタのイケメンぶりに一目惚れして以降、カナタのことを気にかけて一緒に「父親の手がかり捜し」を手伝うようになる。しかし実は、彼女は公にはプロフィールを明かさず、MFGのレースクイーン『ナンバー7』としてアルバイトしていた。

### 開幕戦：小田原パイクスピーク
緒方から提供されたトヨタ・86で出走したカナタは、超高級スーパーカーが上位ランクに名を連ねるなか、スペックが圧倒的に不利な86を駆りながらも圧倒的なテクニックを発揮して、「神フィフティーン」と呼ばれる上位15位のポイントランカーに迫る快走を見せつけ、16位からの繰り上げではあるが予選を突破する。
英国のレーシングスクールでカナタを鍛えたのは、伝説的な腕前をもちながらも事故でプロを引退した「悲運のラリースト」藤原拓海であったことが判明する。彼を知るMFGのスタッフや、同世代の元走り屋たちも注目するなか、それまで「ヨーロッパ製の高級車が有利」とされてきたMFGに、「低馬力な86」を駆るカナタの登場により新たな旋風が巻き起こっていく。
スリップストリームとコンビプレイを駆使する八潮翔・北原望の「ヤジキタ兄妹」を制したカナタは、霧の立ち込めるデスエリアで大幅に順位を上げ、ジャクソン・テイラーの追撃を躱して9位で完走する。(第4巻・第44話まで)

### 第2戦：芦ノ湖GT
86の戦闘力不足を解消したいカナタと緒方は、相葉のGT-Rのチューニングを手掛けるチューナー・奥山広也を紹介される。彼によって「吸排気系の見直し」「ブレーキを含めた足回りの改善」を実施した86は予想を超える進化を遂げ、カナタは予選10位で決勝へと進む。
雨天となった決勝では、カナタは濡れた路面を苦にすることなく、ライバル車がペースを落とす中で快進撃を繰り広げていく。二周目に入って雨が止んだものの、芦ノ湖特有の『白い悪魔』と呼ばれる濃霧が発生し、さらにその霧が火山灰による『スリッピートラップ』地帯と重複して、視界ゼロでのレース続行が決定される。
しかし、コースを完璧に記憶しているカナタは、濃霧を利用した『音声カウント作戦』により悪条件を味方につけて、トップグループより12秒も早く濃霧エリアを駆け抜ける。赤羽海人の追撃を受けて、200馬力という戦闘力のなさから表彰台こそ逃すものの、4位という快挙を成し遂げる。(第8巻・第92話まで)

### 第3戦：ザ・ペニンシュラ真鶴
ついにターボ化して300馬力となった86で出走したカナタは、予選でコースレコードを更新する圧倒的な走りを見せるが、最終的に予選3位で通過する。しかし、貧血でホームドアが設置されていない片瀬江ノ島駅のホームから転落して列車に轢かれかけた恋を助ける際に、カナタは左肘を負傷してしまい、シフトレバーの操作に支障が生じることになる。
そのまま決勝を迎えるが、左肘の痛みのため2速が使えないカナタは徐々に順位を落としていく。しかし3周目に入ってしばらくした頃に突然肘の痛みが消え、そこから猛チャージをかけてごぼう抜きし、トップグループに食い込んでいく。若手ながら天才的なテクニックを持つミハイル・ベッケンバウアー、沢渡光輝らと熾烈な三つ巴のトップ争いの末に、カナタは2位に終わる。
表彰式で、恋はカナタに「自分がナンバー7」であることを伝える。その後しばらくして、「カナタの父親が末期がんにより病院で死亡した」との連絡が入り、それがレース中に「左肘の痛みがなくなった時刻」であったと判明する。(第12巻・第141話まで)

### 第4戦：シーサイドダブルレーン
突然、RDRSの同期でカナタに片思いしているエマ・グリーンが、MFGにスポット参戦するため来日してくる。予選ではカナタを含む6名が、昨シーズンまでのコースレコードを更新する異例の事態となり、カナタは3位で予選通過する。
決勝ではスタート時の混乱によって順位が大きく変動し、カナタを含む予選上位勢が次々に下位に転落してしまう。しかし、カナタとミハイルはそこから凄まじい追い上げを見せ、エマや諸星瀬名らの追撃を退け、彼らはほぼ同着とも言えるタイム差でゴール。ミハイルが優勝、カナタは2位となる。(第18巻・第208話まで)

### 第5戦：熱海ゴースト
最終戦となる熱海ゴーストの予選に向けて調整に余念のないカナタと緒方の前に、GR86を駆る桜野舞と名乗る少女が現れ、助手席に一度だけ乗せてほしいと懇願される。彼女の熱意に興味を持ったカナタは一度だけ同乗を許し、舞はその1回でカナタの走りとMFGのタイヤの質を覚え込む。
予選を暫定2位で終えたカナタは、父の手術を担当した医師・高橋涼介の訪問を受け、父がカナタを最後まで気にかけていたことを改めて伝えられる。カナタは涼介に、来シーズンもMFGで戦うべきか助言を求め、涼介は「MFGで戦うのは1年限定にすべきだ。それ以上は君のキャリアにとってマイナスになる」と答えた。

### レース結果
| 順位 | No  | ドライバー                 | 車両             | Rd1 | Rd2 | Rd3 | Rd4 | Rd5 | ポイント |
| ---- | --- | -------------------------- | ---------------- | --- | --- | --- | --- | --- | -------- |
| 1    | 12  | ミハイル・ベッケンバウアー | ポルシェ         | 1   | 1   | 1   | 1   | 3   | 44       |
| 2    | 86  | 片桐 夏向                  | トヨタ           | 9   | 4   | 2   | 2   | 1   | 38.5     |
| 3    | 2   | 赤羽 海人                  | フェラーリ       | 3   | 3   | 4   | 6   | 8   | 35.5     |
| 4    | 4   | 沢渡 光輝                  | アルピーヌ       |     | 2   | 3   | 7   | 2   | 31       |
| 5    | 9   | 相葉 瞬                    | 日産             | 6   | 6   | 10  | 5   | 10  | 29       |
| 6    | 6   | 柳田 拓也                  | BMW              | 8   | 11  | 8   | 8   | 6   | 27       |
| 7    | 1   | 石神 風神                  | ポルシェ         | 2   | 13  | 6   | 10  | 12  | 26       |
| 8    | 5   | 坂本 雄大                  | アウディ         | 4   | 7   | 11  | 13  | 14  | 23       |
| 8    | 18  | 北原 望                    | アルファロメオ   | 13  | 9   | 13  | 9   | 5   | 23       |
| 10   | 13  | 前園 和宏                  | ホンダ           | 14  | 5   | 9   | 11  | 11  | 22.5     |
| 11   | 885 | 諸星 瀬名                  | トヨタ           |     |     | 5   | 4   | 4   | 22       |
| 12   | 3   | 大石 代吾                  | ランボルギーニ   | 7   | DNF | 7   | 12  | 13  | 20.5     |
| 13   | 16  | 八潮 翔                    | ロータス         | 12  | 12  | 12  | 14  | 7   | 19       |
| 14   | 8   | ジャクソン・テイラー       | ポルシェ         | 10  | 8   | 14  | 15  | DNF | 16.5     |
| 15   | 7   | 大谷 洋介                  | AMG              | 5   | 10  | 15  |     |     | 13.5     |
| 16   | 624 | エマ・グリーン             | アストンマーチン |     |     |     | 3   |     | 8        |
| 17   | 860 | 桜野 舞                    | トヨタ           |     |     |     |     | 9   | 5        |
| 18   | 10  | エミール・ハンニネン       | レクサス         | 11  |     |     |     |     | 4        |
| 19   | 23  | 京極 貴光                  | BMW              |     | 14  |     |     |     | 2.5      |
| 20   | 11  | 夏目 慎太郎                | BMW              | DNF |     |     |     |     | 2        |

## 作品設定・用語

### MFG（エムエフジー）
リョウ・タカハシが提唱した、クローズドコース化した公道を内燃機関を搭載した車で走るカーレースイベント。作中の現在では第4回大会が開催されている。レースの模様はAIとカメラを搭載したドローンを通して全世界に有料配信され、契約視聴者数も3,000万人を突破するほどの人気イベントとなっている。
当初作中では「MFG」としか呼称されておらず、名称の由来は明かされていなかったが、第5戦の最後に高橋啓介により「MOUNT・FUJI ゴースト」の略である事が語られている。
本作の時代で富士山が火山活動を起こしたことで大地震や大規模停電などの災害が発生したことになっており、MFGは名称通りその復興支援イベントとしての側面をもっている。そのため、各コースにはこの災害の影響をあえて残したセクションが設定され、災害の記憶を風化させないための工夫が凝らされている。
予選に出走するドライバーの実力は玉石混交で、技術の低いドライバーが高価な車を派手にクラッシュさせる場面を目当てにしている視聴者もいる。

### レース進行
予選タイムアタック
予選タイムアタックは300台以上の車両が参加し、1分間隔でスタートする単走が7日間にわたって行われる。走行条件の公平を期すために晴天時のみ行われ、雨天の場合は順延される。
上位30位以内に入るとドライバーズポイントが加算され、タイヤやその他パーツの大幅値引きや完全無料化、セコンドブースの優先使用権など多くの特典を受けられるため、全選手が30位以内を目指している。上位15位以内の選手は、さらに決勝レースへの参加権が与えられる。
決勝レース
決勝戦は、予選タイムアタックを勝ち上がった15台が一斉に集うレース形式で行われる。予選と違い、雨天の場合でも決行される。作中においてかつて起こった「富士山噴火の災害」を模したトラップが、各コースにて用意されている。
次回大会の第5回大会から、決勝レースの人数を20名にすることが予定されている。

### MFGのルール
基本的に使用車種やエンジンの馬力などに制約はないが、下記の枠組みによってレースが行われている。
内燃機関のみを動力とすること
電気自動車、燃料電池自動車、ハイブリッドカーといった電気動力を採用した車両の参加は禁止。ただしハイブリッド車の場合は、モーターアシストの機能を封印・撤去すれば参加できる。
グリップウエイトレシオの均一化
車重に応じてタイヤのトレッド幅を決定する規定で、重い車ほど太いタイヤを装着することができる。逆に軽い車ほど細いタイヤを装着しなければならず、軽量化でタイヤの負担を減らしたり、エンジンの馬力を上げる利点が少なくなる。また、駆動力に優れた四輪駆動 (AWD)車やミッドシップ (MR)エンジン車にもハンディが課される。
これらの制約から、無改造でも馬力が高くバランスもいいヨーロッパ製の高級車が有利だと言われており、その車を所有できる財力をもったチームが上位を占めていることから「リッチマンズレギュレーション」と揶揄されている。しかし、カナタなど比較的低馬力の車を駆るドライバーの台頭によって、この定説が揺らぎ始める。
専用タイヤの装着
参加車両はMFGの協賛企業が生産する専用タイヤを履くことが義務付けられており、指定外タイヤの使用が発覚した場合は即座に失格となる。当初はブリヂストン製の競技用タイヤのみが供給されるワンメイク体制だったが、第3回大会からはヨコハマタイヤも参入している。
カーナンバーの掲示
出場車両はカーナンバーをドアに貼り付けて走行する。40位までは前大会のランキングに準じた番号を、それ以降は先着順で好きな番号を選べるようになっている。ポイントランカー車両のカーナンバーには、金色の縁取りが施されてアピール度が高くなっている。アニメでは開幕戦において神15入りした車は初参戦のカナタ以外の14台全車に金縁が施されていたが、第2戦よりカナタの86GTにも金縁が施された。
車両メーカー・ブランドの固定化
出場選手が車両を乗り換える場合は、シーズン開始時に搭乗した車両と同じメーカー（ブランド）でなければならず、シーズン途中で違うメーカーの車両に乗り換えることは許されない。
- 順守例：初戦・RX-7 → 第2戦・RX-8（同じマツダ車）

### レギュレーションの正解
本作では、「MFGのレギュレーションの正解」を解き明かしていくという、ミステリ的な要素も取り入れられている。このレギュレーションは前作『頭文字D』でのプロジェクトDの進化系であり、高橋涼介が提唱していた『公道最速理論』の解答編であると述べられている。下記に本作・前作における諸条件、及びヒントを記述する。
トータルバランス
当初「リッチマンズレギュレーション」と揶揄されハイパワー車が上位を独占していたが、ミハイルの参戦を契機にパワーよりもバランスを重視する考え方へ変わっていっているのではないかと、作中での第1戦にて小柏カイは解説している。
トータルバランスについては前作『頭文字D』でも語る場面があり、第4巻40話（アニメ1st Stage24話）にて藤原拓海との対決を前にして涼介はFC3S RX-7の馬力をあえて下げ「速く走るためには馬力を下げることもあるのが公道の奥深さ」「下りを制するのカギは馬力よりトータルバランス」と述べている。
コントロールできる馬力の限界
本作の第7巻71話において、第2戦で解説をした池田竜次は、上位ランカーが600馬力を超える現状に対して、「人間がサーキットでコントロールできる馬力は400馬力が限界」「公道であれば、晴天時でせいぜい350馬力程度、悪天候なら200～250馬力程度」という知見を語っている。そして、ハイパワーエンジンと電子デバイスで武装したスーパーカーが席巻してきた現状について、「レギュレーションの真意が正しく理解されていない」と発言している。
横方向のグリップに特化したタイヤ
MFGから提供される専用タイヤについては第1戦での小柏の解説にて「耐久性の設定が絶妙」ということのみが語られていたが、第4戦終了後に「横方向のグリップに特化している」とカナタの指摘によって明かされ、これによりMFGのレギュレーションの正解に迫りつつあると解説されている。カナタによると、「パワー型の車でストップ＆ゴーを酷使するレースをするには不利なタイヤである」と評価されている。
その他、前作『頭文字D』における公道最速理論
頭文字D第5巻46話（アニメ1st Stage26話）において涼介は「上級者はストレートでもコーナーでもない第3のポイントで差をつける。そのポイントを極めることこそが公道最速理論のメインテーマ」と語っている。第3のポイントとは『コーナーとコーナーの繋ぎ』であるとされ、その限りなく完成に近い一つのサンプルとして「藤原拓海」を賞賛している。

### その他
専用ドローン
最高速度180km/hでの飛行が可能な高性能無人航空機。映像中継のほかにも、サーキットにおけるステータスフラッグと同様、後続車が追いついた場合はイエロー、前方でクラッシュなどのトラブルが発生した場合はレッドシグナル（赤旗）をドライバーの視界へ移動して通知するなど、さまざまな機能をもつ。ドローンのシグナルに従わなかった場合はペナルティが課される。
なお各車のタイムや順位は伴走ドローンの位置情報で計測・決定されるため、必ずしも実際の車両のタイムを完全に反映していない可能性があり、僅差での勝敗がしばしば議論の的になる事がある。
注目フラグ
各車の走行データは、テレメータリングシステムを介してMFG本部のセントラルコンピューターに送られ、AIが優れた技量をもつと判断したドライバーの車には「注目フラグ」が立てられる。フラグを立てられた車は、メインの配信画像に優先的に映される仕組みになっているが、その判断基準は厳しい。特に初出場者にフラグが立つのは主人公のカナタと、第3回大会でデビューしたミハイル・ベッケンバウアーの2名のみ。
ドライバーズポイント
それぞれの予選30〜16位にドライバーズポイントが与えられ、15位以上は決勝レースの結果によりポイントが与えられる。
また、年間獲得ポイントにより、総合1位となったチャンピオンには10億円が賞金として与えられる。
高額賞金制度
各レースでは決勝レース1位に1億円、2位5,000万円、最下位の15位でも200万円が与えられる。
また、予選でポールポジションを獲得したり、決勝レースでオーバーテイクをしたりといったファインプレーには、賞金とは別のボーナスが加算され、シーズン終了時にまとめて授与される仕組みになっている。
神15（かみフィフティーン）
MFGの決勝進出者となる予選ランキング15位以内の選手を指すニックネーム。
死神（デスエリア）
天候や地形などの自然条件によって、開催コース中もっとも危険度が高く、事故が多発しているエリアを指す俗称。

## 開催コース

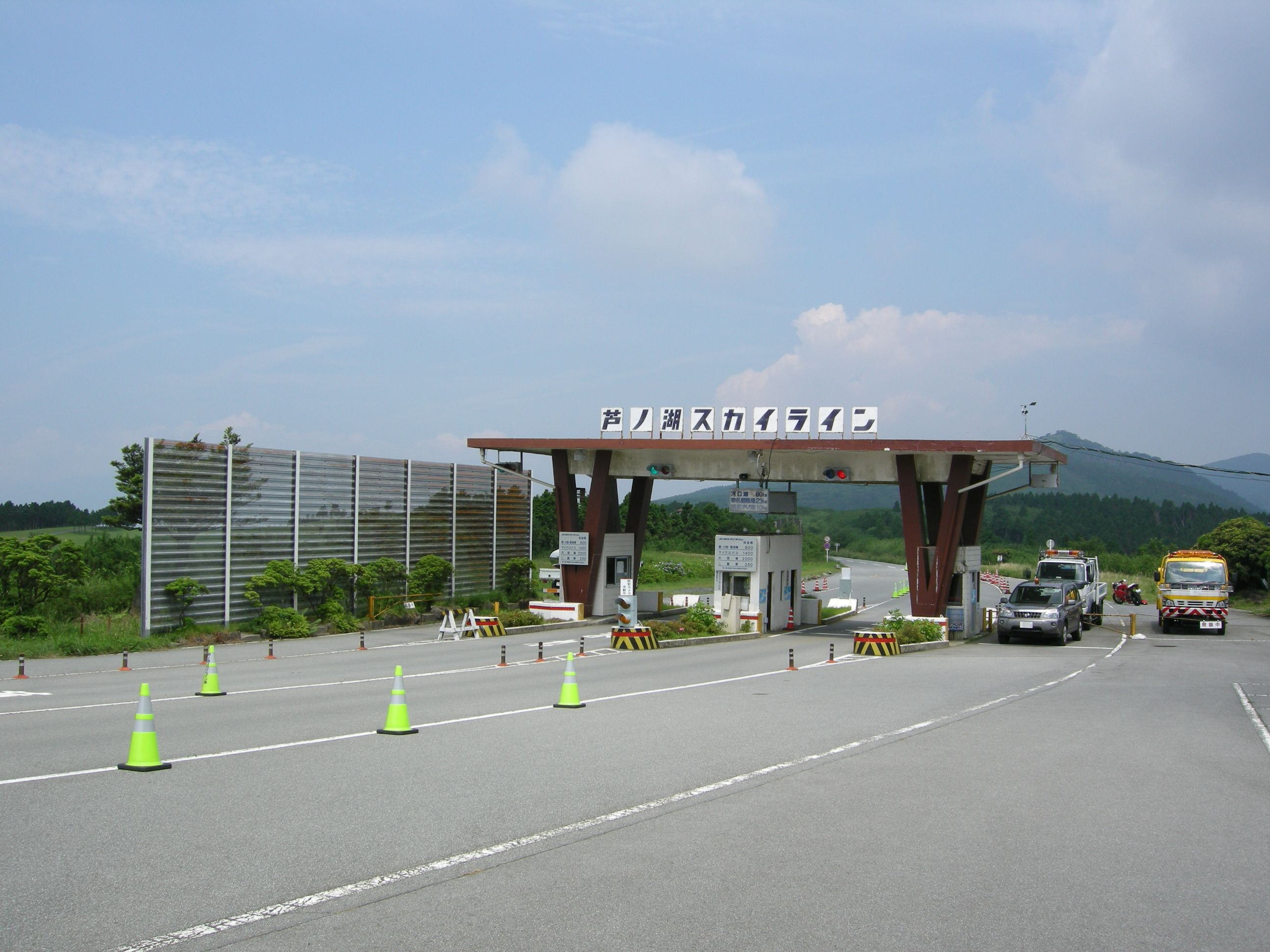
スタート地点の 芦ノ湖スカイライン箱根峠料金所
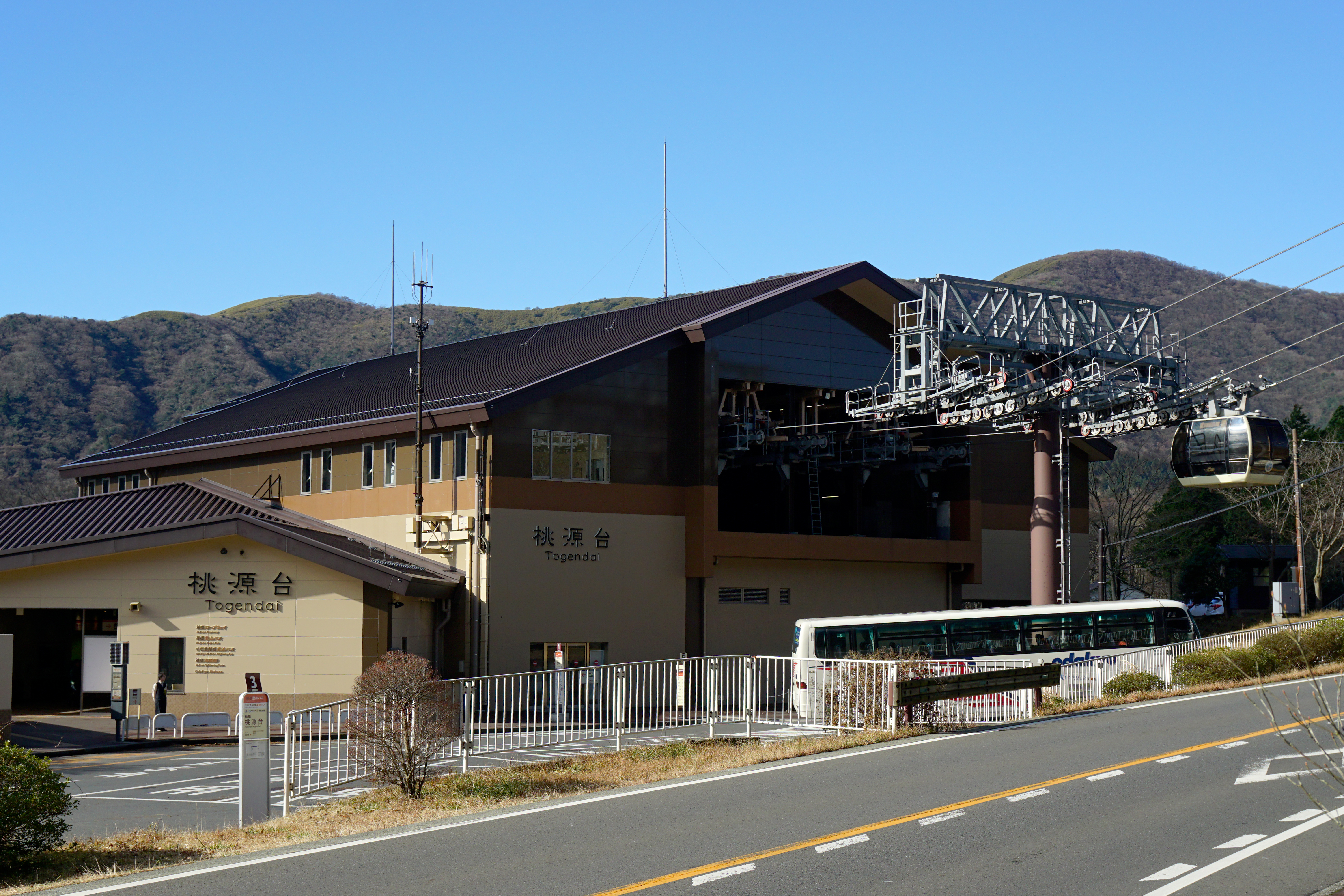
コースの一部である 箱根ロープウェイ桃源台駅前
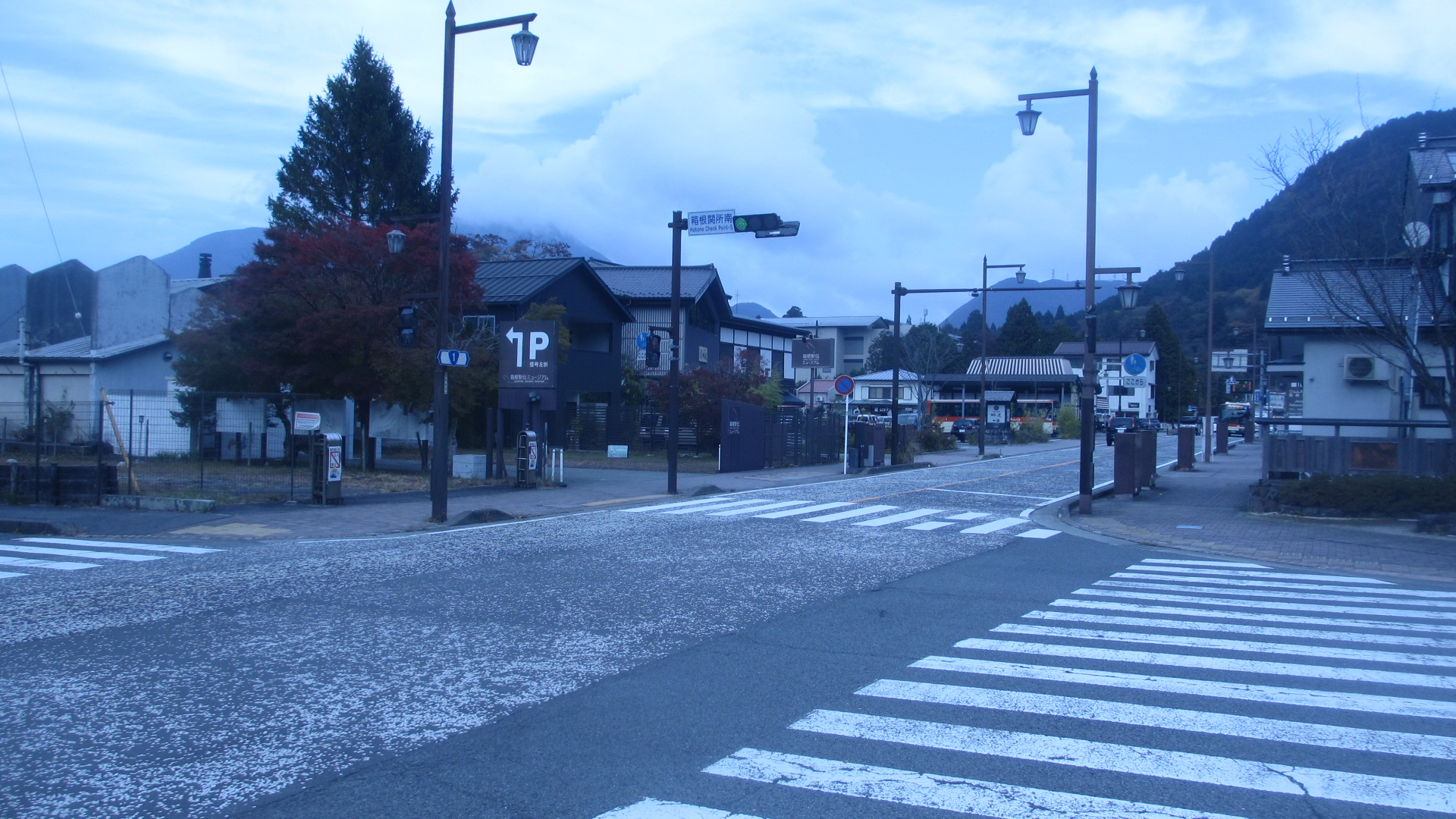
開幕戦と第2戦の重複区間となる箱根関所南交差点 （箱根駅伝ミュージアム付近）

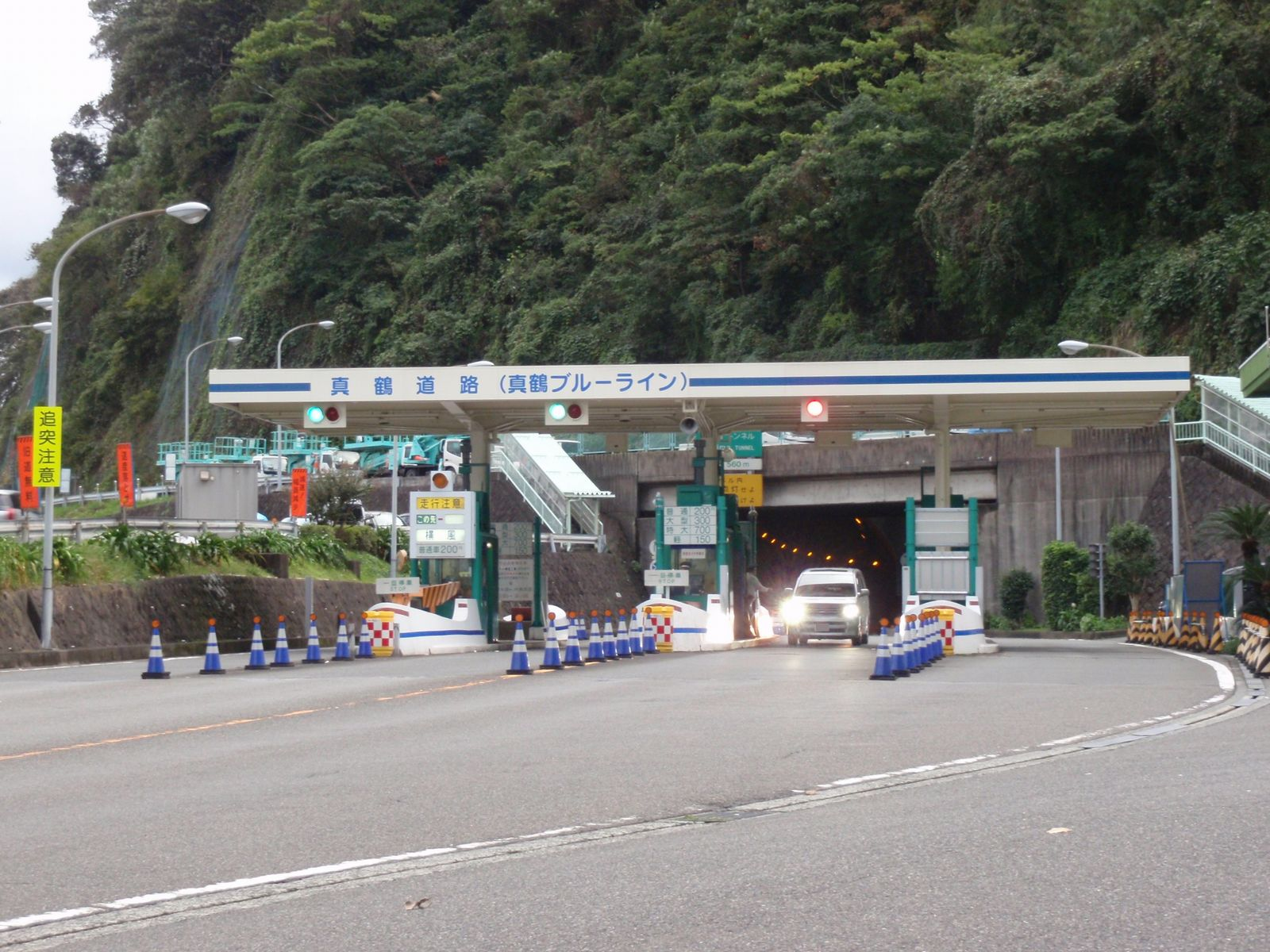
スタート地点の 真鶴道路料金所

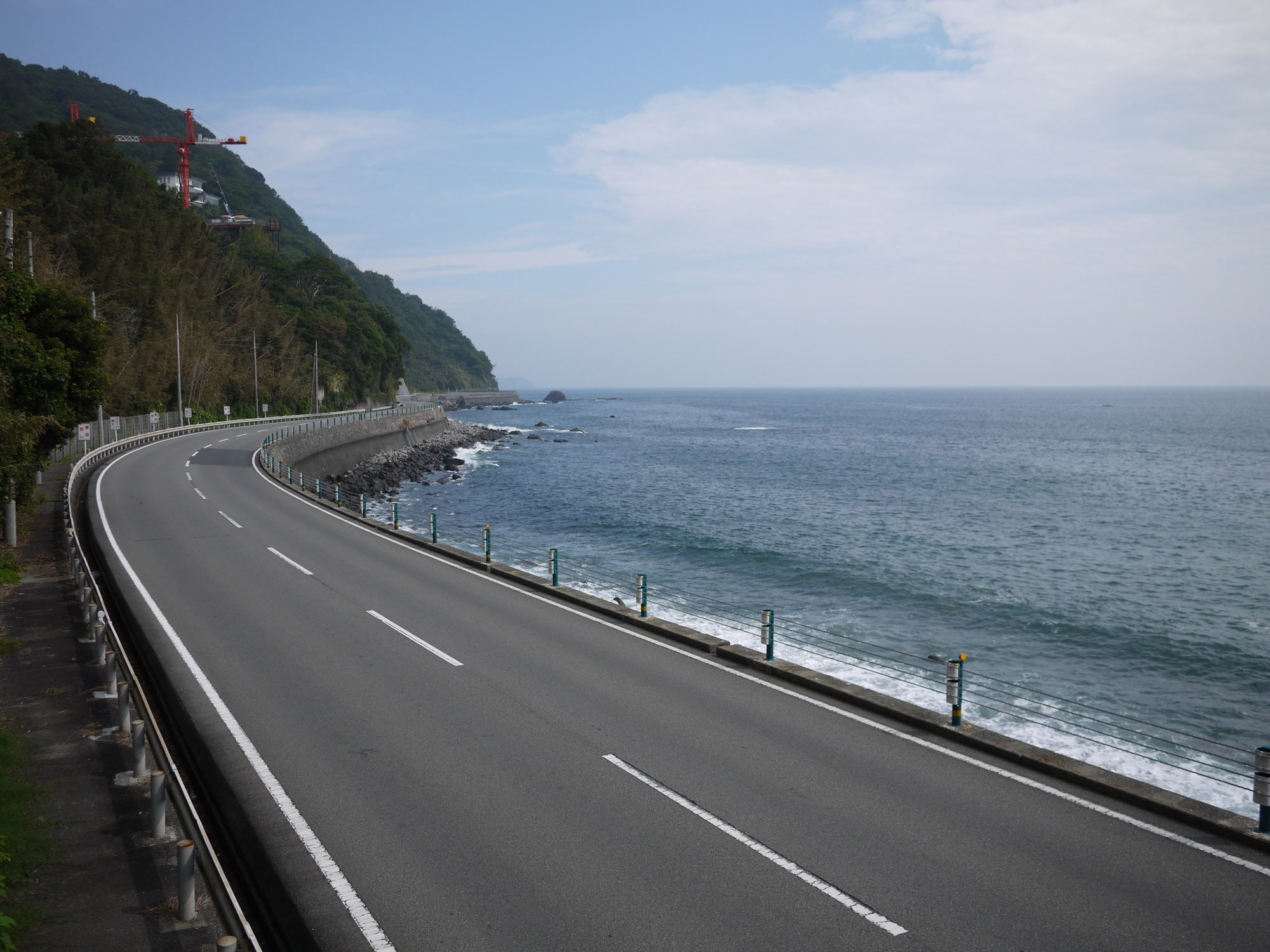
コースの一部である 熱海ビーチライン
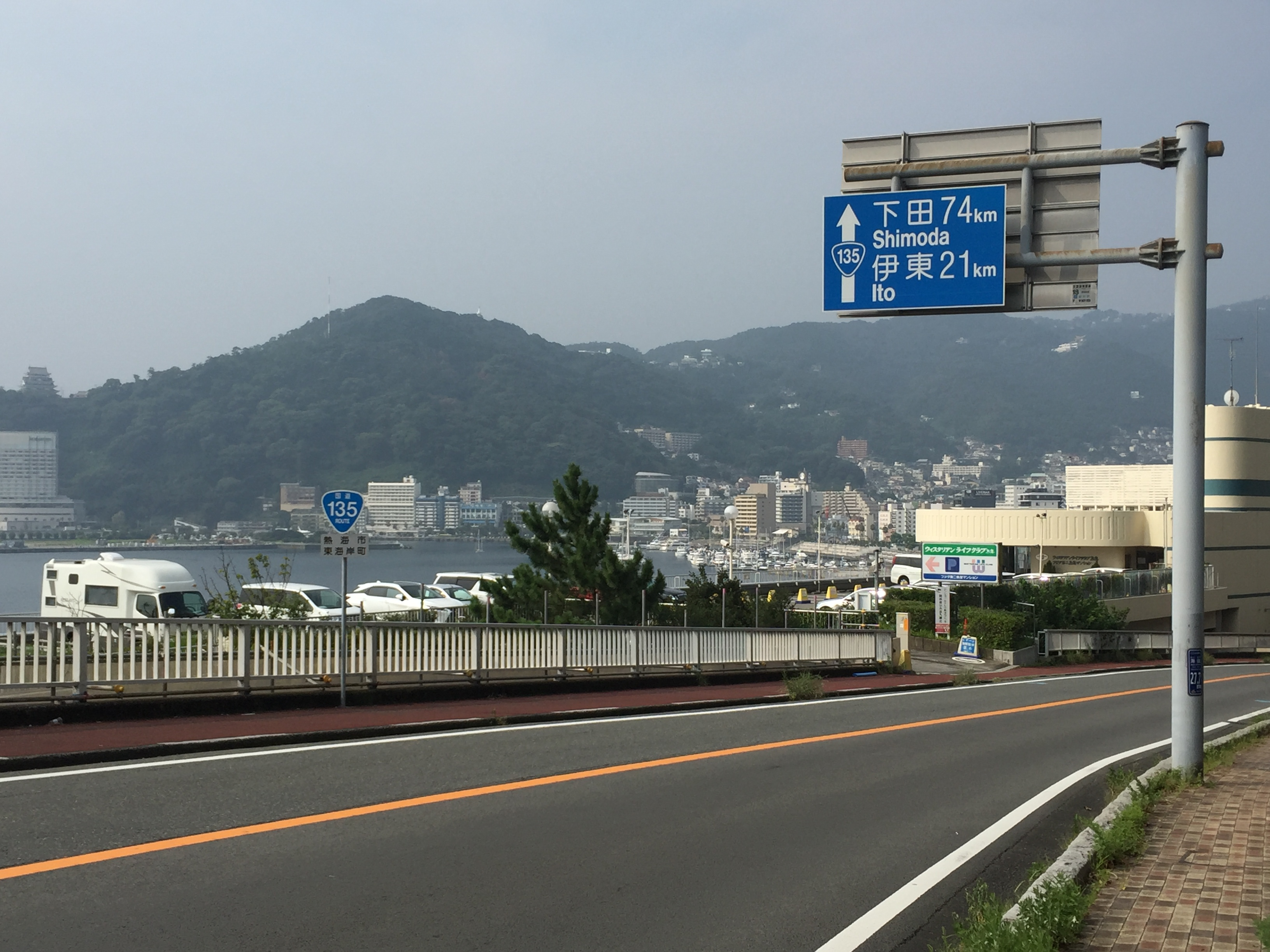
コースの一部である 熱海市東海岸町付近

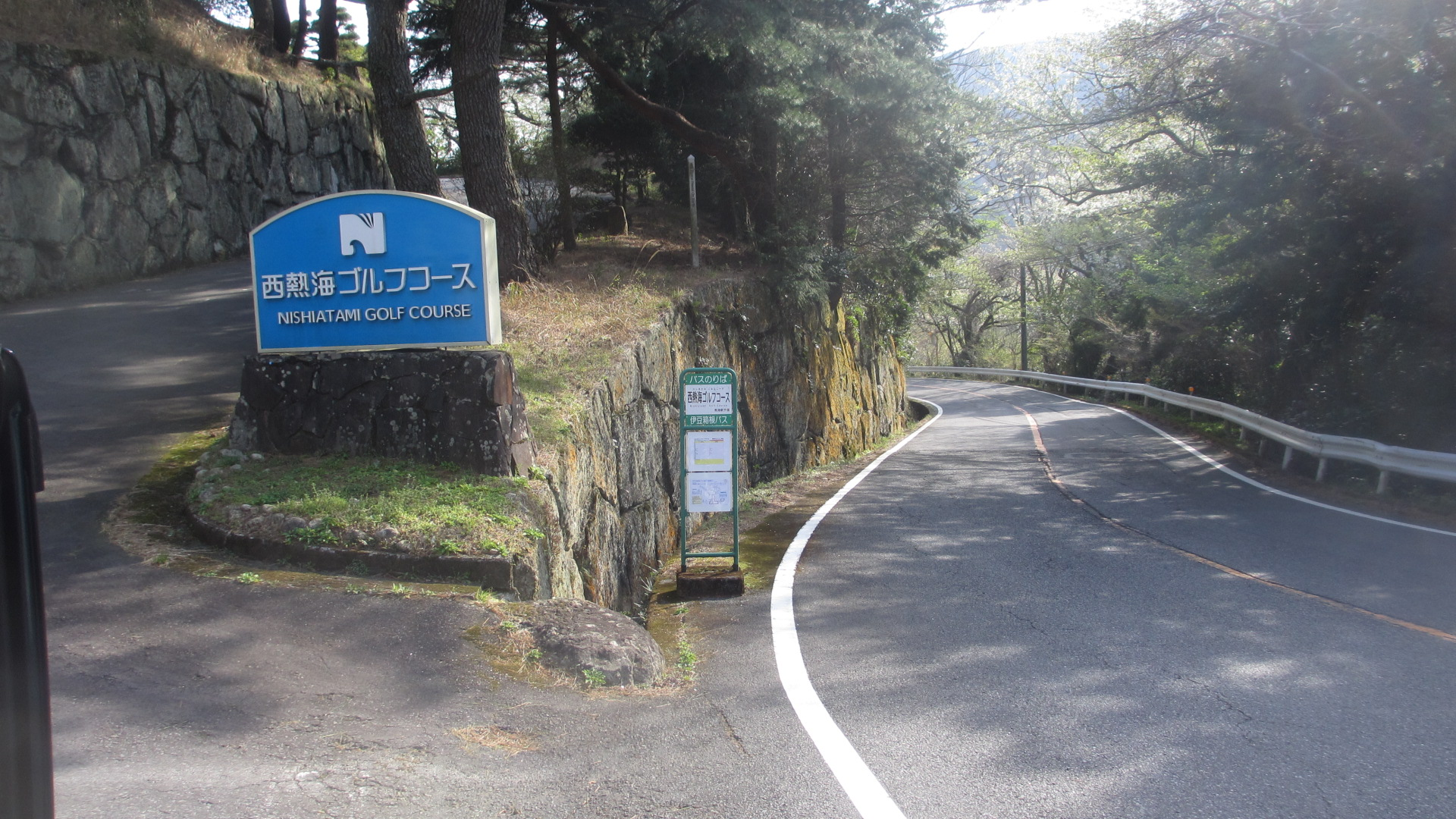
コースの一部である県道20号 （西熱海ゴルフコース）
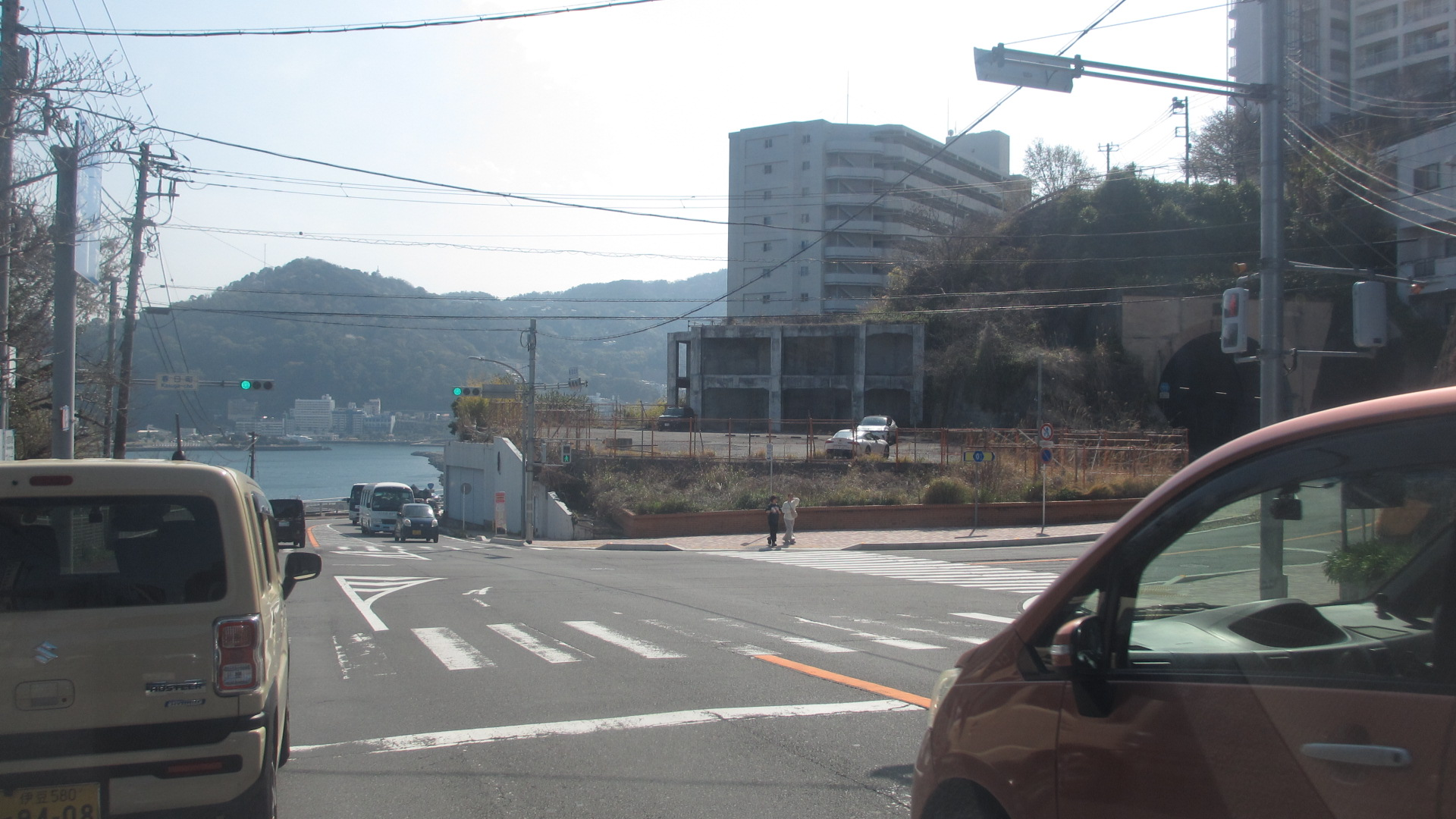
国道135号へ入る 春日町交差点 （国際医療福祉大学熱海病院前）

年間レース数は全5戦。第3戦と第4戦のあいだの8月には「サマーブレイク」と称される休養期間が設けられている。年間表彰式、およびパーティーは11月下旬に帝国ホテルで開催される。
開幕戦：神奈川県小田原市 小田原パイクスピーク
開催時期：5月下旬
全長：40.8km
箱根ターンパイク・箱根小田原本線料金所→（箱根ターンパイク・箱根小田原本線）→大観山スカイラウンジ→（神奈川県道75号）→芦ノ湖・箱根関所南交差点→（国道1号・箱根国道）→東風祭交差点→（一夜城下通り）→早川三丁目交差点（夢庵 早川店前、決勝ゴール地点）→箱根小田原本線料金所
決勝レース周回数：2周（総走行距離：81.6km）
MFGの開幕戦コース。ステージ名は米国コロラド州で開催されているパイクスピーク・インターナショナル・ヒルクライムにちなんでいる。
箱根ターンパイクを通過後、芦ノ湖・国道1号を通りゴールとなる。一周あたりのコース長は全コース中最長。このうち国道1号の区間となる箱根関所南（箱根駅伝ミュージアム付近）から東風祭（鈴廣前付近）にかけてのおよそ20.8kmは箱根駅伝6区とほぼ同じコースを走る。
大きく4つの区間に分かれており、ターンパイクの急勾配を登り大観山から芦ノ湖麓まで下るセクター1、平坦な芦ノ湖畔と元箱根から国道1号最高地点までの登りがセクター2、国道1号最高地点から塔ノ沢温泉郷までの急峻な下りがセクター3、勾配が一気に緩やかになる千歳橋からターンパイク入口までの区間がセクター4となっている。このうちセクター4には入生田駅付近の西湘バイパスとの分岐から東風祭交差点までに及ぶ1.9kmの通称「カマボコストレート」が待ち構えている。
本作の世界では数年前に富士山北面で大爆発が発生し、それ以降の地下水脈の変動により温泉が枯れ、さらに火山性のガスと靄がふもとを覆うようになったため、セクター3以降にある箱根の温泉街は人が住まないゴーストタウンと化している。この区間、特に小涌園前から大平台駅付近（大平台ヘアピンカーブ手前）にかけては靄の影響で視界がきわめて悪く、事故が多発していることから、このコースでのデスエリアとされている。

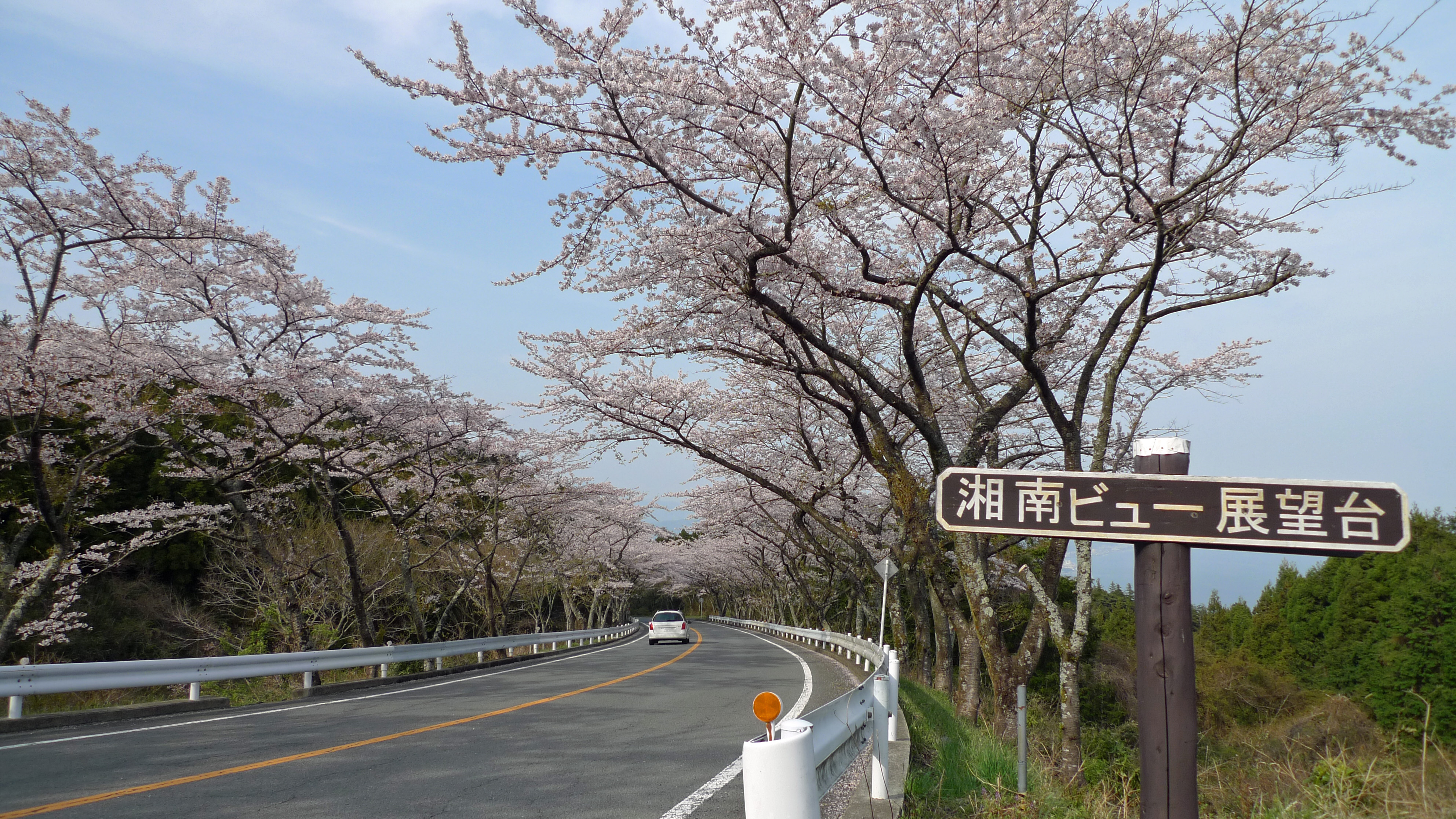
コースの一部である 箱根ターンパイク
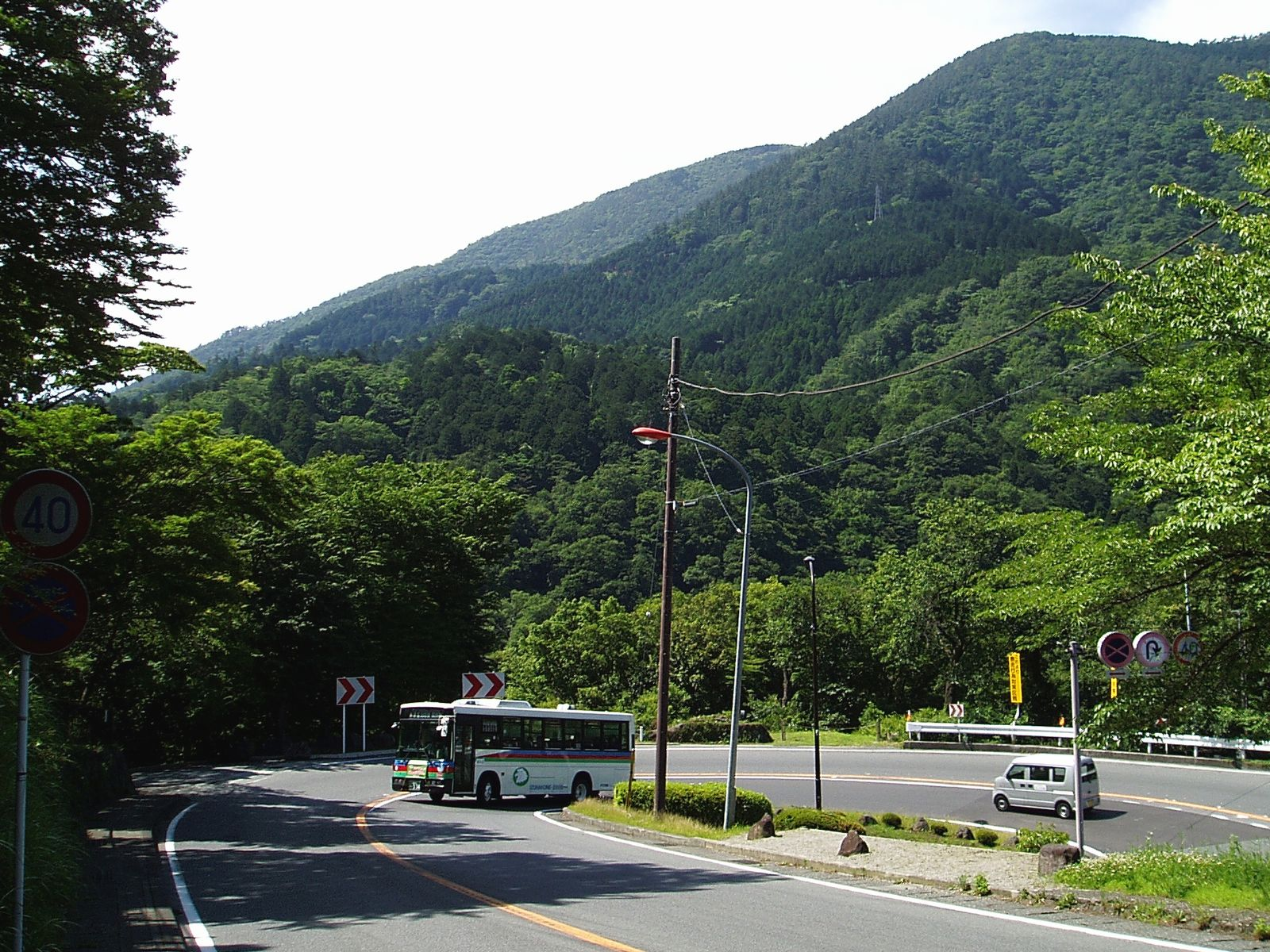
国道1号区間の 大平台ヘアピンカーブ
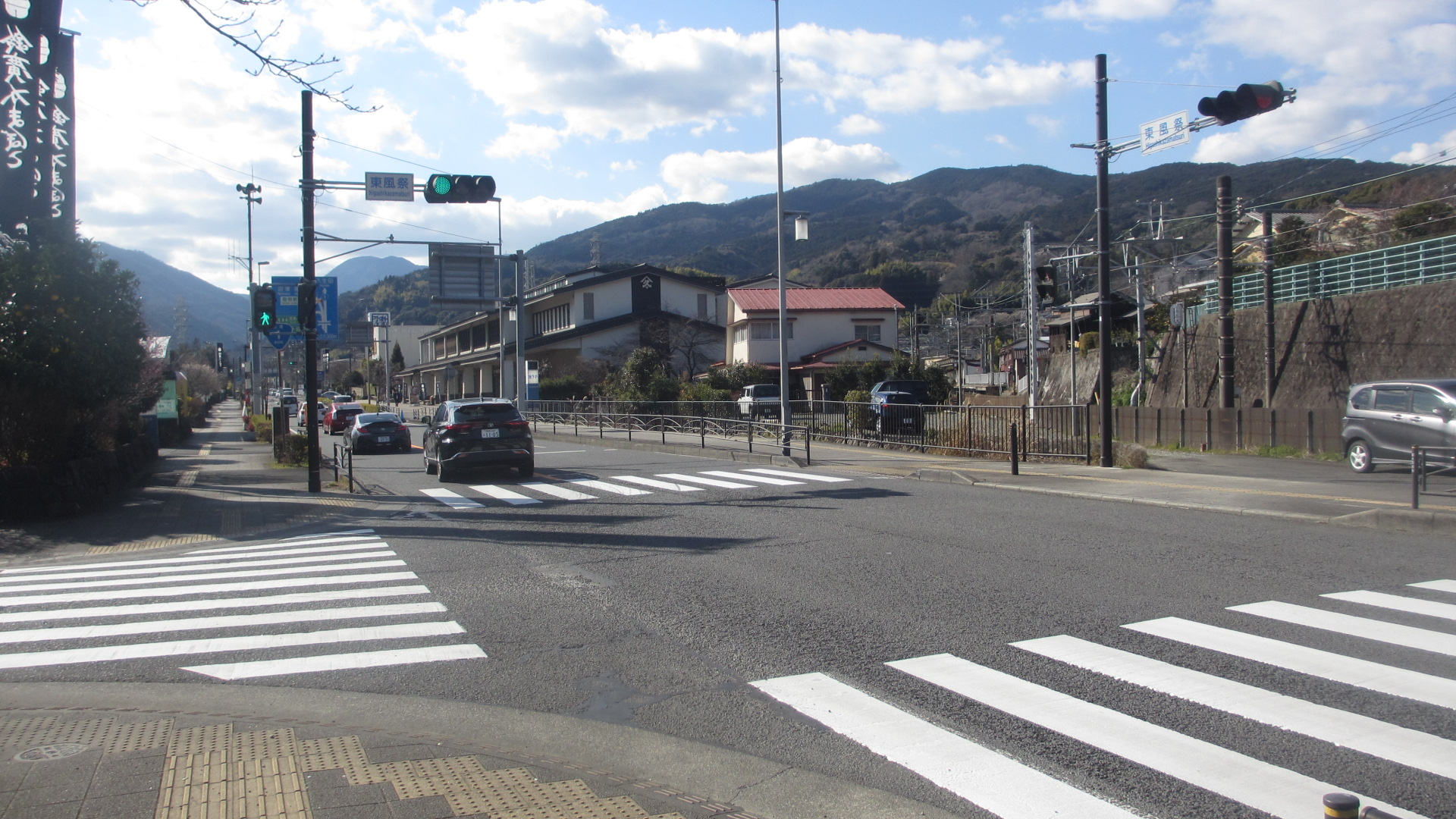
「カマボコストレート」の終点 東風祭交差点 （鈴廣かまぼこの里 箱根駅伝 小田原中継所付近）

第2戦：神奈川県小田原市 芦ノ湖GT
開催時期：6月下旬
全長：25.3km
芦ノ湖スカイライン箱根峠料金所→（芦ノ湖スカイライン本線・湖尻線）→湖尻料金所→（神奈川県道75号）→桃源台駅→大芝交差点→（国道1号）→箱根峠料金所
決勝レース周回数：3周（総走行距離：75.9km）
芦ノ湖スカイラインなど、芦ノ湖周辺の道路を用いて設定されたコース。小田原パイクスピークよりも勾配が緩やかなことが特徴だが、直線区間が非常に少なく速度が出せない。直線らしい直線も箱根駅伝5区から命名された箱根関所跡から箱根関所南交差点までの通称「駅伝ストレート」しかなく、さらに箱根峠インター付近まで上り勾配が2km続く。
コースの一部に、富士山火口からの火山灰が集中して降り積もるために路面が極めて滑りやすい区間があり「スリッピートラップ」と呼ばれる。この火山灰は何度コース清掃をおこなっても除去しきれず、区間内での事故率も高いために、芦ノ湖GTにおけるデスエリアとして恐れられている。
- スタート地点の
芦ノ湖スカイライン箱根峠料金所
- コースの一部である
箱根ロープウェイ桃源台駅前
- 開幕戦と第2戦の重複区間となる箱根関所南交差点
（箱根駅伝ミュージアム付近）

第3戦：神奈川県真鶴町 ザ・ペニンシュラ真鶴
開催時期：7月下旬
全長：17.4km
真鶴料金所→（真鶴道路）→福浦IC→（国道135号）𠮷浜橋交差点（折返し地点）→（国道135号）→真鶴駅前交差点→（神奈川県道739号）→真鶴駅前→（国道135号）→真鶴料金所
決勝レース周回数：5周（総走行距離：87.0km）
住宅街を舞台とした超低速セクションと、真鶴半島の海上にかかる橋などを舞台とした超高速セクションが入り交じり、4か所の立体交差を有する。
富士山の火山灰や火山性ガスによる影響は見られないが、火山活動の影響で発生した大規模停電の記憶を風化させない目的を兼ねて、コース内にある新島トンネルと真鶴トンネルの照明を意図的に落とす罠が仕掛けられている。そのため、外に飛び出す際の明暗差や、トンネルによっては海面からの反射光で一瞬視界が効かなくなるうえ、超低速セクションの道幅の狭さもあいまって、ドライバーの間では攻めにくいコースとして評価されている。
超高速セクションの中には、福浦インターチェンジから吉浜海水浴場付近にかけて、緩い上りの右コーナーから切り返して下りの左コーナーに突入する超高速S字コーナーがあり、スパ・フランコルシャンの名物セクション「オー・ルージュ」に似ていることから、同じ名前がつけられている。
- スタート地点の
真鶴道路料金所

第4戦：静岡県熱海市 シーサイドダブルレーン
開催時期：9月下旬
全長：21.7km
熱海ビーチライン出入口→（熱海ビーチライン）→門川料金所（折返し地点）→（国道135号）→東海岸町交差点
決勝レース周回数：6周（総走行距離：130.2km）
相模湾沿いの有料道路と、山側の生活道路から構成されるハイスピードコース。富士山の火山活動に伴う大地震により、国道135号沿いの山から地下水が滝となって吹き出しており、大量の水が完全に道路を覆い尽くしている地点が相模湾沿いの道路に存在する。この地点は「ハイドロトラップ」と呼ばれ、突っ込んだ際にハイドロプレーニング現象を引き起こす。ここを抜けた後もタイヤが濡れることでグリップを急激に奪われるため、ドライバーはウェット状態のタイヤをいかにうまく使うかの技術が問われる。また、水に高速で突っ込むことで急な減速Gが車体にかかり、ドライバーの頸椎に大きな負担をかける。
相模湾沿いのコースから折り返すと山側のコースとなるが、こちらには前述の滝をかわす目的で仮設ジャンプ台が設置されており、ジャンプ前後の姿勢作りの技術がドライバーに求められる。
さらに決勝レースでは、これまで全長80km前後だった総走行距離が一気に130kmに伸びる為、長期戦を見据えた作戦が必要となる。
- コースの一部である
熱海ビーチライン
- コースの一部である
熱海市東海岸町付近

最終戦：静岡県熱海市 熱海ゴースト
開催時期：10月下旬
全長：13.7km
熱海ビーチライン出入口→（熱海ビーチライン）→東海岸町交差点→熱海親水公園→熱海市役所前→静岡県警熱海警察署前→来宮駅→熱海梅園→（あたみ梅ライン）→笹尻交差点→（静岡県道20号熱海箱根峠線）→西熱海ゴルフコース→熱海市立図書館→大江戸温泉物語あたみ→春日町交差点（国際医療福祉大学熱海病院前）→（国道135号）→東海岸町交差点
決勝レース周回数：6周（総走行距離：72.2km）
熱海の山間部を中心に構成される市街地コース。大学病院から先の区間は第4戦と共用する。
高低差が激しく市街地であるためコース幅が狭いテクニカルサーキット。コースの2ヵ所に不定期で間欠泉が壁から噴き出すようになっており、噴き出すかどうかは運次第である。間欠泉が直撃するとタイムロスは避けられない。その2ヵ所の間欠泉は、熱海を舞台とした小説「金色夜叉」の登場人物にちなんで「貫一」「お宮」と呼ばれている。
このレースに限り、MFGエンジェルスの衣装は白・黒・黄色の3色で染められた、通称「ブラックエンジェル」と呼ばれる衣装に変わる。面積も若干小さくなり、セクシーさが増した衣装となっている。
- コースの一部である県道20号
（西熱海ゴルフコース）
- 国道135号へ入る
春日町交差点
（国際医療福祉大学熱海病院前）

### 202X年以降の予定
レースの規模拡大が予定されており、判明している限りでは以下のような変更があるとされる。
- 開催コースの増加（年間5コースから7コースへ）
- 決勝進出枠の拡大（15台から20台へ）
- 賞金額の増額（1位の賞金が1億から1億5,000万へ）

## 登場人物

### 片桐夏向とその関係者

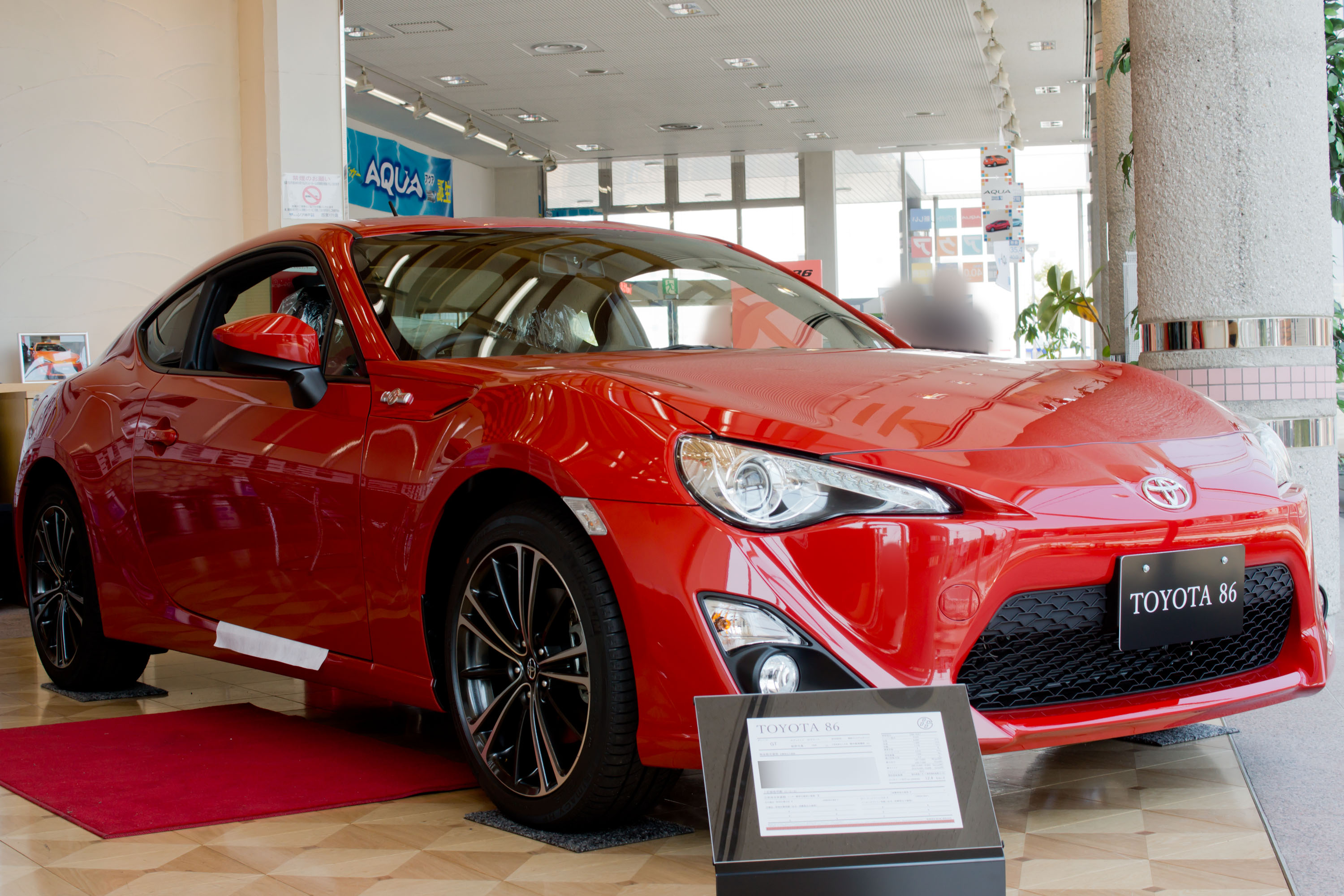
カナタ搭乗車と同型のTOYOTA 86（前期型）

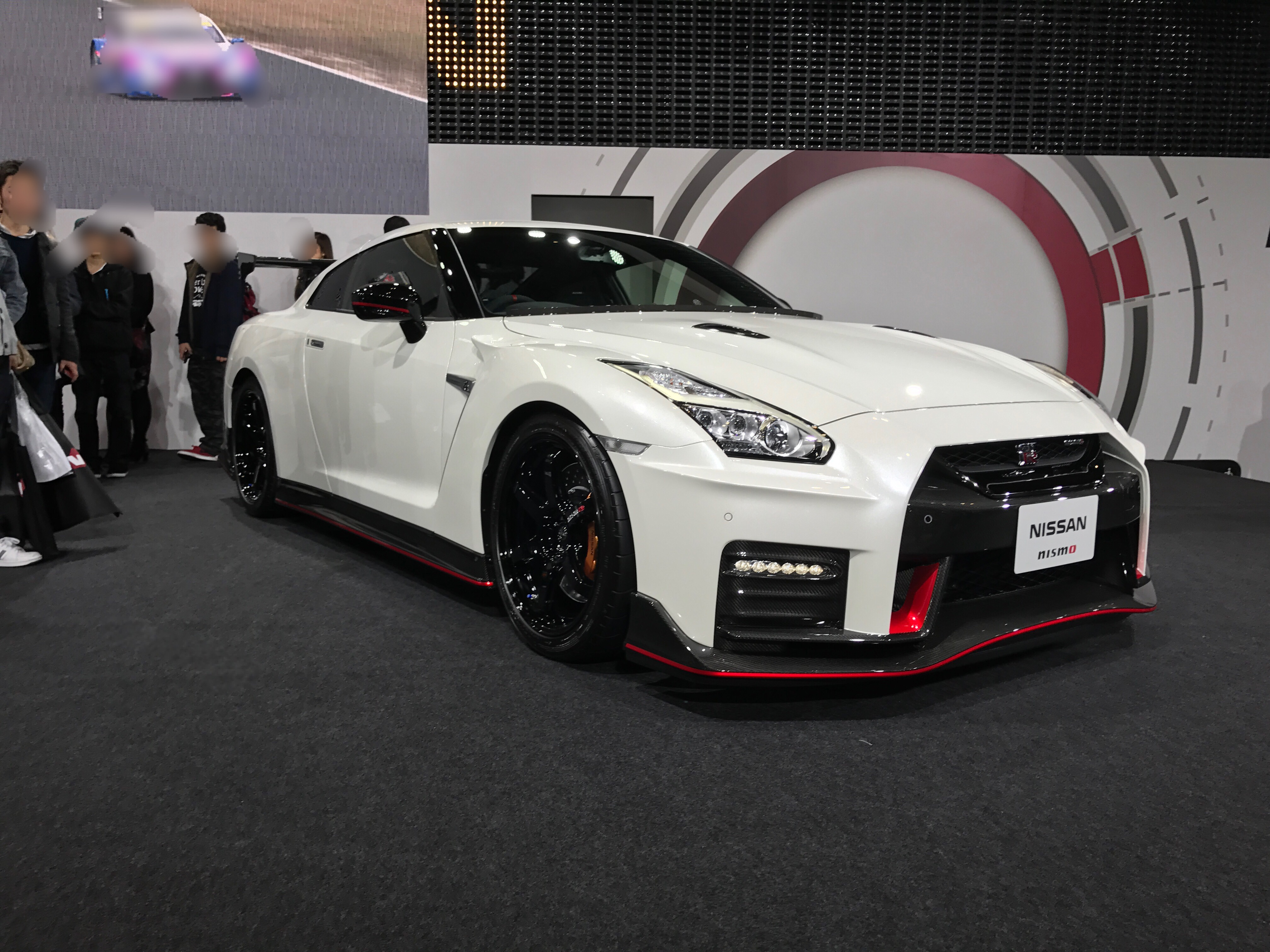
相葉瞬搭乗車と同型のGT-R NISMO 2017

カナタ・リヴィントン / 片桐 夏向（かたぎり かなた）
声 - 内田雄馬
搭乗車…ZN6型 トヨタ・86（86号車）
ボディーカラー…ライトニングレッド
ナンバー…湘南 86 か 7-010（ゲーム「頭文字D ARCADE STAGE Zero」）、藤沢 386 な 9-101（ゲーム「頭文字D THE ARCADE」、アニメ版）
本作の主人公。19歳。日本人の父とイギリス人の母のあいだに生まれたハーフ。イギリス国籍。
イギリスの名門レーシングスクール「ロイヤルドニントンパークレーシングスクール (RDRS)」を首席で卒業した天才ドライバー。天性のドライビングセンスや母親譲りの映像記憶能力に加えて、RDRS時代の指導教官であった藤原拓海のテクニック（慣性ドリフトや溝落としなど）を受け継いでいる。その創造性と独創性から、周囲からのニックネームは「沈黙の芸術家(サイレント・アーティスト)」。
4歳でレーシングカートに乗り始めたのち、7歳でイギリス国内の主要タイトルを6つ獲得、その後10歳でF4選手権に参戦し、2年後にタイトル獲得。この経歴に注目した数々のレーシングチームからスカウトの声が掛かるが、闘病中だった母の危篤に伴い帰郷し、来日までの約2年間にわたってレースの世界から姿を消していた。
冷静沈着で礼儀正しい眉目秀麗の好青年。母親の教育で日本語は堪能だが、漢字が読めないなど読み書きには疎く、箸を使うのも苦手。行方不明の父を探すためにMFGへ出走し、息子である自分の存在を示すために「片桐」姓で選手登録する。
セコンドの緒方から提供された86の応答性とバランスの良さを高評価し、英語圏出身らしく「エイトシックス」と呼ぶ。MFGに参加する際に、拓海から「ほかの選手より馬力の低い車に乗れ」という課題を与えられており、初期には200馬力程度の86でいきなり注目フラグを立てられるほどの技術を見せつける。
レースの参戦目的はあくまでも父を探すことと自分の限界への挑戦であり、多額の賞金を得て裕福な生活をすることは望んでおらず、むしろ人並みに働いて暮らすことを望んでいる。開幕戦終了後は鎌倉駅近くのカフェでアルバイトも始めており、容姿と性格のよさに着目した女性客から人気を博すようになる。
MFG第1戦の予選の直後にMFGエンジェルスのナンバー7に平手打ちされたことから、彼女を苦手だと感じていたが、それが同居している恋本人だとは気づいていなかった。しかし、MFG第3戦決勝の表彰台でナンバー7に頬をキスされた直後に声を聴いたことで、ようやくナンバー7が恋だと気づいて驚愕する。その後、第3戦の後のサマーブレイク中に、恋の父親から探していた父親の片桐健が他界していたことを聞かされて悲しむが、恋の励ましで悲しみを乗り越える。しかし、その後の海水浴で緒方に（なかば強引に）同行した相葉に、カナタと同居している恋がMFGエンジェルスのナンバー7であることに気づかれ、そのことを責める相葉に殴られて、一度は絶交を言い渡されたが、カナタから歩み寄って謝罪したことで仲直りする。
第1戦の決勝レース前にトラクションコントロールシステムを解除、第2戦よりマフラーとエアクリーナーを変更し、サスペンションの再チューニングとブレーキの大容量化、さらに第3戦からはエンジン性能の向上を目的にターボチャージャーを装着（200PS→300PS）、そして第4戦より空力性能の向上を目的にTRD製の「14R（イチヨンアール）」ボディキットを装着するなど、一戦ごとに車両のモディファイが行われている。
西園寺 恋（さいおんじ れん）
声 - 佐倉綾音
本作のヒロイン。カナタの下宿先である西園寺家のひとり娘。17歳の女子高生。神奈川県藤沢市在住。一人称は「恋（れん）」。
外見だけで人を好きとか言う人のことを嫌っていたが、初対面のカナタに一目惚れし、何かと気にかけるようになる。
公式から発表はしていないが、MFGのレースクイーン「MFGエンジェルス」のナンバー7 (MFGA7)としてアルバイトしている。そのため、プロフィール欄は空欄になっている。エンジェルスの衣装は恥ずかしいと思っている。
カナタがMFGに参戦することや、超一流のレーサーであることを誰からも知らされず、カナタ本人も話してくれなかったことから怒りを覚え、第1戦予選終了後にカナタに平手打ちする。その後も正体に気付かれることはなかったが、第3戦終了後の表彰式でみずから正体を明かし、エンジェルスであることを秘密にしていた件や、平手打ちを食らわせた件を謝罪し、より親密な関係となる。
相葉 瞬（あいば しゅん）
声 - 小野大輔
搭乗車…R35型 日産・GT-R NISMO 2017年式 → 2020年式（9号車）
ボディーカラー…ブリリアントホワイトパール
ナンバー…湘南 35 あ 7-239（2017年式/ゲーム「頭文字D ARCADE STAGE Zero」）、小田原 349 ち 8-522（2017年式/ゲーム「頭文字D THE ARCADE」、アニメ版）
小田原出身のMFGドライバー。24歳。ゼロ・アカデミー出身の上位ランカーで、第3回大会でのランキングは9位。唯一日本国産車でトップ10入りを果たしたことで「GT-Rのアイバ」「カミカゼヤンキー」などと呼ばれ、自身も大和魂を自負し、日本人からも応援されている。
そのニックネーム通りのアグレッシブなドライビングスタイルや、自分の出走日に必ずMFGエンジェルスに差し入れをするなど、面倒見がよく熱血漢な性格で人気を博し、日本内外でその名を知られているが、緊張しやすく、熱くなりすぎてタイヤのペース配分を誤るなど精神面でむらがある。
MFGエンジェルスのナンバー7に片想いしており、第4回大会でランキング5位以内に入りプロポーズするという夢を持ち、自身のレースでのモチベーションにしている。
愛車のGT-R NISMOは、第3戦終了後から年式が新しいものに乗り換える。
選手登録にやってきたカナタと偶然出会い、自分を尊敬していることやその素直な性格を気に入り、兄貴分として目をかけるようになる。しかし、第3戦の後のサマーブレイク中に緒方と共に出掛けた海水浴の最中、恋がMFGエンジェルスのナンバー7であることに気づき、それを黙っていたカナタを殴りつけて絶交を宣言する。
このときの後悔とともに、恋がまだ17歳と知ると若すぎるとして身を引き、カナタとも謝罪の連絡を受けたことで和解する。その後、第5戦の予選を終えた後にMFGエンジェルスの京子から告白され、驚きつつもこれを受け入れて真剣に交際を始める。カナタと恋の結婚式にも京子と共に参列している。
緒方（おがた）
声 - 畠中祐
自動車整備工場「緒方自動車」を経営する自動車整備士。26歳。フルネームは不詳。西園寺家とは父親の代から付き合いがあり、相葉の友人でもある。カナタには自分の愛車でありMFGに出走したこともある86を提供し、またセコンド兼整備士としてもカナタを補佐する。甘いもの好き。
元走り屋でMFGへの出走経験もあるが、予選で惨敗したことに加え、入院中の父親を支えることと工場の借金返済のため、整備士に専念するようになる。
カナタのチームメイトとして、彼の得た賞金の一部を受け取る契約を結んでいる。
当初は「カナタが負うリスクの方が高すぎる」として2割だけを受け取るつもりでいたが、カナタの強い主張により等分して受け取る契約を結ぶ。
86の馬力不足がカナタの足を引っ張っていることに負い目を感じており、第2戦後にGRスープラへの車種変更を提案するが、あくまで86のアップデートを望むカナタに却下される。
奥山 広也（おくやま ひろや）
声 - 阪口周平
相葉のGT-Rの調整を手がけているオートショップ「スパイラル・ゼロ」の経営者。相葉からは、自身の躍進を支えた恩人として敬愛されている。相葉の紹介でカナタと緒方に会い、第2戦から緒方とともに86の調整を手がけるようになる。足回りに関して妥協のないチューニングを心がけており、「エンジン以外のチューニングだけでどこまでタイムを縮められるか」というテーマを追求していた経験をもつ。86の場合も、第1段階として足回りを重点的に強化し、第2段階で初めてエンジンをボルトオンターボ化するというかたちで手をつけ、第3段階ではカナタのアクセル全開時間の多さに耐えられるよう、エンジンの構造強化とバランス取りを行い、さらに空力パーツの導入という方針を採る。
走り屋時代に拓海に惨敗した経験をもち、「あの世代の関東の走り屋で、彼を知らない者はいない」と高く評価し、拓海の弟子であるカナタをサポートできることを誇りに思っている。

### MFGドライバー

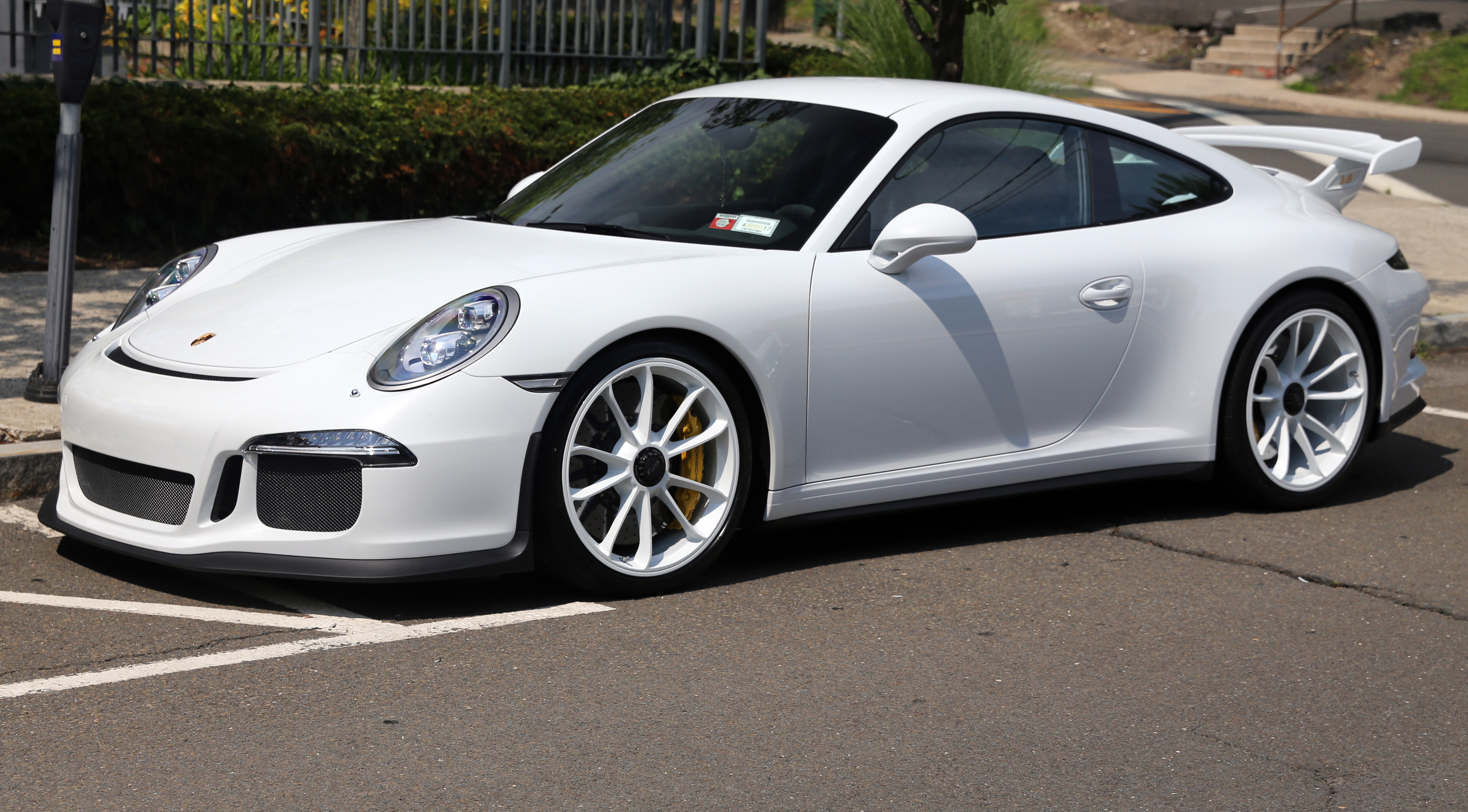
石神風神搭乗車と同型のポルシェ・911 GT3

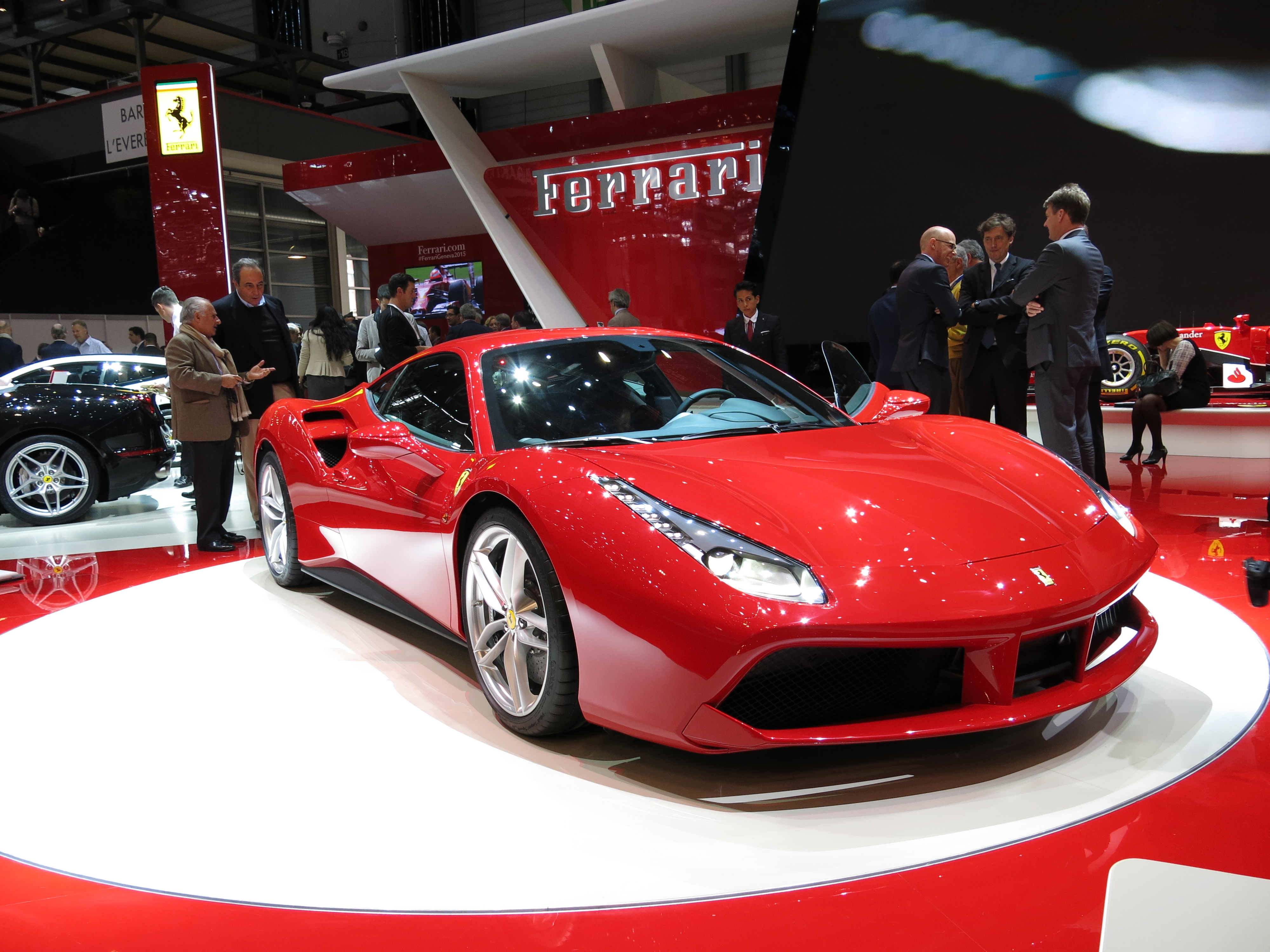
赤羽海人搭乗車と同型のフェラーリ・488GTB
2015年ジュネーヴ国際モーターショー

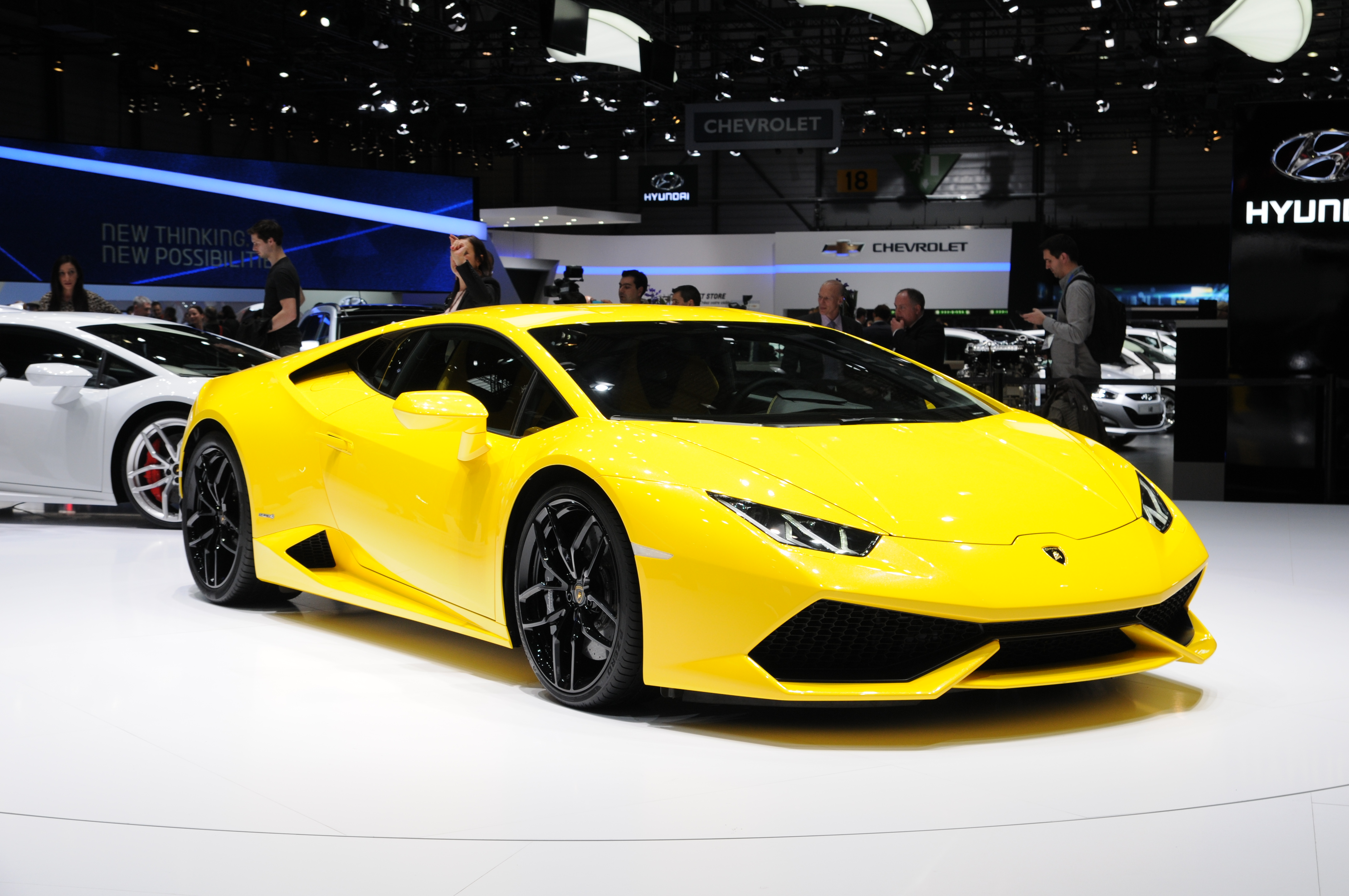
大石代吾搭乗車と同型のランボルギーニ・ウラカン LP610-4
2014年ジュネーヴ国際モーターショー

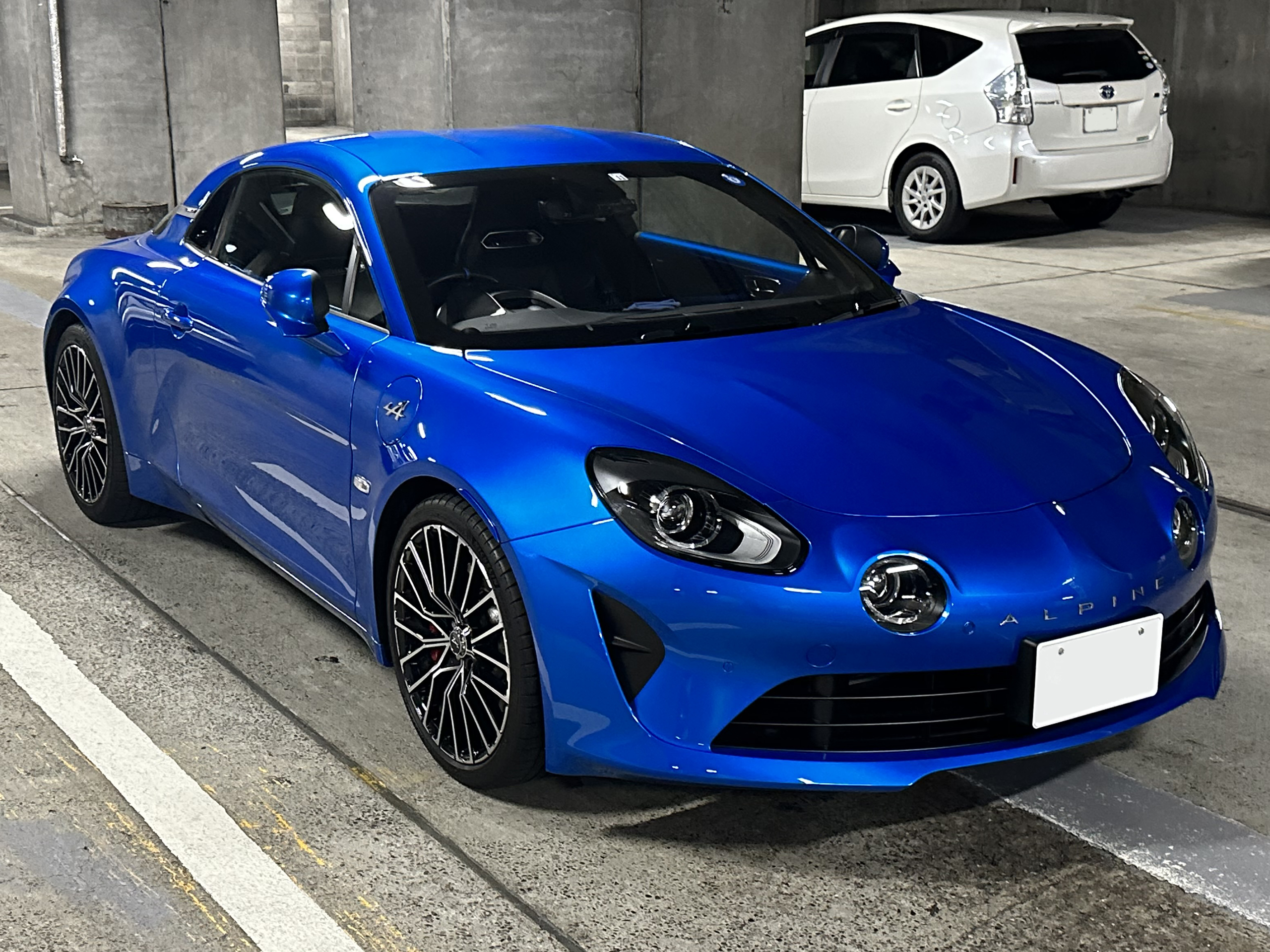
沢渡光輝搭乗車と同型のアルピーヌ・A110

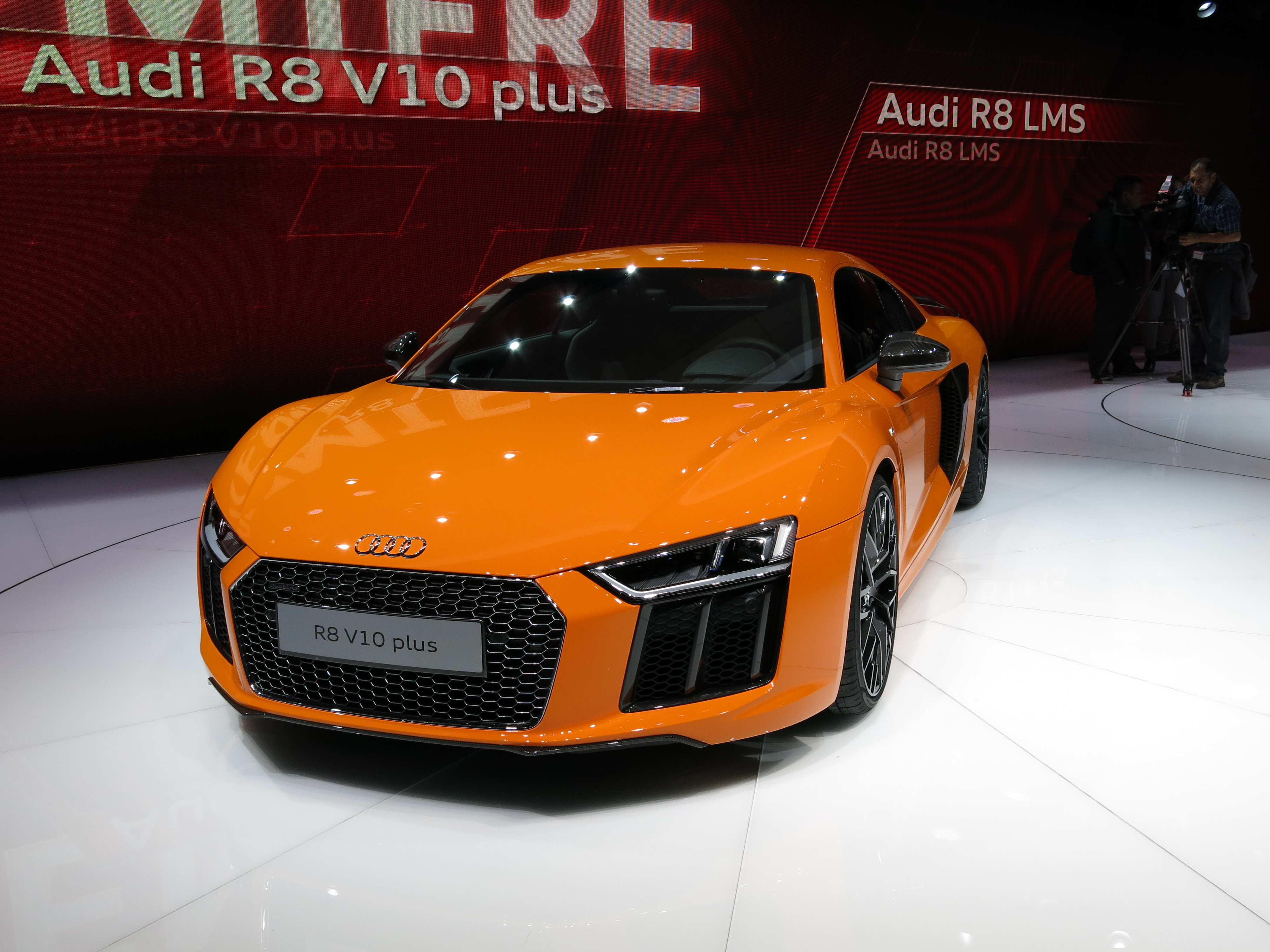
坂本雄大搭乗車と同型のアウディ・R8 クーペ V10 Plus
2015年ジュネーヴ国際モーターショー

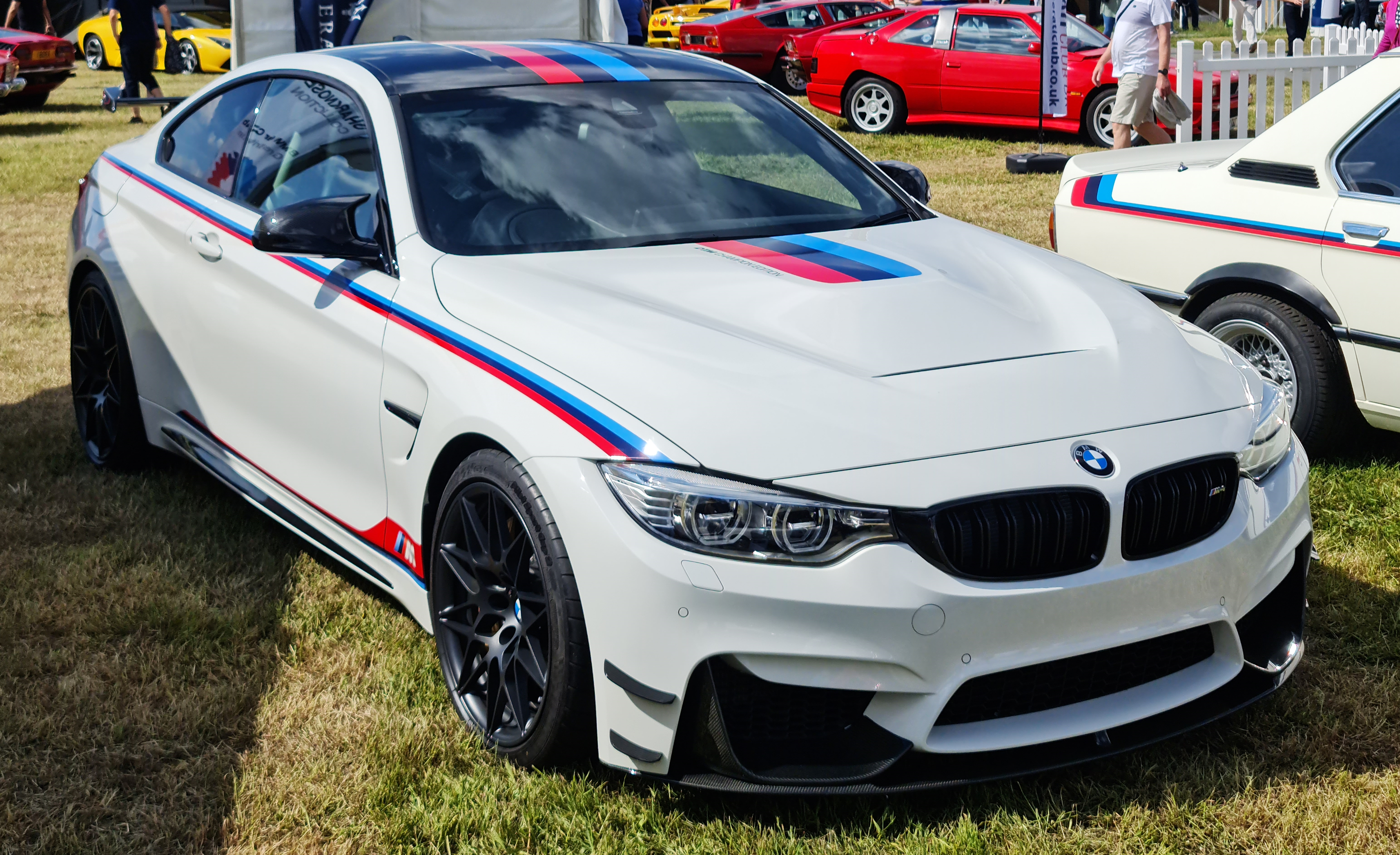
柳田拓也搭乗車と同型のBMW・M4 DTM チャンピオンエディション

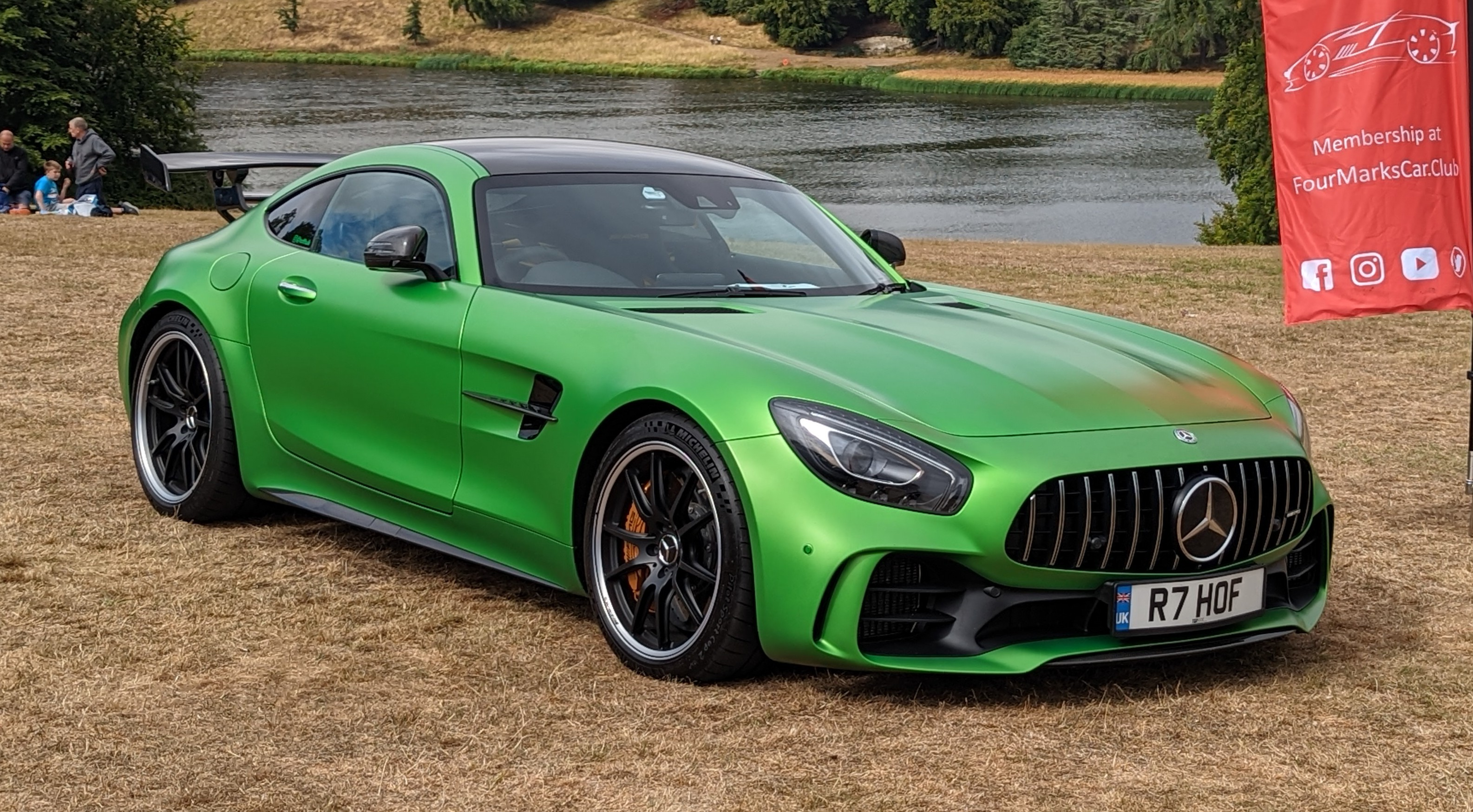
大谷洋介搭乗車と同型のAMG・GT R

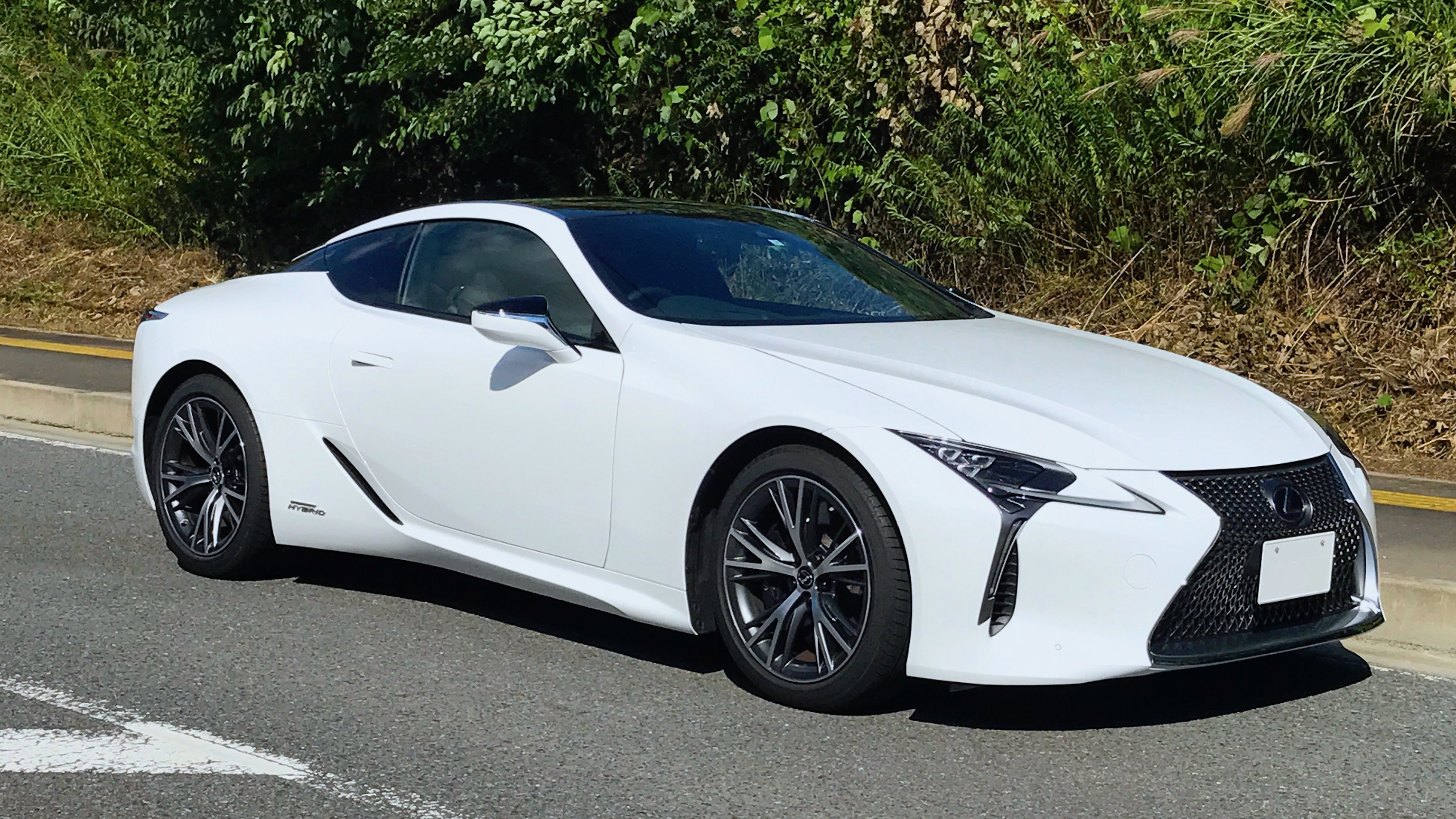
E.ハンニネン搭乗車と同型のレクサス・LC500

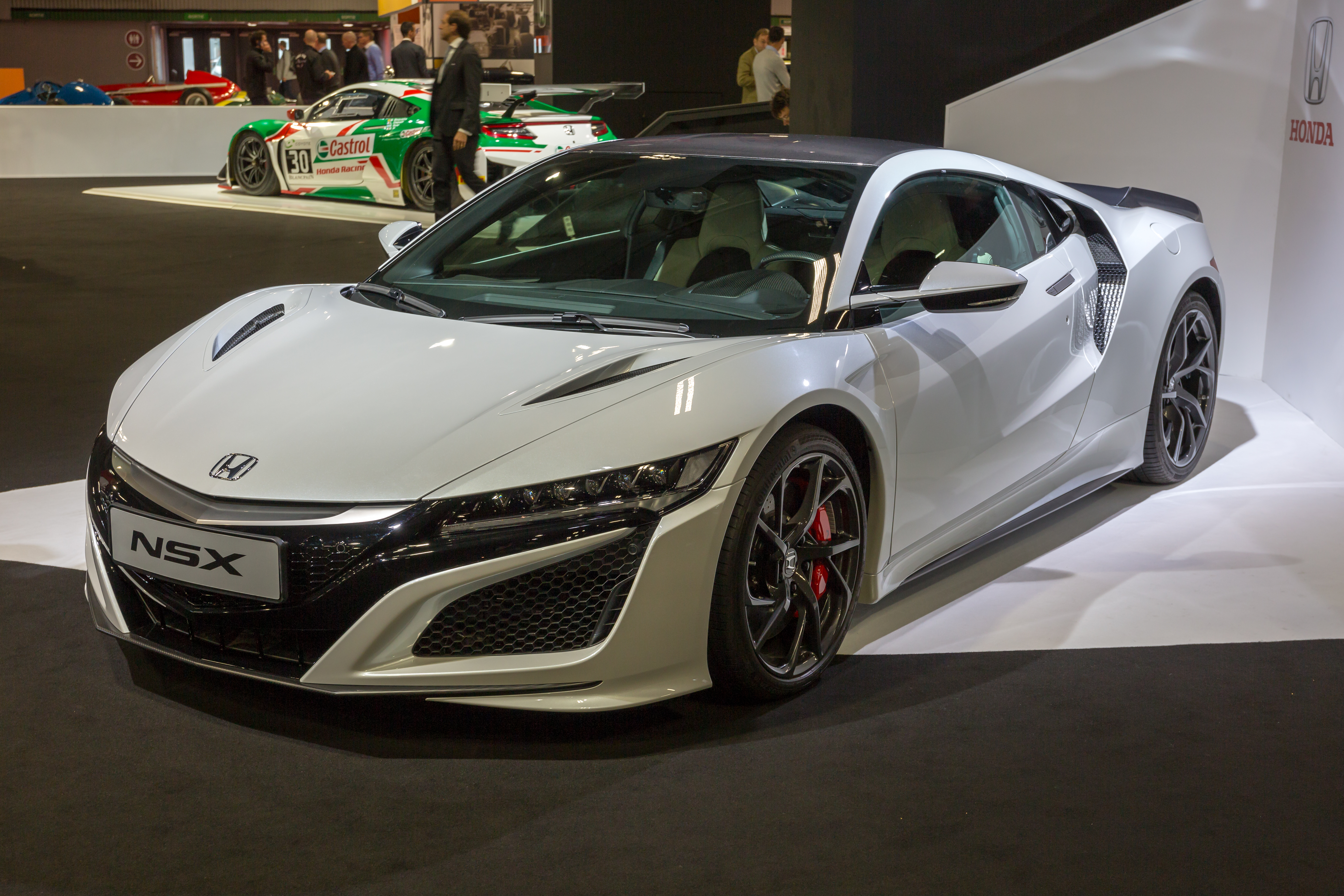
前園和宏搭乗車と同型のホンダ・NSX
2018年モンディアル・ド・ロトモビル

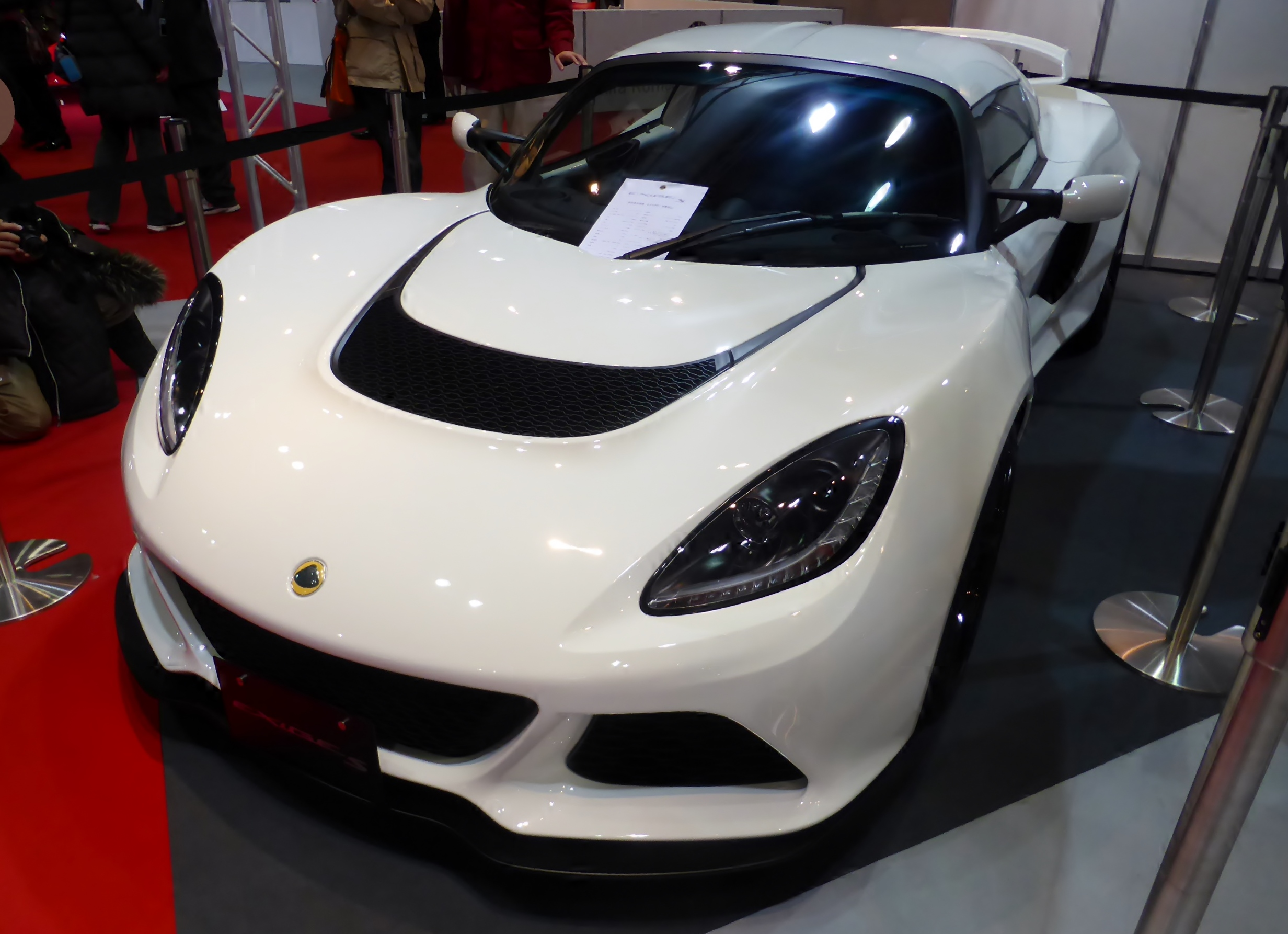
八潮 翔搭乗車と同型のロータス・エキシージ
2013年大阪モーターショー

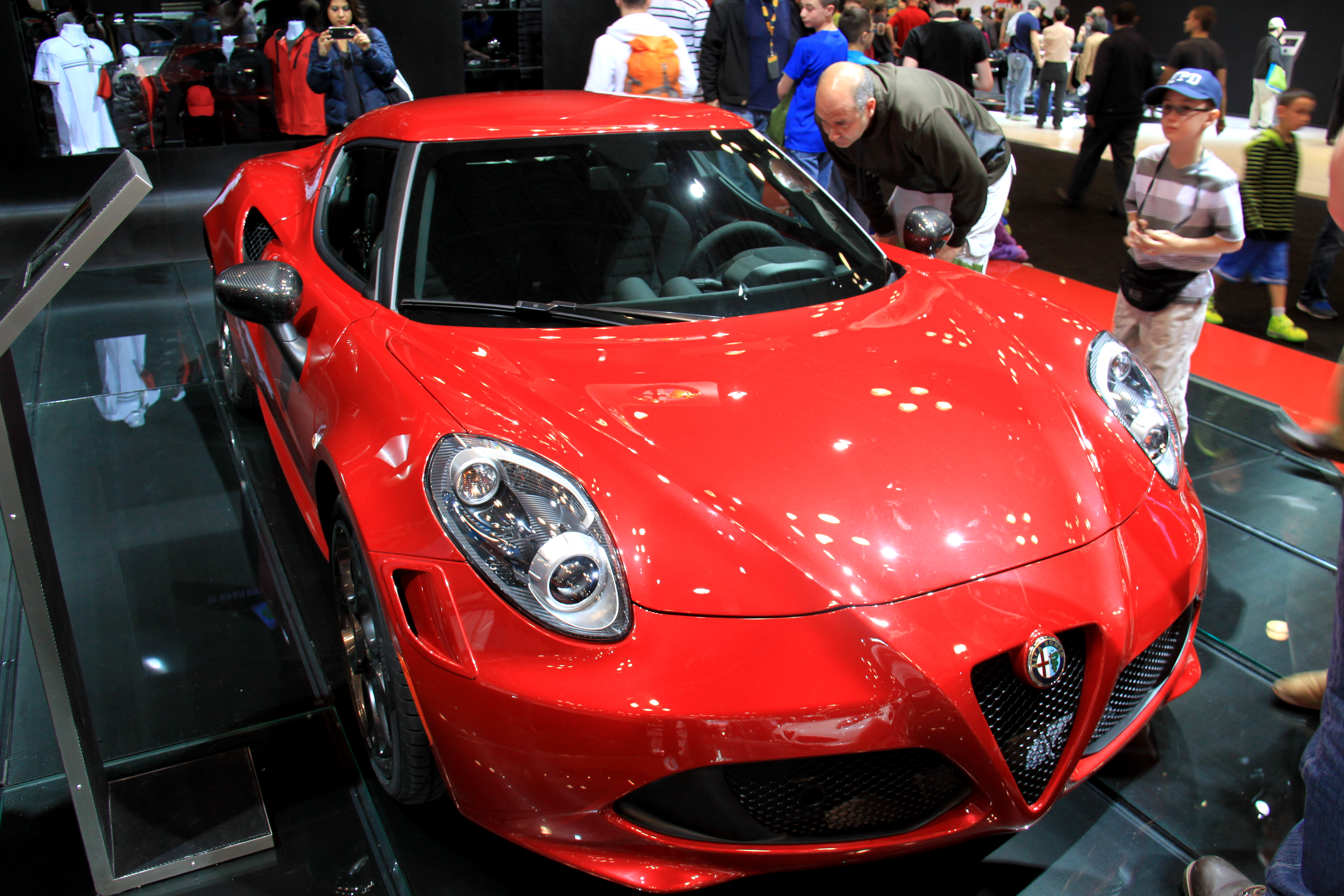
北原 望搭乗車と同型のアルファロメオ・4C
2014年ニューヨーク国際オートショー

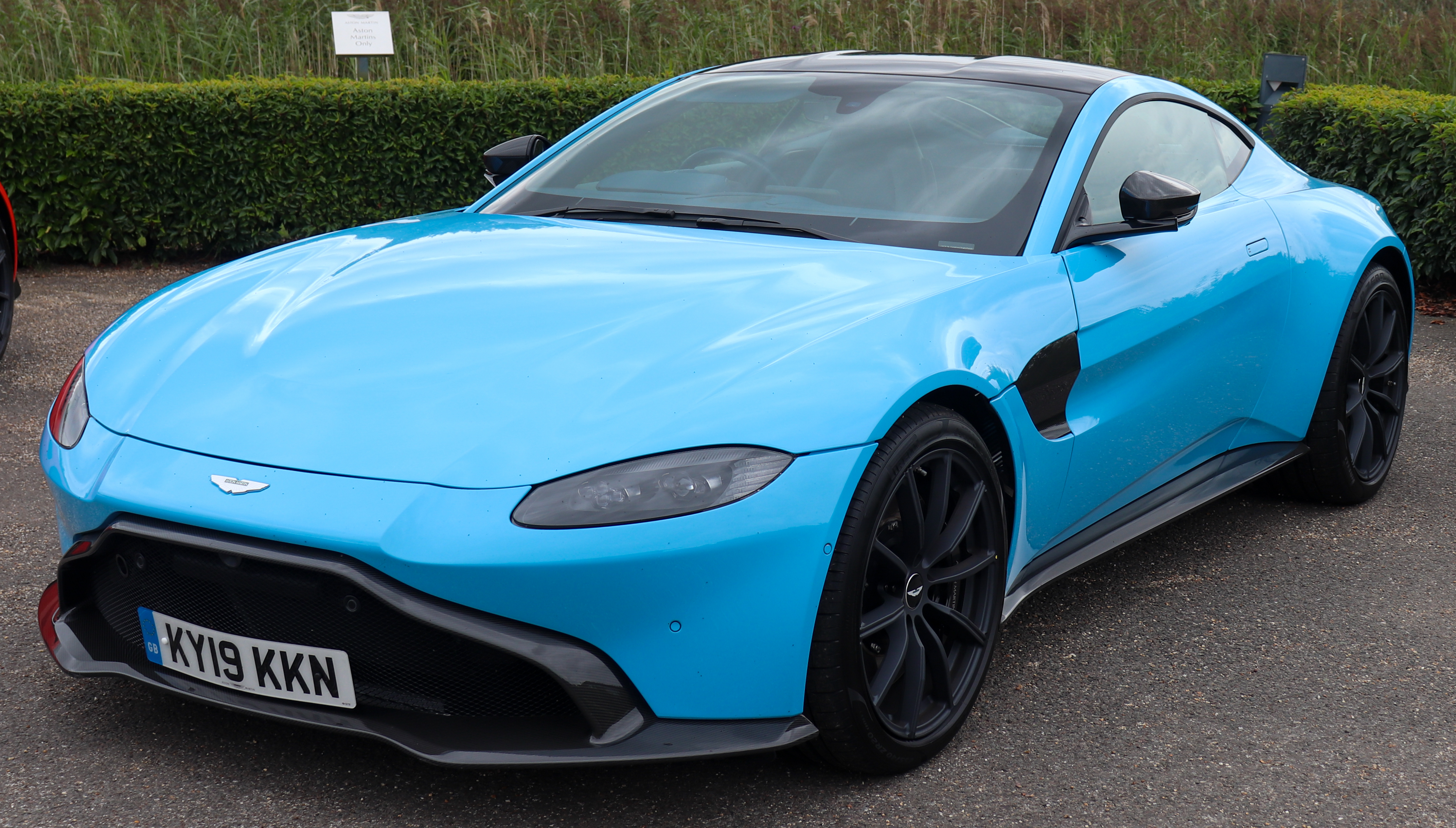
エマ・グリーン搭乗車と同型のアストンマーティン・ヴァンテージ V8

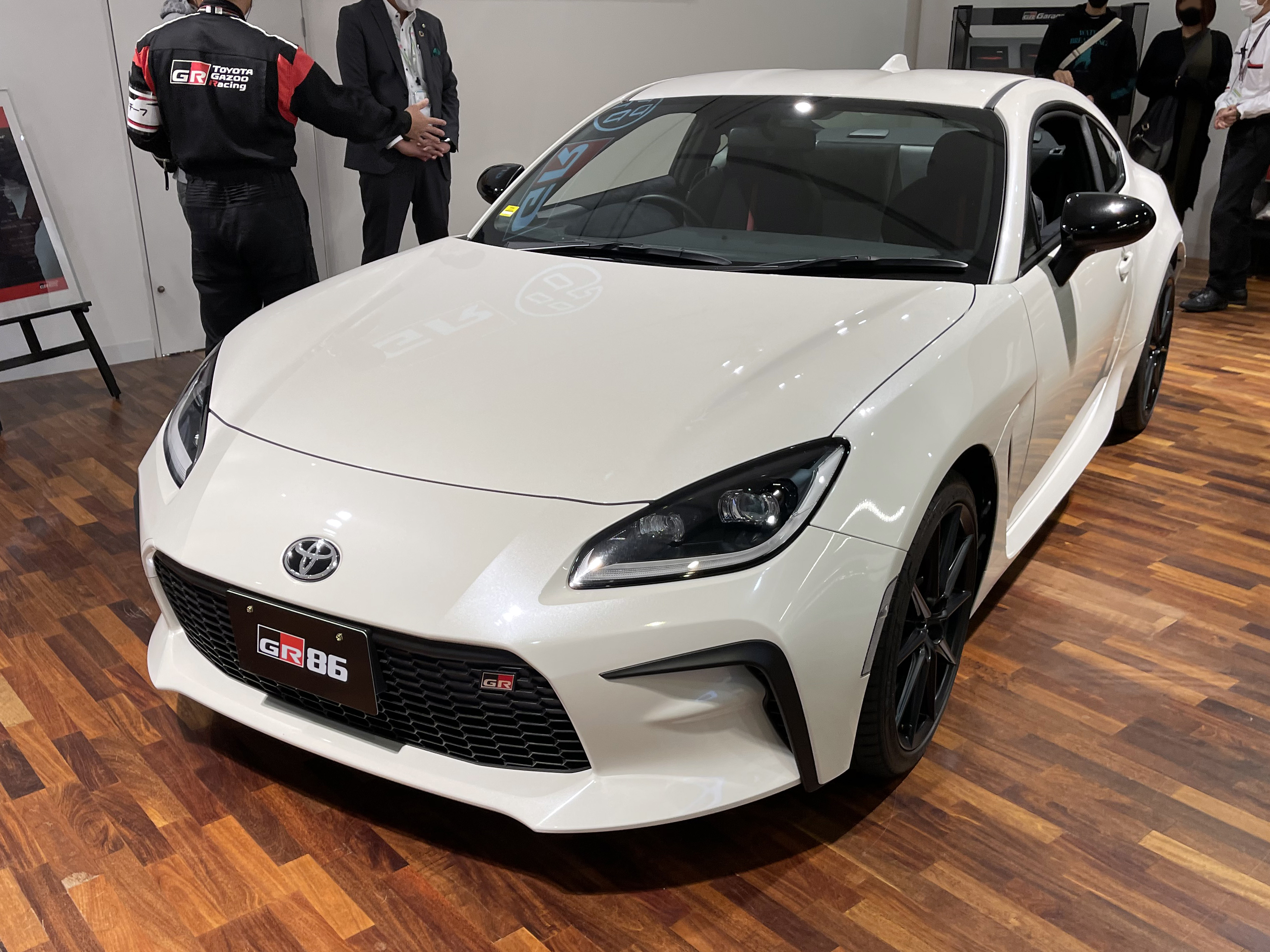
桜野舞搭乗車と同型のトヨタ・GR86

ミハイル・ベッケンバウアー

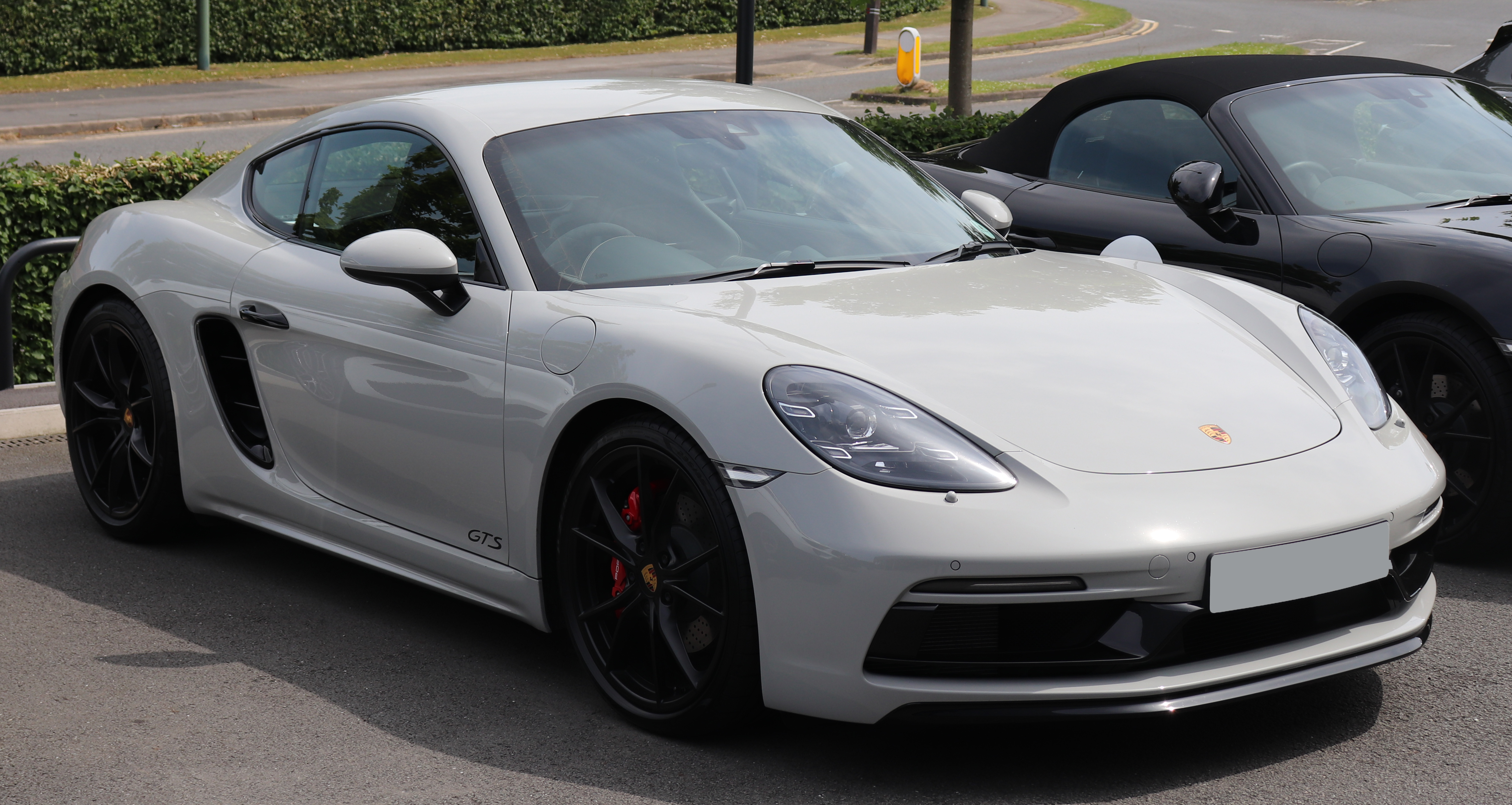
M.ベッケンバウアー搭乗車と同型のポルシェ・718ケイマンGTS

声 - 神谷浩史
搭乗車…982J2型 ポルシェ・718ケイマンS → 982J2型 ポルシェ・718ケイマンGTS → 982C型 ポルシェ・718ケイマンGT4（12号車）
ボディーカラー…キャララホワイトメタリック（ケイマンS/アニメ版、ドリフトスピリッツ）、ホワイト（ケイマンGTS/ドリフトスピリッツ、ゲーム「頭文字D THE ARCADE」）、ホワイト（ケイマンGT4）
ナンバー…湾岸 308 や ･-223（ケイマンS/アニメ版）、湾岸 355 ゆ 8-920（ケイマンGTS/ゲーム「頭文字D THE ARCADE」、アニメ版）
ポルシェ社の育成アカデミーを卒業した、20歳の天才ドイツ人ドライバー。
第3回大会途中からの初参戦にもかかわらず「神15」入りを果たし、「シュツットガルトの刺客」の異名で呼ばれる。しかし、内心ではMFGのレベルを「素人とロートルしかいない、席巻したところでアカデミーの友人も賞賛してくれない」と評して失望しており、第4回大会終了後にドイツに帰国したいと考えている。そうした経緯から大会やほかの参戦者たちに敬意を払っておらず、上位3位に入っても表彰式に出ないことが常態化している。
常に計算高く沈着冷静だが、予測以上の出来事にあうと取り乱す欠点があり、本人もそれを自覚している。
第2戦からケイマンGTSに、さらに第4戦からはMT仕様のケイマンGT4に乗り換える。
石神 風神（いしがみ ふうじん）
声 - 安元洋貴
搭乗車…991J3型 ポルシェ・911 GT3（1号車）
ボディーカラー…キャララホワイトメタリック＆ブラックポルシェストライプ（アニメ版、ドリフトスピリッツ）
ナンバー…霞ヶ浦 360 に 8-529（アニメ版）
2年連続でMFGを制しているディフェンディングチャンピオン。37歳。「RR（リアエンジン）車はグリップウェイトレシオのタイヤハンディが課せられにくい」という理由から911を選択するなど合理的な性格。車の性能を活かした安定感のある走りが特長で、第4回大会でもミハイルの追撃をかわせる唯一のドライバーと目されているが、当のミハイルからは「何もかもロートル」「走りに加齢臭が漂う」と辛辣な評価を下され、開幕戦では1周目でパワーの劣るミハイルのケイマンSになす術なく抜き去られる。続く第2戦でも予選でミハイルと沢渡の後塵を拝し、決勝ではミスで右リアフェンダーをぶつけスピンし制御デバイスの故障により下位に沈むなど、昨年までの速さに陰りが見え始める。本人もパフォーマンスの低下は自覚しており、家族を一生養うに十分な賞金（約20億）を稼いでしまった事を理由にあげている。
赤羽 海人（あかば かいと）
声 - 諏訪部順一
搭乗車…F142B型 フェラーリ・488GTB（2号車）
ボディカラー…ロッソコルサ（アニメ版）
ナンバー…湾岸 377 ゆ ･-301（アニメ版）
第3回大会総合2位で、プロドライバーからも一目置かれる実力者。26歳。小田原パイクスピークの予選ではマシントラブルからペースを落とすが、その状態でセクター3の自己ベストを更新したことから、MFGのレギュレーションに隠された真意に気付き始める。
特定の車種やメーカーに対するこだわりはなく、「道具として優秀だから」という理由でリース契約の488GTBで参戦している。一方で、フェラーリのライバルであるランボルギーニ車を駆る大石に対抗心を抱いている。「MFGきってのプレイボーイ」であるらしく、表彰台に上がった際にキス役として指名するエンジェルは毎回違うという。
大石 代吾（おおいし だいご）
声 - 浪川大輔
搭乗車…ZFCSJ型 ランボルギーニ・ウラカン LP610-4（3号車）
ボディーカラー…クリアホワイト（アニメ版、ドリフトスピリッツ）
ナンバー…湾岸 317 う 4-012（アニメ版）
裕福な家庭に生まれたランボルギーニ至上主義者の青年。25歳。グリップウェイトレシオレギュレーションによるパワーとグリップのバランスに苦戦している。
実家の資金力にものを言わせる姿勢から、相葉など一部のドライバーたちからは嫌われている。大排気量のNAエンジンを積むランボルギーニこそがスーパーカーの王者であると信じており、ターボ車の488GTBに乗る赤羽を嫌っている。
第2戦では2周目のセクター2でカナタの追い上げに焦り、下り勾配の右コーナーでスピンしコースアウト、後輪が脱輪して復帰不能となりリタイアに終わる。
沢渡 光輝（さわたり こうき）
声 - 逢坂良太
搭乗車…DFM5P型 アルピーヌ・A110 → DFM5P型 アルピーヌ・A110S → DFM5P型 アルピーヌ・A110R（4号車）
ボディーカラー…マリーンブルー
ナンバー…新宿 365 ら 1-717（A110/アニメ版）
第3回大会総合4位で、フランスでのレース留学経験がある本格派。21歳。初恋の相手が17歳であったことから「セブンティーンコンプレックス」に陥り、17歳の女子にしか興味をもてなくなったと自称し、「17歳の女の子にときめく自分と、ステアリングを握って限界を追い求めて走る自分」にしか興味がないと言い切る女好きのナルシスト。
レースに対する情熱や上昇志向を表立って見せることはなく、表向きには賞金を17歳の女子と豪遊して使うことを自身の生きがいとしているが、ほかのドライバーからは、一度本気を出せば恐ろしい実力を発揮するとも評されている。第4回大会開幕戦時点では付き合っている彼女とのデートを優先して欠場し、2戦目からの参加となるが、その前評判通りに非力なA110で予選の暫定1位を取るなど、高い実力を見せつける。
留学時代に「ユーロFE-3」というカテゴリーでカナタと対戦した経験があるが、資金難から性能の劣る車しか乗れず敗北している。そのため再会したカナタをMFGで倒し、雪辱を果たすことを目標のひとつとしている。
第3戦で、ミハイルやカナタとの競り合いの際に馬力不足を痛感し、これを解消するために第4戦からA110Sに乗り換えるが、スタート直後にスピンを喫するなど下位に沈み、第5戦はさらに強力なA110Rへと乗り換える。
坂本 雄大（さかもと ゆうだい）
声 - 櫻井トオル
搭乗車…4SCSPD型 アウディ・R8 V10 Plus クーペ → 4SDMWF型 アウディ・R8 V10 クーペ パフォーマンス（5号車）
ボディーカラー…ベガスイエロー（4SCSPD/アニメ版）、アスカリブルーメタリック（4SDMWF）
ナンバー…成城 353 す 2-001（4SCSPD/アニメ版）
27歳。デビュー4年目で、MFGで勝つには大排気量エンジンと4WD駆動、電子制御で完全武装した車が必要という考えをもつ。サングラスとパーカーのフードで常に表情を隠しており、相葉からは「ダークサイドの暗黒卿」と揶揄される。
無口な印象を与えるがその実は毒舌家で、相葉とは以前から因縁がある。
第5戦から2019年以降の改良モデルのR8に乗り換える。レース後はサングラスを外しフードを脱いだ素顔で相葉の前に現れるも、相葉にはすぐ気づいてもらえなかった。
柳田 拓也（やなぎだ たくや）
声 - 坂田将吾
搭乗車…LZ44M（F13）型 BMW・M6クーペ → 3C30（F82）型 BMW・M4 DTM チャンピオンエディション（6号車）
ボディーカラー…サキールオレンジ（M6クーペ/アニメ版）、アルピンホワイト＆M Performanceモータースポーツ・ストライプ（M4/ドリフトスピリッツ）
ナンバー…港北 351 ま 9-018（M6クーペ/アニメ版）、港北 382 り 4-300（M4/アニメ版）
27歳。自他ともに認めるコーナーワークの技術の高さから「コーナーの魔術師」の異名を取るが、開幕戦では赤羽に一瞬のスキを突かれ、右コーナーで強引にインを刺されてオーバーテイクされ、続く雨の第2戦ではカナタの技術を見せつけられ驚愕する。
それを契機に「予選で上位を取ったあと、クルマの馬力と図体の大きさを活かし、敵を前に出させないで勝つ」という考えを改め、自ら攻めていく姿勢に転じることを決意。第3戦からM6クーペより小型でコーナリング性能が高いM4 DTMチャンピオンエディションに乗り換える。
大谷 洋介（おおたに ようすけ）
声 - 石川界人
搭乗車…C190型 メルセデスAMG・GT S → C190型 メルセデスAMG・GT R（7号車）
ボディーカラー…AMGグリーンヘルマグノ（GT S/ドリフトスピリッツ）、セレナイトグレー（GT S/アニメ版）、AMGグリーンヘルマグノ（GT R/アニメ版）
ナンバー…さいたま 321 て 1-020（GT S/アニメ版）、さいたま 396 け 6-029（GT R/アニメ版）
23歳。デビュー3年目で「今年ようやく勝負できる自信がある」と自負する。MFGは経験値が全てという考えをもつ。
第2戦からAMG GT Rに乗り換えるが、過剰に介入してくる電子デバイスの影響で思い通りのドライビングができず苦戦。第4戦は予選落ちの屈辱を味わう。
ジャクソン・テイラー
声 - 中村悠一
搭乗車…991J1型 ポルシェ・911カレラGTS（8号車）
ボディーカラー…GTシルバーメタリック（ドリフトスピリッツ）、マイアミブルーメタリック（アニメ版）
ナンバー…湾岸 397 い 7-413（アニメ版）
ニュージーランド出身。27歳。ミハイル、赤羽、沢渡の3人を、現在のMFGでもっとも優れたドライバーとして評価している。開幕戦での2周目にて、カナタとセクター3の宮ノ下・富士屋ホテル付近の直線から激しいバトルを繰り広げるが、東風祭の最終コーナーでカナタとのブレーキング勝負に敗れ、10位に沈む。それをきっかけに「こんなモンスターがさらに競争力のある車を手に入れたら、MFGの勢力図を塗り替えてしまう」と評し、表彰式終了後にカナタと握手を交わして称賛する。
エミール・ハンニネン
声 - 三宅健太
搭乗車…URZ100型 レクサス・LC500 “S package”（10号車）
ボディーカラー…ホワイトノヴァーガラスフレーク（アニメ版、ドリフトスピリッツ）
ナンバー…新宿 315 さ 1-130（アニメ版）
31歳。開幕戦の小田原パイクスピークで、視界が悪いデスエリアで猛追してきたカナタに抜かれ、その走りを「クレイジー」と評する。
夏目 慎太郎（なつめ しんたろう）
搭乗車…WD40（E92）型 BMW・M3（11号車）
ボディーカラー…ヘレスブラック（アニメ版）
ナンバー…新宿 315 い 7-159（アニメ版）
開幕戦で決勝進出を果たしたドライバー。決勝中にマシンにダメージを負いスローダウンを喫しリタイア。
前園 和宏（まえぞの かずひろ）
声 - 宮園拓夢
搭乗車…FK8型 ホンダ・シビックタイプR → NC1型 ホンダ・NSX コンセプト（13号車）
ボディーカラー…チャンピオンシップホワイト（シビックR/アニメ版、ドリフトスピリッツ、ドリームトミカ）、ヌーベルブルーパール（NSX/原作、ドリフトスピリッツコラボ1回目）、130Rホワイト（NSX/アニメ版、ドリフトスピリッツコラボ3回目）
ナンバー…津 391 こ 1-513（シビックR/アニメ版）、津 336 さ 5-107（NSX/アニメ版）
28歳。第3回大会まではハイブリッドシステムを撤去したNC1型NSXで出場していたが、コンピューターのセッティングに苦心して思うような成果を出せず、翌年の開幕戦はいったんFK8型シビックRに乗り換えて参戦。ヤジキタ兄妹やカナタのテクニックに翻弄されたことと、ハイパワーFF車特有のフロントタイヤの消耗に苦しめられ、決勝戦の完走車中最下位に終わるが、第2戦を前にNSXを万全の状態に仕上げることに成功し、再び実戦投入。これにより上位ランカーとも渡り合える力を手に入れる。物理学の博士号をもつMFGきっての理論派だが、それゆえにカナタのセオリー無視のオーバーテイクに対して理解が追い付かず、トラウマを植え付けられる。
八潮 翔（やしお かける）
声 - 田邊幸輔　
搭乗車…ロータス・エキシージ（シリーズ3） → タイプ131 ロータス・エミーラ（16号車）
ボディーカラー…アスペンホワイト（エキシージ）、ダーク・ヴァーダント（エミーラ）
ナンバー…茅ヶ崎 312 お 7-121（エキシージ/アニメ版）
「ヤジキタ兄妹」と称される異母兄妹ドライバーの兄。22歳。妹の北原望とのフォーメーション走行を得意とする。カナタには予選時から注目しており、同時に美形であるということで選手としても男としても対抗意識を燃やしている。妹がカナタになついていることも気に入っていないが、金にがめつい一面もあり、望の「自分がカナタと結婚し、『ヤジカタ三兄弟』として3人で稼げばいい」という理屈に納得しかける。
カナタとケイマンGT4搭乗後のミハイルとともに「神フィフティーン」では数少ないMT車乗りであり、的確なクラッチ操作でスピンの危機を免れるなど、卓越したテクニックを持ち合わせている。
しかし第4戦にてマシンのパワー不足を実感し、第5戦よりロータス・エミーラに乗り換える。エキシージよりもピーキーさが抑えられた車両特性によって安定感のあるドライビングができるようになり、自信を取り戻す。
北原 望（きたはら のぞみ）
声 - 芹澤優
搭乗車…96018型 アルファロメオ・4C（18号車）
ボディーカラー…アルファレッド
ナンバー…茅ヶ崎 384 あ 9-002（アニメ版）
八潮翔の異母妹。20歳。大きくつぶらな目と童顔が特徴で、翔からは「デメキン」呼ばわりされている。カナタに一目惚れし、恋よりも積極的にアタックする。
レース中は、自分たちに比べて非力なカナタの86を自分の車のスリップストリームに入れて引っ張るなど、対等な条件での勝負を好む。実は兄の翔を上回るセンスを秘めており、シーズンが進行するにつれてより高順位を取るなど成長を見せていく。

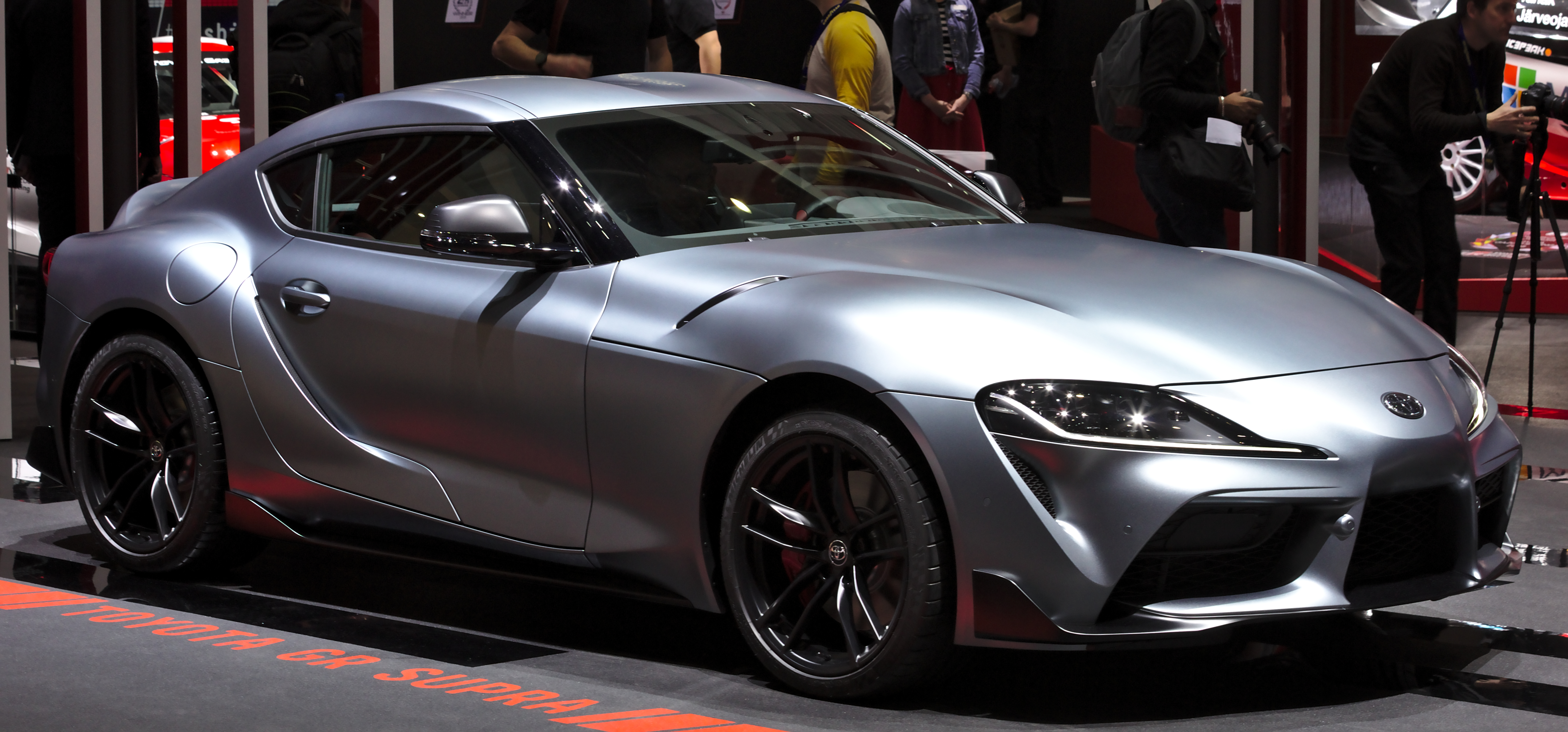
諸星 瀬名搭乗車と同型のトヨタ・GRスープラ
2019年ジュネーヴ国際モーターショー

諸星 瀬名（もろぼし せな）
声 - 八代拓
搭乗車…DB22型 トヨタ・GRスープラ SZ-R → トヨタ・GRスープラ RZ（885号車）
ボディーカラー…イエロー
ナンバー…赤城 300 た 1-339（RZ/ゲーム「頭文字D THE ARCADE」、SZ-R/アニメ版）
群馬県出身の21歳の青年。高橋兄弟が推進するドライバー育成計画「ドリームプロジェクト」の出身ドライバーで、上毛三山の「赤城」「妙義」「秋名」のレコードタイムを更新したことから、「上毛三山のスカイウォーカー」を自称し、群馬県人としての誇り「群馬プライド」を大切にしている。カナタの師匠である拓海と、自身の師匠である高橋啓介がかつて同じチームで活動していたことから、カナタとは同じ教えを受けた者としてフレンドリーに接しており、MFGドライバーの先輩として実年齢を問わず尊敬している。また、啓介への尊敬の念をこめてGRスープラのボディカラーを啓介の愛車（FD3S型RX-7）と同じイエローに塗装している。
荒削りながら優れた才能を秘めており、特に他のドライバーとの競り合いにおいては、相手のテクニックを素早くコピーして自分のものにするという特技を持つ。
運営側に近い立ち位置の人物から直接教育を受けたドライバーであるため、他選手へのハンディとして開幕戦からの参加は見送られており、涼介が提示した「予選走行で、啓介が記録したデモ走行タイムを超えるMFGドライバーが2名以上現れるまでは出場させない」という制限が課されていたが、第2戦の芦ノ湖GTにてミハイルと沢渡によってこの条件が満たされたため、第3戦から出場することになる。ゼッケンナンバーの「885」は、奥山には心の中で「語呂合わせでセンスの欠片もない」と評される。
第4戦より「BLITZ」製のAERO SPEED R-Conceptワイドボディキットを装着するが、作中では「変わりました」とだけ説明がされた。後の第4戦時に緒方と奥山の会話で「3リッターの6気筒ターボ」と言及されていることから「RZ」グレードへ乗り換えていた事が示唆されている。
エマ・グリーン
搭乗車…AM6型 アストンマーティン・ヴァンテージ V8（624号車）
ボディーカラー…AMレーシンググリーン
イギリスから来日した女性ドライバー。カナタのレーシングスクール時代の同期生で、卒業時の席次は3位。スクール時代はカナタと同じく拓海の教え子であったが、カナタとは違い拓海の許可を得ずに渡航した。卒業後は、プロドライバーとしてイギリスツーリングカー選手権 (BTCC)で活躍している。カナタの元恋人を自称するが、カナタ本人にその認識はない。カーナンバーの「624」は、スクールでカナタと初対面した6月24日にちなんでいる。
スクール在籍時から接触などのラフファイトに強く、彼女に接触を伴うオーバーテイクをかけた者は、それ以上の手痛いプッシングを仕掛けられることから「魔女（ウィッチ）」の異名で恐れられている。
プロとして活躍しているプライドから、スクールを主席で卒業したカナタに勝利することを目的に来日し、第4戦のシーサイドダブルレーンにスポット参戦することを表明。カナタへの勝利は叶わないながらも、彼に次ぐ3位を獲得したのち帰英する。
桜野 舞（さくらの まい）
搭乗車…ZN8型 トヨタ・GR86（860号車）
ボディーカラー…クリスタルホワイトパール
第5戦「熱海ゴースト」より参戦。“三度の飯より運転が好き”な18歳の少女。免許習得前からカートレースやドリフト競技に参戦して腕を磨き、免許習得を機にMFGに参戦した。
ターンパイクにて練習走行を行っていたカナタの前へ唐突に現れ、彼の86に同乗したいと志願する。また、彼女の父親が懇願したことも功を奏して86の助手席へ座ることに成功。カナタのドリフト走行を体感し、MFGの専用タイヤの特性を肌で理解する。
熱海ゴーストでの予選の際には父親に自ら「カナタの一番弟子」を自称し、さらにはカナタの“神業ダウンヒル”まで継承すると宣言し、熱海の予選をドリフトで攻め続けた結果「神15」入りを果たす。
塚本 壮太（つかもと そうた）
搭乗車…CT9A型 三菱・ランサーエボリューションIX（395号車）
ボディーカラー…ホワイトソリッド（カーボンボンネット装着）
ナンバー…新宿 325 か 1-180（アニメ版）
開幕戦予選最終日の第1出走者。大会でのベストクオリファイは第3回大会の熱海での96位。アニメ版12話では同車両が駐車場にて停車していた。
京極 貴光（きょうごく たかみつ）
搭乗車…3C30（F82）型 BMW・M4（23号車）
ボディーカラー…ミネラルグレー
ナンバー…小田原 301 い 1-002（アニメ版）
第二戦で決勝進出を果たしたドライバー。BMW（原作では車種不明）に乗って14位完走を果たしたものの、登場場面はない。アニメ版では予選ボードに紫アイコンの23号車として名前が掲示され、アニメ本編では24号車と同様のM4で登場する。
24号車
搭乗車… 3C30（F82）型 BMW・M4（24号車）
ボディーカラー…ブラックサファイア
アニメ版のみ登場。第1戦小田原パイクスピーク予選終盤にて北原望のアルファロメオと共にゴーストカーとして登場し、カナタに0.019秒差で勝利し神15入りしたものの、予選後の車検にてタイヤの規定違反が発覚し失格。

### MFG運営関係者
リョウ・タカハシ
声 - 子安武人
MFGのエグゼクティブ・オーガナイザー。年齢、経歴などすべてのプロフィールが未公表の謎の人物。MFGにカナタ・リヴィントンという選手がエントリーしていないか、上有に確認する。なお、リョウ・タカハシと高橋涼介が同一人物、あるいは近しい人物であると示唆する台詞を上有が漏らしており、原作での詳細は不明ながらアニメの声優は頭文字Dテレビシリーズにおける高橋涼介と同じ子安武人が起用されているほか、ヤンマガWEB内の登場人物紹介においてもリョウ・タカハシが高橋涼介であると記載されている。第5戦熱海の予選においてエグゼクティブ・オーガナイザーとしてカナタの前に姿を現し、高橋涼介と同一人物だと確定した。
高橋 涼介（たかはし りょうすけ）
上有の知人で、現在は前橋市の群馬大学医学部附属病院で勤務する外科医。カナタを「MFGの新世代（ニュージェネレーション）」と呼び、期待を寄せている。かつては群馬県で活躍していた走り屋であり、「赤城レッドサンズ」と「プロジェクトD」の二つの走り屋チームを率いて「公道最速理論」を研究していた。現在も引き続き研究に取り組んでおり、MFGはその解答編であると位置づけている。また、弟の啓介と共同で「ドリームプロジェクト」というドライバー育成計画を推進している。第3戦後のサマーブレイク中に結婚することが判明し、啓介たちを驚かせる。
原作の初登場は声のみだったが、アニメ版においては手術着を着た後ろ姿が描かれている。
第5戦熱海にてカナタの予選走行終了後、関係者専用のパドックで健の執刀医としてカナタの前に姿を現す。健の命を助けられなかった事への謝罪と、来季もMFGに参戦すべきか悩むカナタに対してアドバイスを送る。
上有 史浩（じょうゆう ふみひろ）
声 - 細井治
MFGの統括本部長。高橋涼介の指示を受けて、カナタの動向に注目する。拓海とも旧知の間柄であり、カナタの走りに拓海の面影を感じている。
田中 洋二（たなか ようじ）
声 - 光部樹
MFGの実況者を務める人物。原作では姿は描写されず、声のみの出演となっていたが、アニメにおいては容姿が登場した。その後、原作第5戦の決勝にてアニメからのデザインを逆輸入する形で容姿が描かれた。「MFGの生き字引」を自称し、そのプライドからカナタの過去にまつわる情報を独自に調べ上げた。
上原（うえはら）
声 - 古島清孝
MFGエンジェルスの総合マネージャー。クエスチョンタイムの質問役も務める。
山下（やました）
声 - 星祐樹
MFGの小田原チーフ。現場での配信やドローンの管理を担当している。
アニメ版ではドライバーの出場受付も行っている。

### MFGエンジェルス
MFGのレースクイーン。メンバーはそれぞれに割り当てられたナンバーで呼ばれており、毎年メンバーの変更が行われている模様。上位3位入賞者は希望するエンジェルスメンバーから頬へのキスを受けることができる。
栗原 京子（くりはら きょうこ）
声 - 飯田友子
恋のエンジェルスとしての先輩。MFG創設時からエンジェルスを務めるベテランで、実年齢は27歳だが、プロフィール上は昨年の第3回大会から24歳として登録している。今シーズン限りでエンジェルスを引退することを決めている。
面倒見がよく姉御肌な性格で、恋に仕事や恋愛のアドバイスを送るほか、同僚のエンジェルスが恋の正体を外部に漏らさないように釘を刺すなど、リーダー格としての役目も担っている。
石神のお気に入りの女性で、表彰式では必ずキスのリクエストを受けているが、京子本人はエンジェルスを大切な仲間として見ている相葉に好意を抱いており、第5戦の予選後に彼に告白し交際を始める。
佐藤 真美（さとう まみ）
声 - 林鼓子
椅子から立ち上がる際に、故意にパンツを直さずに立ち上がることで尻の肉をはみ出させ、男性視聴者に露骨なアピールを行うことから、エンジェルスの間では「はみけつの真美」と渾名されている。本人もそれを自覚した上でパフォーマンスしており、読書や小説の執筆が趣味という知的な一面も見せる。
カナタに出走時に投げキッスしたりアドレスを渡したりと盛んにモーションをかけているが、まったく意に介されていない。
浜崎 萌絵（はまざき もえ）
声 - 北原知奈
ツインテールの髪型が特徴。愛嬌のよさで人気があり、ファンの人気投票では1位を獲得している。
本来の性格は正反対であるらしく、京子からは「性格悪いランキングがあれば、そっちでもお前が1位だ」とひそかに毒づかれる。
沢村 まりえ（さわむら まりえ）
声 - 鈴木杏奈
MFGエンジェルスのナンバー8で、恋の同期。ややふくよかな（ぽっちゃり気味）体型で、よく男に弄ばれたすえに振られている。
プロポーションが重視されるエンジェルスに彼女のような体型のエンジェルが採用されているのは、統括本部長の上有の趣味らしい。シリアスなレースシーンを和ませる、本作における「コミックリリーフ」役である。

### ゲスト解説者
実況の田中とともに、MFGに出場する人物や車、テクニック等の解説を行う。おもにMFG運営陣や藤原拓海と縁のある人物が務めている。
原作では高橋啓介を除いて声のみの出演だが、アニメ版においては第3戦時点で現在の姿が描かれている。
小柏 カイ（こがしわ カイ）
声 - 神奈延年
開幕戦「小田原パイクスピーク」のゲスト解説者で、レーシングチームの監督を務めるプロレーサー。拓海とはかつて走り屋として競い合った仲でもあった。MFG上層部とも個人的に友人としてかかわりがあり、リョウ・タカハシの正体も知っているが、絶対に口外しないよう口止めされている。
アニメ版においては現在の姿が描かれている。
池田 竜次（いけだ りゅうじ）
声 - 中井和哉
第2戦「芦ノ湖GT」のゲスト解説者で、小田原市の市議会議員。本業は実家の寺院の住職であり、モータースポーツによる青少年育成スクール「ゼロ・アカデミー」の主宰者でもある。過去に走り屋として活動していたころの経験から「人間が公道で扱えるのは晴天時でせいぜい350馬力程度、悪天候なら200～250馬力程度」という考えに至り、ハイパワーエンジンと電子デバイスで武装したスーパーカーが席巻している現状について、レギュレーションの真意が正しく理解されていないと考えている。
上有たちMFG関係者とも親交がある。
アニメ版においては現在の姿が描かれているほか、ストリートアタックチーム時代の回想では当時の愛車であった赤のZ33型フェアレディZが奥山のS15型シルビアと共に登場した。
秋山 渉（あきやま わたる）
声 - 松本保典
第3戦「ザ・ペニンシュラ真鶴」のゲスト解説者で、プロドライバー。MFGの立ち上げに尽力した運営理事のひとりでもある。埼玉県で活躍していた元走り屋であり、現在は全日本ラリー選手権、全日本ジムカーナ選手権、ツーリングカーレースなどで活躍している。拓海やMFG上層部とは走り屋時代から交流があり、物語開始から一年前に帰国してきた拓海と会い、近況報告を受けている。
アニメ版においては現在の姿が描かれている。
須藤 京一（すどう きょういち）
第4戦「シーサイドダブルレーン」のゲスト解説者で、MFG運営理事のひとり。栃木県日光市のいろは坂で活動していた元走り屋であり、その後に全日本ラリー選手権のトップドライバーとして活躍。現在は第一線を退いているが、国内ラリーの振興に精力的に取り組む。
年月が経過し、言動は紳士的になっているが、自身の考えに反するものに対する辛辣な一面は健在で、ガソリンエンジン車（ICE）の生産停止について、欧州を始めとする諸外国が自国の自動車産業を守る手段として、日本メーカーのハイブリッド車（HEV）などの環境維持技術を潰した結果に過ぎないという持論を持つ。さらに、電気自動車（バッテリーEV＝BEV）の増加は世界の発電量増加を招き、その結果としてCO2（二酸化炭素）排出削減も達成できていないとも指摘した。そしてBEVの存在を「ゴミ」とまで言い切っており、その中継を見ていた史浩を焦らせている。
高橋 啓介（たかはし けいすけ）
声 - 関智一
最終戦「熱海ゴースト」のゲスト解説者で、自動車のアフターパーツの販売や不動産業などを手がける横浜・みなとみらい地区の商社「TKマッハコーポレーション」の代表取締役社長。兄の涼介に先んじて妻子を授かっている。小柏や拓海の知人でもあり、カナタを褒めちぎる小柏を「褒めすぎ」と評し、カナタの走りを「露呈していないだけで、何か重大な欠点があるはず」と冷静に分析する。
かつては兄の涼介が率いる走り屋チームで腕を磨き、プロレーサーとしてもフォーミュラジャパンで1回、GT選手権で3回のチャンピオンを獲得。また、MFGの出場選手のために公式サイトで公開されている模範（デモ）走行動画のドライバーも務めており、その参考タイムは時代遅れの黄色いFD3S型RX-7。にもかかわらず、ミハイルが更新するまで誰も破ることができなかったほどのテクニックを現在も持っている。自らレースに出ることはないものの、「ドリームプロジェクト」で若手ドライバーの発掘に力を入れており、そこで見出した愛弟子の瀬名を第3戦から出場させる。第3戦後のサマーブレイク中に深夜の赤城山で瀬名のスープラに乗車し、瀬名に赤城道路の攻略法をみずから実践して感嘆させる腕前を誇っているが、その際のドライビングはまったく本気を出しておらず「眠くなる」「腹減った」などとぼやきながらの運転であった。また、選手向けの模範走行動画も映像の映えを重視しており、限界まではプッシュしていないにも関わらず長い期間破られなかったなど、並のドライバーではたどり着けない円熟の域に達している。

### 藤原拓海とその関係者
頭文字Dの登場人物も参照のこと。
藤原 拓海（ふじわら たくみ）
カナタが卒業したレーシングスクール「RDRS」の講師。群馬県渋川市出身の元走り屋で、神業的なテクニックで白黒のAE86型スプリンタートレノ。を駆っていた姿は、上有や小柏といった同世代の走り屋たちに強い印象を残している。終盤まで本人の姿は登場せず、彼を知る人物の言葉でのみ来歴や活躍が語られる。
20歳で渡英後、同国内のラリー競技に参戦。特にターマック（舗装路）で無類の強さを発揮し、3年目にタイトルを奪取し「フライングジャン（空飛ぶ日本人）」と称賛される。その後、トヨタ自動車とプロ契約を結んで世界ラリー選手権へのフル参戦が決定するが、テスト走行中の事故による重傷が原因でドライバー生命を絶たれ、「悲運のラリースト」と呼ばれるようになる。その後、一時期は消息不明となるが、RDRSの講師に転身しており、カナタを鍛え上げた。カナタにも父親のように慕われ尊敬されている。神業ドリフトは健在らしく、カナタに「先生に比べれば自分のドリフトは子供の遊び」と賞されている。
講師としての指導方針は、手取り足取りすべてを教えるスタイルではなく、「漠然とした課題を与え、学生自身が答えをみずから導き出す」というプロジェクトD時代に監督だった涼介と同じ教育方針を取っており、カナタのMFG参戦にあたっては、「他の選手より馬力の低い車を選べ」という課題を与えて日本に送り出している。本編の1年前に「元プロゴルファーの日本人女性」と結婚していたことが、第3戦で判明する。
最終話で美佳と共にカナタと恋の結婚式で顔を出している。同席してた涼介から手伝ってほしいことがあると言われると、子供が産まれる予定であることや文太のことがあるので帰国することがほのめかされている。
中村 賢太（なかむら けんた）
声 - 岡野浩介
TKマッハコーポレーションの不動産部門チーフ。以前はアフターパーツ部門に所属していたが、啓介の「地上げのセンスがある」という一存で不動産部門に転属させられた。本人はパーツ部門への復帰を希望しているが、啓介は「自分で考える力が足りない」として認めていない（会社の収益の柱を不動産事業が担っているという事情もある）。
松本 修一（まつもと しゅういち）
高橋涼介が率いていた「赤城レッドサンズ」と「プロジェクトD」にメカニックとしてスカウトされ、抜群の腕前を発揮していたメカニックマン。現在は「松本コンセプト」というチューニングショップの代表を務める。「ドリームプロジェクト」でもメカニックマンを担当し、瀬名のGRスープラのチューニングを手がけている。その腕前は「群馬県のゴッドハンド」と呼ばれるほど絶賛されている。
武内 樹（たけうち いつき）
声 - 岩田光央
渋川市のガソリンスタンド店員。拓海の学生時代からの親友であり既婚者。群馬県の新たなヒーローである瀬名と、拓海の教え子であるカナタを応援している。『頭文字D』時代から体重が20キロ増えた肥満体型になっている。
池谷 浩一郎（いけたに こういちろう）
声 - 矢尾一樹
渋川市のガソリンスタンド所長。拓海と樹の先輩。樹たちと同じくMFGに注目している。若いころの恋愛経験を引きずっているためにいまだ独身。『頭文字D』のころから大幅に頭髪が薄くなっており、健二に「また生え際が後退している」と言われて怒っている。
健二（けんじ）
声 - 高木渉
ガソリンスタンドの常連客。瀬名のMFG参戦を池谷たちに報告する。既婚者。
藤原 文太（ふじわら ぶんた）
本編にはまだ登場していないが、ナレーションで息子の拓海や高橋涼介・高橋啓介とともに、群馬プライドの頂点に名を連ねる4名のドライバーのひとりとして紹介されている。
藤原 美佳（ふじわら みか）
女子ゴルフの日本ツアーで活躍した元プロゴルファーで、拓海の妻。現在イギリスに移住している。カナタから電話で恋についての相談を受け、英国にはない日本独特の文化である「告白」を実行するようアドバイスする。

### 西園寺家

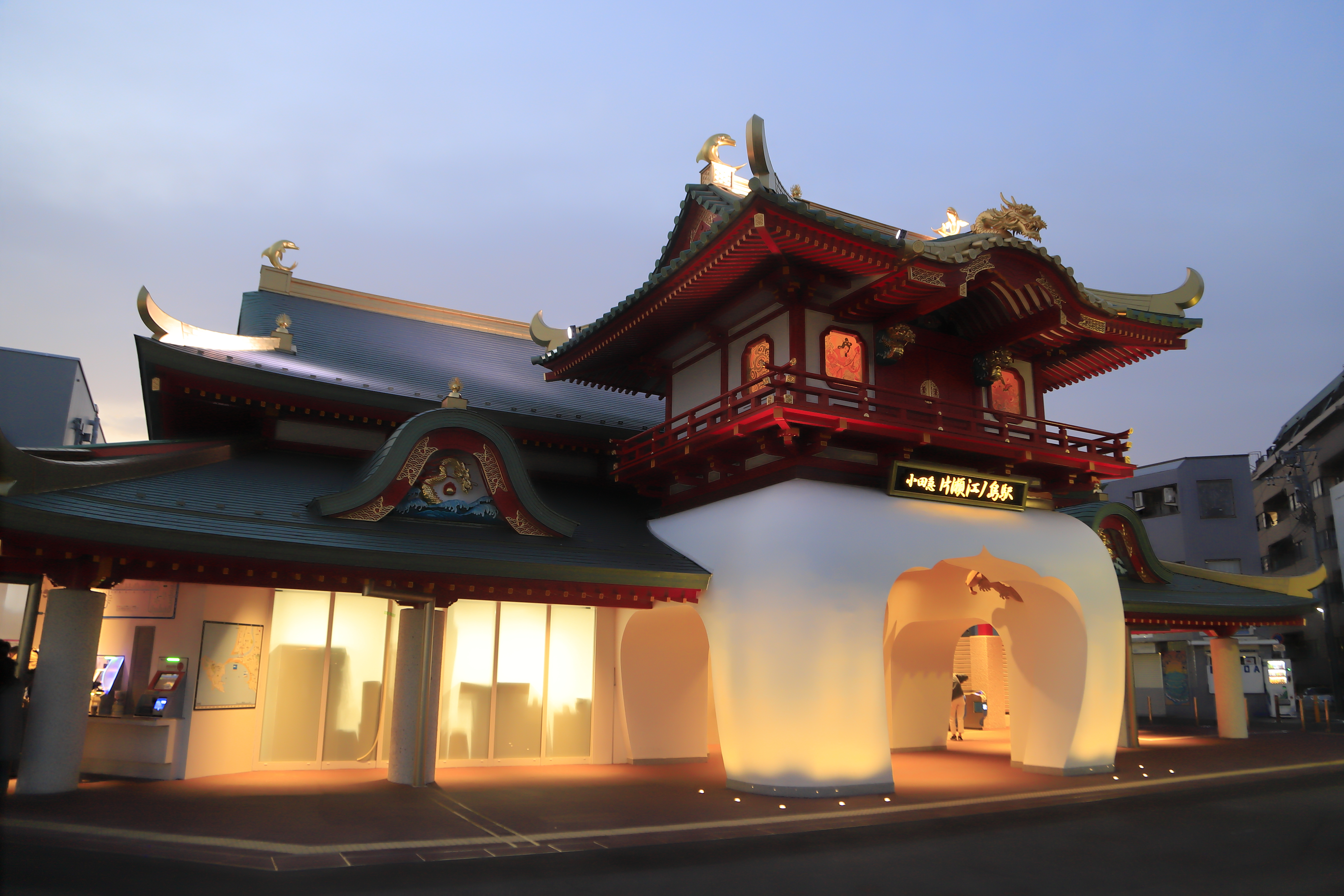
小田急江ノ島線の終着駅である片瀬江ノ島駅。恋の通学やカナタのアルバイトをする際に利用している他、恋がプラットホームから転落したのも、ホームドアが設置されていないこの駅である

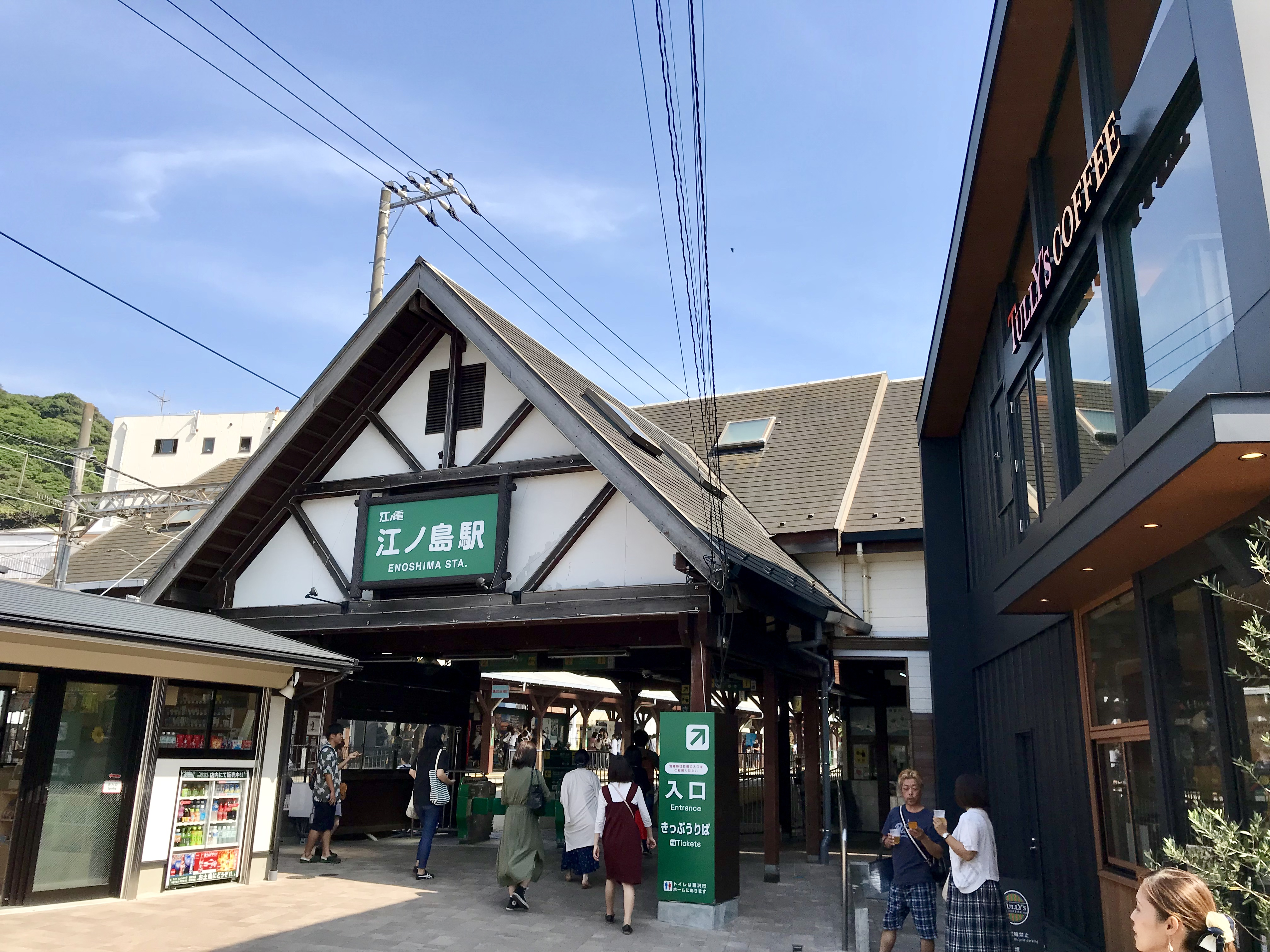
江ノ島電鉄の江ノ島駅。作中において、鎌倉市方面へお寺巡りをする際や、カナタが大巧寺に一人で行った際などに登場している。

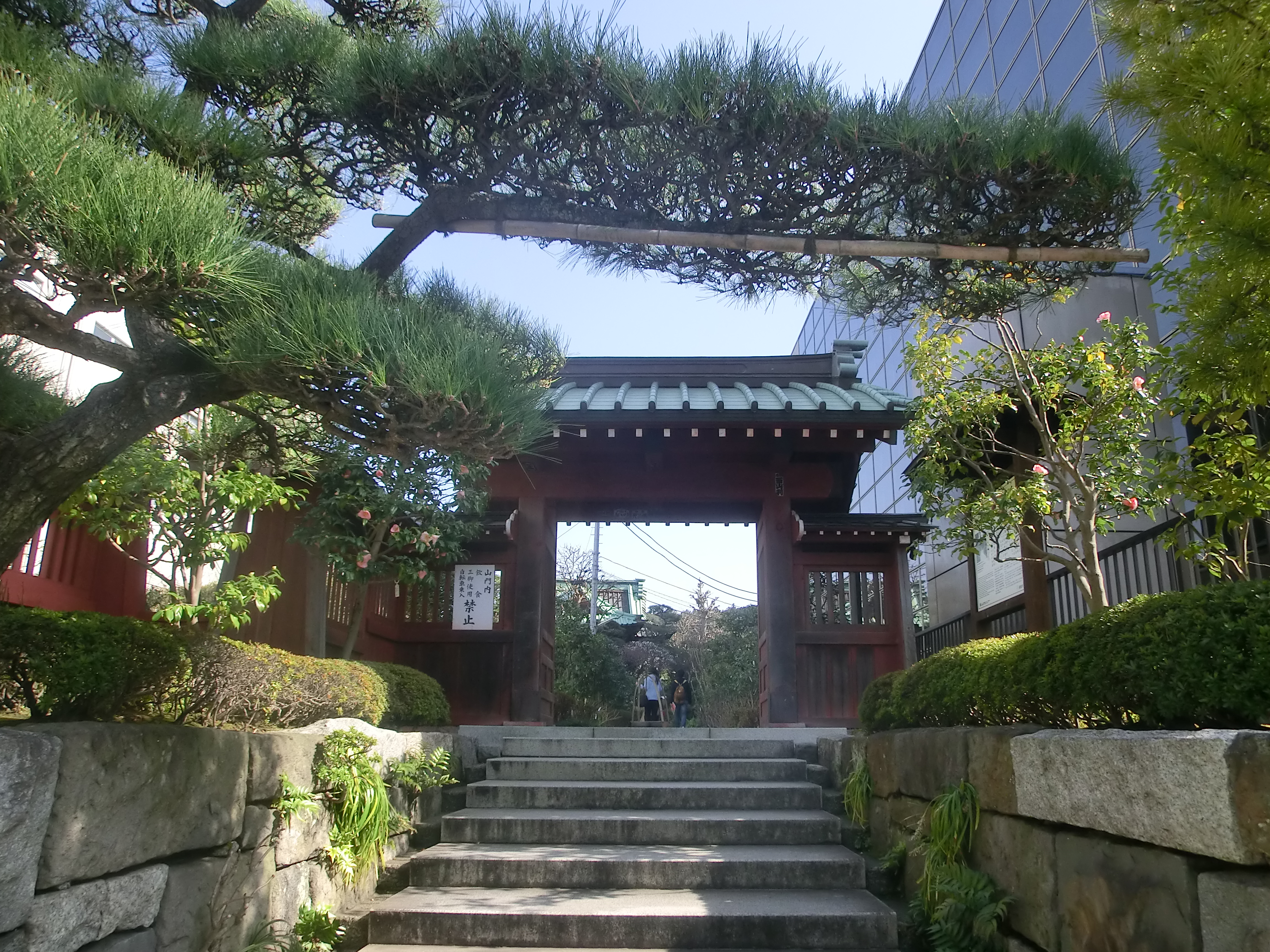
カナタの両親の写真の場所として登場していた、神奈川県鎌倉市小町にある「大巧寺」。通称「おんめさま」と呼ばれる、安産祈願に験のある寺である。隣のガラス張りのビルは、「鎌倉生涯学習センター きらら鎌倉」である。

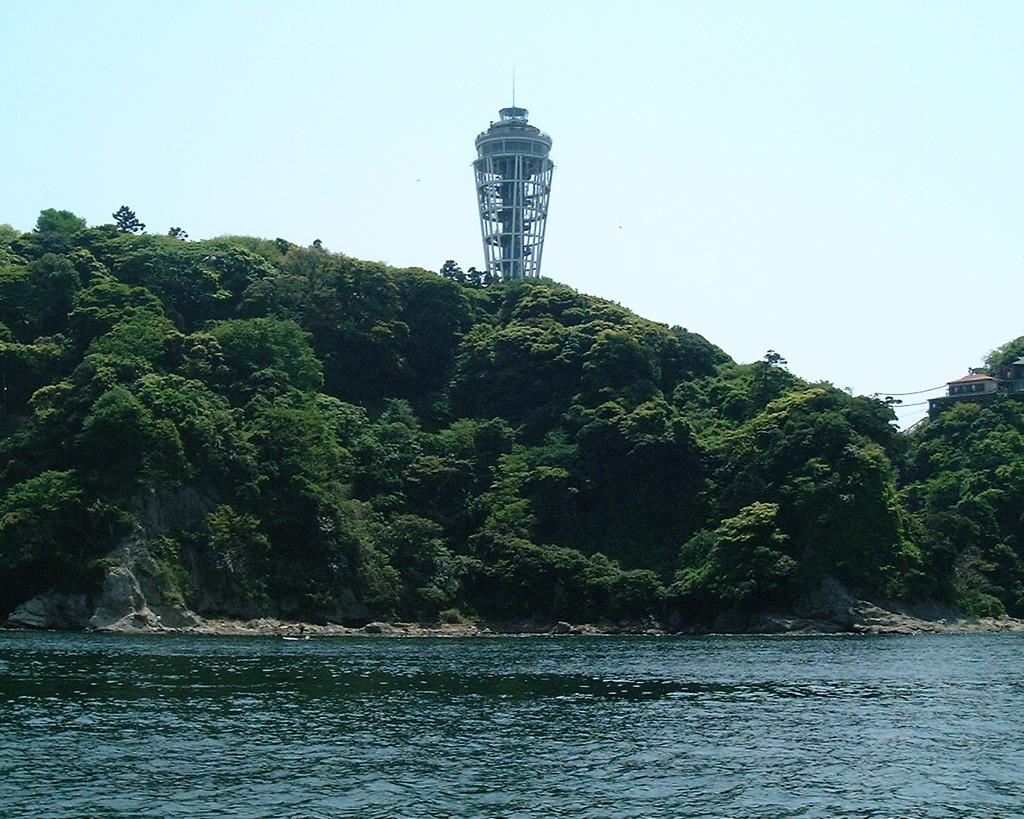
作中でも何度も出てきた、遊覧船上から見た江の島シーキャンドル（展望灯台）と江の島（2009年5月2日）

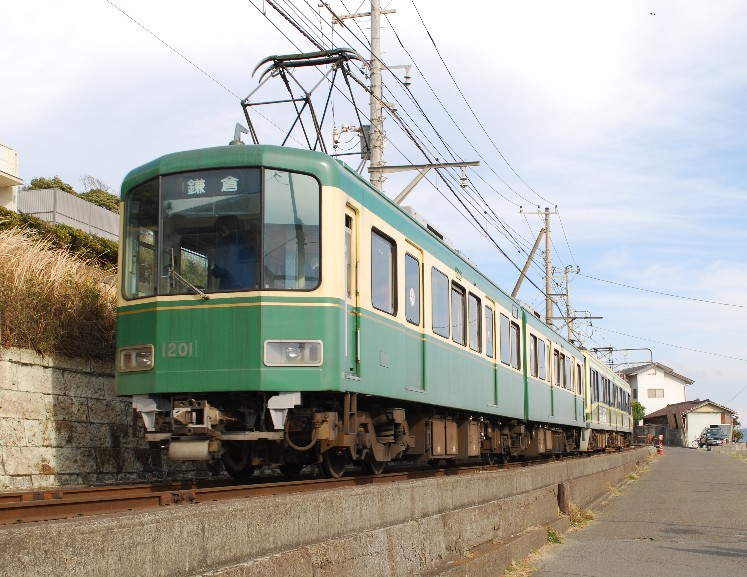
鎌倉でのお寺巡りをする際に利用していた江ノ島電鉄。

恋の父親
声 - 斉藤次郎
神奈川県藤沢市に住む西園寺家の長で、IT関連の会社を経営している。フルネームは不明。
家族一同でカナタを快く受け入れ、息子として親切に接し、緒方への紹介やカナタの父の捜索などの援助を行う。車好きで、いちドライバーとしてカナタを尊敬している。
西園寺 真由子（さいおんじ まゆこ）
声 - 岡田恵
恋の母親で、カナタの亡母キャサリンとは美術大学のクラスメイトで親友だった。現在は絵画教室を主宰している。
カナタを「カナちゃん」と呼んで可愛がり、カナタからも「真由子ママ」と呼ばれ慕われている。カナタの才能はレースではないほかのことに向けるべきだと感じており、絵画に取り組むことも勧めている。
カナタがレース中に命を落としてしまうのではないかと強く危惧するあまり、開幕戦でレース中継を見て体調を崩し、それ以降は中継を見ないようにしている。
恋の祖母
恋の父方の祖母。農業を営んでおり、自宅は新潟県にある。新潟弁で話す。
第3戦後のサマーブレイク中に遊びに来たカナタと恋を迎え入れる。

### 片桐家・リヴィントン家
キャサリン・リヴィントン
カナタの亡き母親。重い病を患い長らく闘病中であったが、カナタのRDRS卒業前後に容態が急変し、逝去する。このことが、カナタの経歴にMFG参戦までの2年間の空白が発生した要因とされている。
若いころの姿は、恋が「女優みたい」と評するほどの美人であった。19歳で片桐健と出会い1年経たずに結婚しており、「思い込んだら突っ走る」タイプで、エキセントリックで情熱的な性格であったという。
カナタがお腹の中にいるときに、健と共に「おんめさま」にお参りに来て写真を撮っている。
また「目で見たものをそのまま映像として記憶する」という映像記憶の才能をもっており、その面影と才能は息子のカナタに受け継がれている。
恋の母親と親友で美術大学のクラスメイトでもある。
片桐 健（かたぎり けん）
カナタの父親。物語開始時は行方不明で、鎌倉で撮影されたという、キャサリンとともに写った一枚の写真のみが手がかりだった。
キャサリンや真由子と同じ美術大学で彫刻を学んだのち、キャサリンと結婚しカナタを授かるが、カナタが物心付く前に失踪し、仏師として日本で活動していた。
カナタが来日した時点では末期の膵臓癌に蝕まれており、涼介の手術を受けるも時すでに遅く、MFGの第3戦中に昏睡状態となって他界する。カナタが自分を捜していることには気づいていたが、息子が生まれて間もなく失踪した負い目から連絡を取ることができず、第1戦と第2戦を入院先で応援することのみに留めていた。
片桐 楓（かたぎり かえで）
片桐健の妹で、カナタの叔母。涼介と同じ群馬大附属病院で働く医療従事者。健の死の詳細を知らせるためにカナタに会い、健が息を引き取る寸前までカナタを応援し続けており、直接話すことはできなかったものの、最後まで決して見捨ててはいなかったことを伝える。なお、健の執刀医との結婚が決まっている。
片桐 久遠（かたぎり くおん）
カナタと恋の息子。5歳。最終話でカナタと恋の結婚式から10年経った世界で登場。
片桐 きなこ（かたぎり きなこ）
カナタと恋の娘で久遠の妹。3歳。最終話でカナタと恋の結婚式から10年経った世界で登場。

### そのほかの人物
若菜（わかな）
声 - 永井真里子
恋の友人のクラスメート。 恋曰く、惚れっぽい。
アグネス・ベッケンバウアー
声 - 井上麻里奈
ミハイルの姉。23歳。ギャル。彼とともに来日して東京に定住している。ミハイルとは対照的に日本を気に入っており、理屈屋のミハイルのことを「中二病」と揶揄する。
柳 沙奈（やなぎ さな）
声 - 千本木彩花
沢渡が現在付き合っている17歳の女子高生。
山谷（やまたに）
声 - 石黒史剛
八潮・北原のセコンドを担当する男性。レース中は二人との三者通話回線を開き、アドバイスを送っている。
秋元（あきもと）
声 - 観世智顕
相葉のGT-Rの現メカニック。
ハヤト
エマ・グリーンの通訳として同行している日本人男性。
舞の父親
舞から「お父ちゃん」と呼ばれている中年男性。セコンドも担当している。優柔不断な面があり、娘からはハゲと罵倒されるなど冷たくあしらわれる。

## プロモーション
セガ・インタラクティブによるレースゲーム『頭文字D ARCADE STAGE Zero 』では、本作とのコラボレーション企画として主人公の愛車である「MFGHOST 86GT（改） 片桐夏向仕様（ZN6改）」が収録され、Ver.2では同じく本作に登場する「MFGHOST GT-R NISMO（改）相葉瞬仕様（R35改）」と、開幕戦のコースをモチーフとした「小田原」も収録された。
次作の『頭文字D THE ARCADE 』では、2021年12月23日に本作とのコラボレーション企画として86GTとGT-R NISMOにMFゴースト専用のドレスアップパーツが収録されたほか、GRスープラと718ケイマンが追加。また「小田原」が再収録された。2024年10月24日にコラボレーション企画第2弾で911 GT3と4Cが追加。同年12月21日に「真鶴」が収録された。
バンダイナムコエンターテインメントによるソーシャルアプリ『ドリフトスピリッツ』では、『頭文字D』と合わせて本作とのコラボレーションイベントが2019年12月〜2020年2月に行われた。
2020年7月にはタカラトミーの自動車玩具・トミカで主人公の愛車、TOYOTA 86が発売されたほか2021年にはシビック、GRスープラに加わえ2023年10月に「トミカプレミアムアンリミテッド」のTOYOTA 86 (片桐夏向)も発売されている。
後述のテレビアニメ放映に合わせ、2023年10月1日より小田原市のタイアップ企画として、バナーフラッグやデザインマンホールの設置が行われている。また、開幕戦のコースの一部となる箱根ターンパイクでも、大観山スカイラウンジや白銀展望駐車場で記念展示が行われている。
2019年から2024年まで『MFG CONCEPT』と題し、週刊ヤングマガジン編集部と全国のトヨタディーラーが展開するカスタマイズ専門店「GR Garage」のコラボレーション企画が実施された。「MFゴーストの世界観をリアルワールドで再現する」というテーマを掲げ、MFG唯一のレギュレーションである「グリップウェイトレシオ」を基にして、現実世界でMFGが開催された場合のモディファイやチューニングをプロのレーシングドライバーやカスタマイズパーツのメーカーと考察し、実車のTOYOTA 86（後期型）をGR Garageにてモディファイするというものであった。2022年からは車両を「GR86」へと変更し、上記のテーマで以前と同様のモディファイが行われた。本企画で実際にモディファイされた車両は各年の「東京オートサロン」等のカーイベントへ出展した後に読者へプレゼント、もしくは新車に同一のパーツを全国のGR Garageにて架装し納車するという手法が採られた。

## 書誌情報
- しげの秀一 『MFゴースト』 講談社〈ヤンマガKCスペシャル〉、全23巻
  1. 2018年1月5日発売[46]、ISBN 978-4-06-510707-2
  2. 2018年5月7日発売[47]、ISBN 978-4-06-511451-3
  3. 2018年9月6日発売[48]、ISBN 978-4-06-512819-0
    - 『限定ステッカー付き特装版』同日発売[49]、ISBN 978-4-06-513567-9

  4. 2019年1月4日発売[50]、ISBN 978-4-06-514160-1
    - 『限定ステッカー付き特装版』同日発売[51]、ISBN 978-4-06-514770-2

  5. 2019年5月7日発売[52]、ISBN 978-4-06-515459-5
    - 『オリジナルトミカ付き限定版』同日発売[53]、ISBN 978-4-06-515460-1

  6. 2019年9月6日発売[54]、ISBN 978-4-06-516937-7
    - 『カラーミニ画集付き限定版』同日発売[55]、ISBN 978-4-06-516990-2

  7. 2020年1月6日発売[56]、ISBN 978-4-06-518212-3
  8. 2020年5月7日発売[57]、ISBN 978-4-06-519539-0
    - 『オリジナルトミカ付き限定版』同日発売[58]、ISBN 978-4-06-519540-6

  9. 2020年9月4日発売[59]、ISBN 978-4-06-520686-7
  10. 2021年1月6日発売[60]、ISBN 978-4-06-520686-7
  11. 2021年5月6日発売[61]、ISBN 978-4-06-523334-4
  12. 2021年9月6日発売[62]、ISBN 978-4-06-524746-4
  13. 2022年1月6日発売[63]、ISBN 978-4-06-526477-5
  14. 2022年5月6日発売[64]、ISBN 978-4-06-527778-2
  15. 2022年9月6日発売[65]、ISBN 978-4-06-529070-5
  16. 2023年2月6日発売[66]、ISBN 978-4-06-530383-2
  17. 2023年6月6日発売[67]、ISBN 978-4-06-532029-7
  18. 2023年10月5日発売[68]、ISBN 978-4-06-533370-9
  19. 2024年2月6日発売[69]、ISBN 978-4-06-534599-3
  20. 2024年6月6日発売[70]、ISBN 978-4-06-535826-9
  21. 2024年10月4日発売[71]、ISBN 978-4-06-537260-9
  22. 2025年2月6日発売[72]、ISBN 978-4-06-538461-9
  23. 2025年6月6日発売[73]、ISBN 978-4-06-540180-4
- しげの秀一 『MFゴースト 公式ガイドブック　第1〜4戦』 講談社〈KCデラックス〉、2023年10月5日発売[74]、ISBN 978-4-06-517969-7

## テレビアニメ
2022年1月4日にテレビアニメとして2023年の放送が発表された。2023年1月4日にはメインビジュアル、第3弾のPV、キャスト30名が発表された。頭文字Dから登場するキャラについては新劇場版ではなくテレビアニメ当時の声優陣が続投。また、新劇場版の声優陣も別役として再登板している
。2023年7月5日に放送開始が10月であることや先行上映会の開催、オープニングテーマとエンディングテーマが発表された。9月1日に行われた舞台挨拶付き先行上映会では、テレビシリーズで藤原拓海役を務めた三木眞一郎のナレーション及び次回予告での参加が発表された。
1st Seasonは2023年10月から12月まで、2nd Seasonは2024年10月から12月まで、いずれもTOKYO MXほかにて放送された。3rd Seasonは2026年放送予定。
また地上波（TOKYO MX等）放送限定で本作と「TOYOTA GAZOO Racing」のコラボレーションによるスポーツカー「GR86」のCMも放送された。
音楽はエイベックス関連の楽曲が使用され、バトルシーンには頭文字Dテレビシリーズと同様にSUPER EUROBEAT（以下SEB）を採用、コンピレーションアルバムも発売された。

### スタッフ
- 原作 - しげの秀一[83]
- 監督 - 中智仁[83]
- 副監督 - 高橋成世
- シリーズ構成 - 山下憲一[83]
- 脚本 - 山下憲一、稲荷明比古[83]
- キャラクターデザイン - 恩田尚之[83]
- 総作画監督 - 恩田尚之、坂本千代子[83]、油井徹太郎[84]
- プロップデザイン - 新谷真昼[84]
- 3D監督 - 内田博基[83]
- ドライビングアドバイザー - 武井寛史
- 2Dワークス - 渡邊弘信
- 色彩設計 - 田中千春[84]
- 美術監督・設定 - 明石聖子[84]
- 撮影監督 - 林幸司[84]
- 編集 - 廣瀬清志[84]
- 音響監督 - 三間雅文[83]
- 音楽 - 土橋安騎夫[83]
- 音楽制作 - エイベックス・ピクチャーズ
- チーフプロデューサー - 飯泉朝一、秋田規行
- プロデューサー - 大胡寛二、鈴木祐治、成毛克憲、黒須信彦、加瀬直人
- アニメーションプロデューサー - 菊地悠太
- アニメーション制作 - FelixFilm[83]
- 製作 - MFゴースト製作委員会[84]（エイベックス・ピクチャーズ、講談社、アニマックスブロードキャスト・ジャパン、クランチロール、サミー、JIN）

### 主題歌
共にi☆Risのメンバーが担当。
「JUNGLE FIRE feat. MOTSU」
芹澤優による1st Seasonオープニングテーマ。作詞・作曲及びRapはMOTSU、編曲は大久保薫。
「Stereo Sunset (Prod. AmPm)」
Himika Akaneya（茜屋日海夏）による1st Seasonエンディングテーマ。作詞はARAKI、作曲・編曲はAmPm。
「ROCK ME KISS ME feat. MOTSU 」
芹澤優による2nd Seasonオープニングテーマ。作詞・作曲はMOTSU、編曲は大久保薫。
「Side U (Prod. AmPm)」
Himika Akaneya（茜屋日海夏）による2nd Seasonエンディングテーマ。作詞はARAKI、作曲・編曲はAmPm。

### SUPER EUROBEAT
PVおよび作中で使用されたユーロビート。

#### PV

##### MFゴースト (1st Season)
第二弾PV “ユーロビート編”
MANIFOLD LOVE / HOTBLADE
第三弾PV
BREAK OUT FIRE / MEGA NRG MAN
第五弾PV
ARE YOU READY TO FLY / DREAM FIGHTERS
FACE DOWN / HOTBLADE

##### MFゴースト 2nd Season
第3弾PV
2 LOVE, 4 LOVE / PAMSY & ACE
POWER TWO / HOTBLADE
第4弾PV
EUROHERO / NEO
BURNING LIKE FIRE / DAVE RODGERS feat. ALEX DE ROSSO

#### テレビシリーズ「MFゴースト」
Turn01「英国からの挑戦者」
DO YOU REALLY WANNA LOVE ME / NORMA SHEFFIELD
Turn02「衝撃のMFG新世代」
RED LIGHT AND SEX / MEGA NRG MAN
BREAK OUT FIRE / MEGA NRG MAN
Turn03「カマボコストレート」
WILDER FASTER LOUDER / DEJO
Turn04「タイヤマネジメント」
PULL THE TRIGGER / BON
HI LOVE / JAY LEHR
Turn05「連携プレー」
IN THE EYES OF A TIGER / DEJO & BRATT
Turn06「悲運のラリースト」
KING OF THE CENTURY / LESLIE PARRISH
ARE YOU READY TO FLY / DREAM FIGHTERS
CRAZY LOVE / ANNERLEY
Turn07「4号車の男」
ANYWAY, ANYMORE / CHERRY
THE SPIRIT OF THE NIGHT / DEEMO
Turn08「音声カウント」
BECAUSE OF YOU / JAGER
FACE DOWN / HOTBLADE
Turn09「時速300キロのドッグファイト」
GOTTA GO / GO 2
HOT HOT RACIN' CAR / GO 2
ROCK ME / MEGA NRG MAN feat. KIKO LOUREIRO
Turn10「アップデート」
未使用
Turn11「天才覚醒」
BE MY QUEEN / DERRECK SIMONS
BAD LOVE / DAVID DIMA
Turn12「うけつがれた感覚」
SPITFIRE / GO 2

#### テレビシリーズ「MFゴースト 2nd Season」
Turn13「舞いおちる白い死神」
2 LOVE, 4 LOVE / PAMSY & ACE
SPIRIT OF THE NIGHT / DAVID DIMA
Turn14「4WDの攻勢」
ROCK BEATIN' WILD / FASTWAY
Turn15「駅伝ストレートの明と暗」
ROCK BEATIN' WILD / FASTWAY
POWER TWO / HOTBLADE
RUN / FASTWAY
Turn16「鬼神!!沢渡 光輝」
GO WILD / DUSTY
NOT FOR SALE / GO 2
Turn17「残酷な現実」
THE JUNGLE IS ON FIRE / J-STARK
SPEED LOVER / SPEEDMAN
Turn18「芦ノ湖スカイラインの悪魔」
SPEED OF LIGHT / THE SNAKE
ADRENALINE / MANUEL
Turn19「ロンサムカウボーイ」
A WORLD OF JOY / DAVE RODGERS feat. KAIOH
RAININ' IN MY HEART / MELISSA WHITE & ACE
IN THE FIRE OF VICTORY / ACE
Turn20「決着」
HYPER SUPER POWERS / FASTWAY
BRAND NEW WORLD / ACE
BABY, I'M ON FIRE / ACE WARRIOR
Turn21「好敵手」
未使用
Turn22「ザ・ペニンシュラ開幕」
THE YEAR OF THE DRAGON / POWERFUL T.
BURNING LIKE FIRE / DAVE RODGERS feat. ALEX DE ROSSO
Turn23「勇気の代償」
BURNING LIKE FIRE / DAVE RODGERS feat. ALEX DE ROSSO
FREEDOM RIDE / THE SNAKE
EUROHERO / NEO
FIREBIRD / DREAM FIGHTERS
Turn24「苦渋の選択」
PLAY WITH FIRE / FASTWAY
THE FINAL GAME / DAVE RODGERS & KIKO LOUREIRO

### 各話リスト
| 話数       | サブタイトル                | 脚本       | 絵コンテ                | 演出       | 作画監督                                                | 総作画監督                     | 初放送日       |            |            |            |            |            |            |            |            |            |            |            |            |            |            |            |            |            |
| 1st Season | 1st Season                  | 1st Season | 1st Season              | 1st Season | 1st Season                                              | 1st Season                     | 1st Season     | 1st Season | 1st Season | 1st Season | 1st Season | 1st Season | 1st Season | 1st Season | 1st Season | 1st Season | 1st Season | 1st Season | 1st Season | 1st Season | 1st Season | 1st Season | 1st Season | 1st Season |
| ---------- | --------------------------- | ---------- | ----------------------- | ---------- | ------------------------------------------------------- | ------------------------------ | -------------- | ---------- | ---------- | ---------- | ---------- | ---------- | ---------- | ---------- | ---------- | ---------- | ---------- | ---------- | ---------- | ---------- | ---------- | ---------- | ---------- | ---------- |
| Turn01     | 英国からの挑戦者            | 山下憲一   | 高橋成世 中智仁         | 中智仁     | 坂本千代子                                              | 恩田尚之                       | 2023年 10月2日 |            |            |            |            |            |            |            |            |            |            |            |            |            |            |            |            |            |
| Turn02     | 衝撃のMFG新世代             | 山下憲一   | 阿部雅司                | 阿部雅司   | 大野勉 齊藤格                                           | 恩田尚之 坂本千代子            | 10月9日        |            |            |            |            |            |            |            |            |            |            |            |            |            |            |            |            |            |
| Turn03     | カマボコストレート          | 山下憲一   | 殿勝秀樹                | 殿勝秀樹   | 沼田広 和田伸一 松本弘                                  | 恩田尚之 坂本千代子 油井徹太郎 | 10月16日       |            |            |            |            |            |            |            |            |            |            |            |            |            |            |            |            |            |
| Turn04     | タイヤマネジメント          | 山下憲一   | 辻初樹                  | 濱田翔     | 山﨑香 田中彩                                           | 坂本千代子 恩田尚之            | 10月23日       |            |            |            |            |            |            |            |            |            |            |            |            |            |            |            |            |            |
| Turn05     | 連携プレー                  | 稲荷明比古 | 林宏樹                  | 玉田博     | 内藤伊之介 谷口亜希子 ツブキケン                        | 恩田尚之 坂本千代子 油井徹太郎 | 10月30日       |            |            |            |            |            |            |            |            |            |            |            |            |            |            |            |            |            |
| Turn06     | 悲運のラリースト            | 稲荷明比古 | 高橋成世                | 安藤健     | 佐藤哲也 長谷川圭                                       | 恩田尚之 坂本千代子 油井徹太郎 | 11月6日        |            |            |            |            |            |            |            |            |            |            |            |            |            |            |            |            |            |
| Turn07     | 4号車の男                   | 山下憲一   | 高橋成世 殿勝秀樹       | 殿勝秀樹   | 大野勉 齊藤格                                           | 恩田尚之 坂本千代子 油井徹太郎 | 11月13日       |            |            |            |            |            |            |            |            |            |            |            |            |            |            |            |            |            |
| Turn08     | 音声カウント                | 稲荷明比古 | 高橋成世                | 安藤健     | 佐藤哲也 長谷川圭 石井しずく                            | 恩田尚之 坂本千代子 油井徹太郎 | 11月20日       |            |            |            |            |            |            |            |            |            |            |            |            |            |            |            |            |            |
| Turn09     | 時速300キロのドッグファイト | 山下憲一   | 玉田博 高橋成世         | 朝木幸彦   | ツブキケン 芦谷耕平                                     | 坂本千代子 油井徹太郎          | 11月27日       |            |            |            |            |            |            |            |            |            |            |            |            |            |            |            |            |            |
| Turn10     | アップデート                | 稲荷明比古 | 辻初樹 高橋成世         | 牧野友映   | 沼田広 松本弘 和田伸一                                  | 恩田尚之 油井徹太郎            | 12月4日        |            |            |            |            |            |            |            |            |            |            |            |            |            |            |            |            |            |
| Turn11     | 天才覚醒                    | 稲荷明比古 | 高橋成世                | 横野光代   | 西田美弥子 山﨑香 鈴木春香 田中彩                       | 油井徹太郎 坂本千代子          | 12月11日       |            |            |            |            |            |            |            |            |            |            |            |            |            |            |            |            |            |
| Turn12     | うけつがれた感覚            | 山下憲一   | 高橋成世                | 濱田翔     | 恩田尚之 齊藤格 大野勉 沼田広                           | 恩田尚之                       | 12月18日       |            |            |            |            |            |            |            |            |            |            |            |            |            |            |            |            |            |
| 2nd Season |                             |            |                         |            |                                                         |                                |                |            |            |            |            |            |            |            |            |            |            |            |            |            |            |            |            |            |
| Turn13     | 舞いおちる白い死神          | 山下憲一   | 高橋成世                | 白石道太   | 坂本千代子 齊藤格 大野勉                                | 恩田尚之                       | 2024年 10月7日 |            |            |            |            |            |            |            |            |            |            |            |            |            |            |            |            |            |
| Turn14     | 4WDの攻勢                   | 山下憲一   | 高橋成世 玉田博         | 朝木幸彦   | 中曽根詩織 谷口亜希子                                   | 油井徹太郎                     | 10月14日       |            |            |            |            |            |            |            |            |            |            |            |            |            |            |            |            |            |
| Turn15     | 駅伝ストレートの明と暗      | 稲荷明比古 | 高橋成世                | 高橋成世   | 谷川亮介 滝川和男                                       | 油井徹太郎                     | 10月21日       |            |            |            |            |            |            |            |            |            |            |            |            |            |            |            |            |            |
| Turn16     | 鬼神!!沢渡 光輝             | 山下憲一   | 高橋成世                | 濱田翔     | 沼田広 松本弘 和田伸一                                  | 坂本千代子                     | 10月28日       |            |            |            |            |            |            |            |            |            |            |            |            |            |            |            |            |            |
| Turn17     | 残酷な現実                  | 稲荷明比古 | 高橋成世 荒谷萌衣       | 白石道太   | 西川真人 半扇門                                         | -                              | 11月4日        |            |            |            |            |            |            |            |            |            |            |            |            |            |            |            |            |            |
| Turn18     | 芦ノ湖スカイラインの悪魔    | 山下憲一   | 高橋成世 阿部雅司       | 阿部雅司   | 石本英治                                                | 恩田尚之                       | 11月11日       |            |            |            |            |            |            |            |            |            |            |            |            |            |            |            |            |            |
| Turn19     | ロンサムカウボーイ          | 稲荷明比古 | セトウケンジ 高橋成世   | 高橋成世   | 岩瀧智                                                  | 恩田尚之                       | 11月18日       |            |            |            |            |            |            |            |            |            |            |            |            |            |            |            |            |            |
| Turn20     | 決着                        | 山下憲一   | 高橋成世 アミノテツロー | 神保昌登   | 飯飼一幸 西村元秀                                       | 恩田尚之                       | 11月25日       |            |            |            |            |            |            |            |            |            |            |            |            |            |            |            |            |            |
| Turn21     | 好敵手                      | 稲荷明比古 | 辻初樹 高橋成世         | 粟井重紀   | 半扇門 スタジオマスケット 大野勉 齋藤格 沼田広 谷川亮介 | 坂本千代子 油井徹太郎 恩田尚之 | 12月2日        |            |            |            |            |            |            |            |            |            |            |            |            |            |            |            |            |            |
| Turn22     | ザ・ペニンシュラ開幕        | 山下憲一   | 辻初樹 高橋成世         | 白石道太   | 沼田広 松本弘 和田伸一 谷川亮介 大野勉                  | 恩田尚之                       | 12月9日        |            |            |            |            |            |            |            |            |            |            |            |            |            |            |            |            |            |
| Turn23     | 勇気の代償                  | 稲荷明比古 | Royden B 高橋成世       | 濱田翔     | 沼田広 石橋晴佳 松本弘 Triple A 拾月動画                | 油井徹太郎                     | 12月16日       |            |            |            |            |            |            |            |            |            |            |            |            |            |            |            |            |            |
| Turn24     | 苦渋の選択                  | 山下憲一   | 高橋成世                | 高橋成世   | 坂本千代子 油井徹太郎                                   | 恩田尚之                       | 12月23日       |            |            |            |            |            |            |            |            |            |            |            |            |            |            |            |            |            |

### 放送局
| 放送期間                      | 放送時間                       | 放送局         | 対象地域・備考                                                     |
| ----------------------------- | ------------------------------ | -------------- | ------------------------------------------------------------------ |
| 2023年10月2日 - 12月18日      | 月曜 0:00 - 0:30（日曜深夜）   | TOKYO MX       | 東京都                                                             |
|                               |                                | BS11           | 日本全域 / BS放送 / 『ANIME+』枠                                   |
|                               | 月曜 1:20 - 1:50（日曜深夜）   | RKB毎日放送    | 福岡県                                                             |
| 2023年10月3日 - 12月19日      | 火曜 2:29 - 2:59（月曜深夜）   | 読売テレビ     | 近畿広域圏 / 『MANPA』第3部                                        |
| 2023年10月4日 - 12月20日      | 水曜 1:30 - 2:00（火曜深夜）   | テレビ愛知     | 愛知県                                                             |
| 2023年10月5日 - 12月21日      | 木曜 1:25 - 1:55（水曜深夜）   | 静岡放送       | 静岡県 / 『スーパーアニメ6区』枠                                   |
| 2023年10月7日 - 12月23日      | 土曜 1:29 - 1:59（金曜深夜）   | テレビせとうち | 岡山県・香川県                                                     |
|                               | 土曜 23:00 - 23:30（土曜深夜） | アニマックス   | 日本全域 / BS/CS放送 / 放送1週間前に特番と第1話先行放送 / 製作参加 |
| 2023年10月17日 - 2024年1月9日 | 火曜 23:00 - 23:30             | とちぎテレビ   | 栃木県                                                             |

| 配信開始日    | 配信時間                   | 配信サイト | 備考         |
| ------------- | -------------------------- | --- | ------------ |
| 2023年10月2日 | 月曜 0:30（日曜深夜） 更新 | Lemino Amazon Prime Video | 見放題配信   |
| 2023年10月6日 | 木曜 0:30（水曜深夜） 更新 | Rakuten TV クランクイン!ビデオ Happu!動画 バンダイチャンネル                                                                                   | レンタル配信 |
| 2023年10月7日 | 土曜 0:30（金曜深夜） 更新 | アニメタイムズ dアニメストア | 見放題配信   |
| 2023年10月8日 | 日曜 0:30（土曜深夜）更新  | ABEMA DMM TV Hulu U-NEXT アニメ放題 Netflix WOWOWオンデマンド アニマックスオンデマンド FOD バンダイチャンネル J:COMオンデマンド TELASA milplus | 見放題配信   |
| 未定          | 最終話放送後順次配信       | カンテレドーガ music.jp ビデオマーケット |              |

| 放送期間                  | 放送時間                     | 放送局         | 対象地域・備考                   |
| ------------------------- | ---------------------------- | -------------- | -------------------------------- |
| 2024年10月7日 - 12月23日  | 月曜 0:00 - 0:30（日曜深夜） | TOKYO MX       | 東京都                           |
|                           |                              | BS11           | 日本全域 / BS放送 / 『ANIME+』枠 |
|                           | 月曜 1:20 - 1:50（日曜深夜） | RKB毎日放送    | 福岡県                           |
| 2024年10月8日 - 12月24日  | 火曜 1:59 - 2:29（月曜深夜） | 読売テレビ     | 近畿広域圏 / 『MANPA』第1部      |
|                           | 火曜 23:00 - 23:30           | とちぎテレビ   | 栃木県                           |
| 2024年10月9日 - 12月25日  | 水曜 1:30 - 2:00（火曜深夜） | テレビ愛知     | 愛知県                           |
|                           | 水曜 2:05 - 2:35（火曜深夜） | 静岡放送       | 静岡県 / 『スーパーアニメ6区』枠 |
|                           | 水曜 19:00 - 19:30           | 群馬テレビ     | 群馬県                           |
| 2024年10月12日 - 12月28日 | 土曜 1:28 - 1:58（金曜深夜） | テレビせとうち | 岡山県・香川県                   |
|                           | 土曜 23:30 - 翌0:00          | アニマックス   | 日本全域 / BS/CS放送 / 製作参加  |
| 2024年10月18日 -          | 金曜 1:29 - 1:59（木曜深夜） | 熊本県民テレビ | 熊本県                           |

| 配信開始日     | 配信時間                   | 配信サイト | 備考         |
| -------------- | -------------------------- | --- | ------------ |
| 2024年10月7日  | 月曜 0:30（日曜深夜） 更新 | Lemino Amazon Prime Video | 1次先行配信  |
| 2024年10月10日 | 木曜 0:30（水曜深夜）更新  | Rakuten TV クランクイン!ビデオ Happu!動画 J:COM STREAM TERASA milplus バンダイチャンネル                                                  | レンタル配信 |
| 2024年10月12日 | 土曜 0:30（金曜深夜） 更新 | アニメタイムズ dアニメストア | 2次先行配信  |
| 2024年10月13日 | 日曜 0:30（土曜深夜）更新  | ABEMA DMM TV Hulu U-NEXT アニメ放題 Netflix WOWOWオンデマンド FOD バンダイチャンネル J:COM STREAM TELASA milplus アニマックスオンデマンド | 見放題配信   |
| 未定           | 最終話放送後順次配信       | カンテレドーガ music.jp ビデオマーケット ムービーフルPlus                                                                                 |              |

### BD BOX
| 巻 | 発売日        | 収録話         | 規格品番      |
| -- | ------------- | -------------- | ------------- |
| 1  | 2024年1月26日 | 第1話 - 第6話  | EYXA-14257/8  |
| 2  | 2024年2月28日 | 第7話 - 第12話 | EYXA-14259/60 |

| 巻 | 発売日        | 収録話          | 規格品番     |
| -- | ------------- | --------------- | ------------ |
| 1  | 2025年1月29日 | 第13話 - 第18話 | EYXA-14594/5 |
| 2  | 2025年2月26日 | 第19話 - 第24話 | EYXA-14596/7 |

### CD
| 発売日        | タイトル                                                                    | 規格品番     |
| ------------- | --------------------------------------------------------------------------- | ------------ |
| 2024年2月28日 | MF GHOST PRESENTS SUPER EUROBEAT × ORIGINAL SOUNDTRACK NEW COLLECTION       | EYCA-14247/8 |
| 2025年2月26日 | MF GHOST PRESENTS SUPER EUROBEAT × ORIGINAL SOUNDTRACK NEW COLLECTION Vol.2 | EYCA-14598/9 |